# Salón de la Fama de la WWE

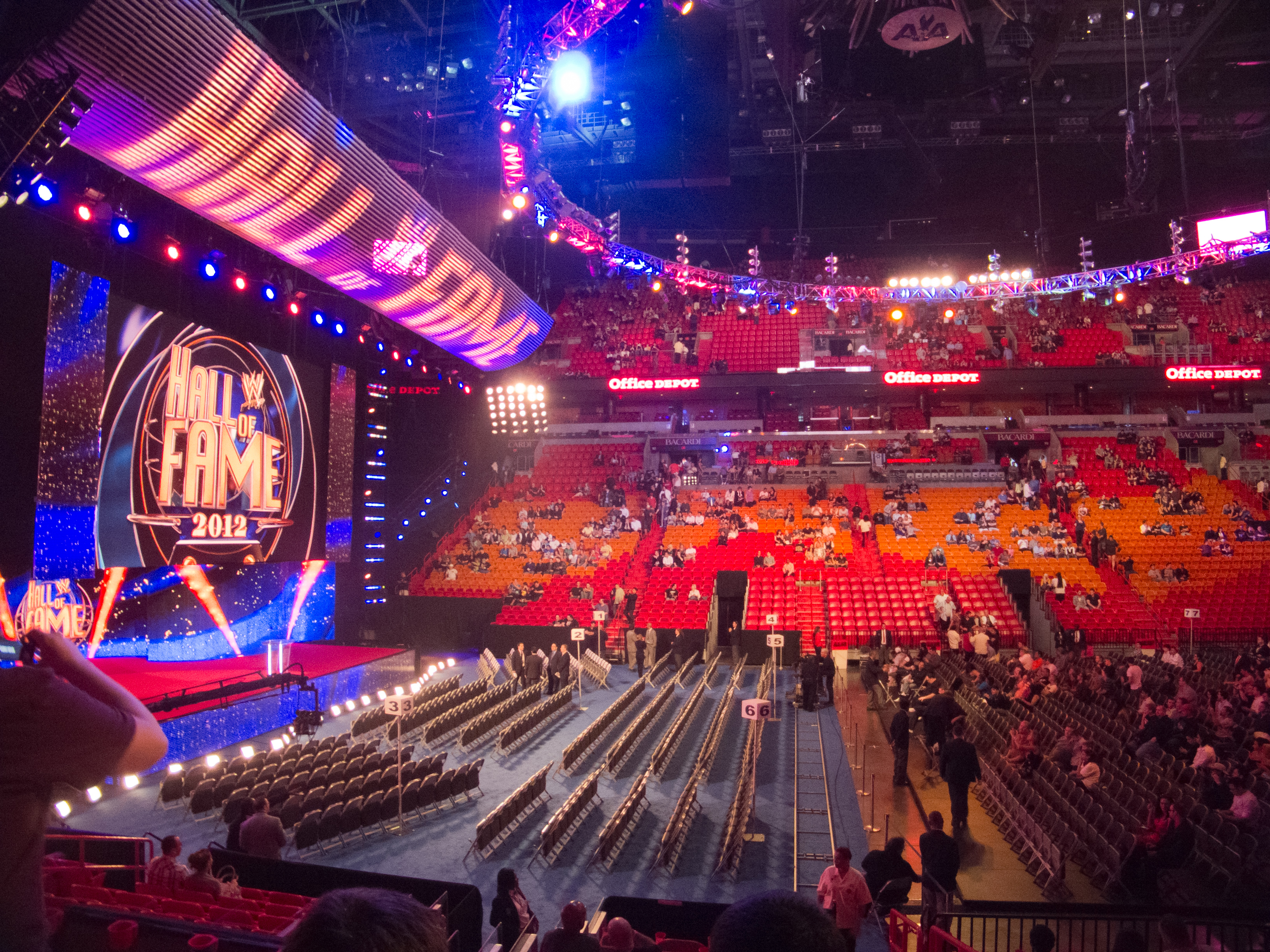
El WWE Hall of Fame 2012, realizado en Miami, Florida.

WWE Hall of Fame (Salon de la fama de WWE en español) es un salón de la fama de la lucha libre profesional creado por WWE. Oficialmente fue creado el 1 de febrero de 1993 durante un episodio del programa Monday Night Raw. Durante un episodio de Raw se anunció que André the Giant sería el único hombre introducido al "Hall of Fame". De hecho, la creación del Salón de la Fama se debió a la muerte de André.

Las ceremonias de 1994 y 1995 fueron realizadas durante el pago por visión King of the Ring, y la de 1996 fue realizada en Survivor Series. En 2004 la ceremonia del Salón de la Fama volvió a realizarse pero esta vez un día antes de WrestleMania. A difererencia de sus predecesoras está ceremonia fue lanzada junto al DVD de WrestleMania.

## Datos generales
Existe una fuerte crítica debido a que la forma de elegir a algunos miembros no es transparente. A veces no se privilegia una gran trayectoria o grandes logros, ya que gente como Pete Rose, Drew Carey, Mike Tyson, Donald Trump o Snoop Dogg, que no son luchadores, fueron introducidos en el Salón de la Fama. Esto se debe a que firman un contrato con World Wrestling Entertainment para permitir emitir mercancía de ellos. Por esta razón, luchadores como Bruno Sammartino o The Ultimate Warrior, rechazaron en varias ocasiones unirse al Salón, hasta que finalmente, Sammartino aceptaría ser introducido en la edición de 2013 y Warrior en la edición del año siguiente.
- En abril de 2011, se dio el primer caso de un luchador que quería salir del Salón de la Fama. Debido a la introducción de Abdullah the Butcher, Billy Graham exigió ser sacado. Según sus declaraciones: "un animal como Abdullah no merecía formar parte del Salón de la Fama y era una vergüenza para la industria", por lo que pidió que la empresa le quitara. Sin embargo, el nombre de Graham sigue figurando en la página web de WWE como miembro del Salón de la Fama.
- En abril de 2015, Hulk Hogan fue introducido en el Salón de la Fama pero en julio de 2015, el perfil de Hulk Hogan en la página oficial de WWE fue sacada de la sección del Hall of Fame en WWE.com, debido al caso de racismo por el que Hogan fue denunciado. Sin embargo, esto no significó que Hogan ya no fuera miembro del Hall of Fame. Hogan y la empresa llegaron a una conciliación años después''.
- En 1996, Jimmy Snuka fue miembro del Salón de la Fama pero en septiembre de 2015, el perfil de Jimmy Snuka en la página oficial de WWE fue sacada de la sección del Hall of Fame en WWE.com, debido al antecedente penal por el que Snuka fue involucrado. Al igual que Hogan, Snuka no fue sacado de su respectivo lugar.
- En 2019, se anunció que Batista sería introducido como miembro del Salón de la Fama 2020 junto a otros luchadores como JBL, The Bella Twins, The British Bulldog y Jushin Thunder Liger, pero debido a la pandemia del COVID-19, la ceremonia fue suspendida de forma indefinida.
- En 2021, se retomaron actividades para la ceremonia del Salón de la Fama. A raíz de esto, las clases 2020 y 2021 tendrían una ceremonia en conjunto con la excepción de que Batista ya no sería parte del evento debido a sus compromisos cinematográficos.

## Miembros
Nota: † indica que los luchadores fueron introducidos con carácter póstumo o que ya han fallecido.

### Individual

#### 1993
| Hall of Fame 1993 |              |                                                                                           |
| André the Giant † | Bobby Heenan | Ver lista- WWF World Heavyweight Championship (1 vez) - WWF Tag Team Championship (1 vez) |

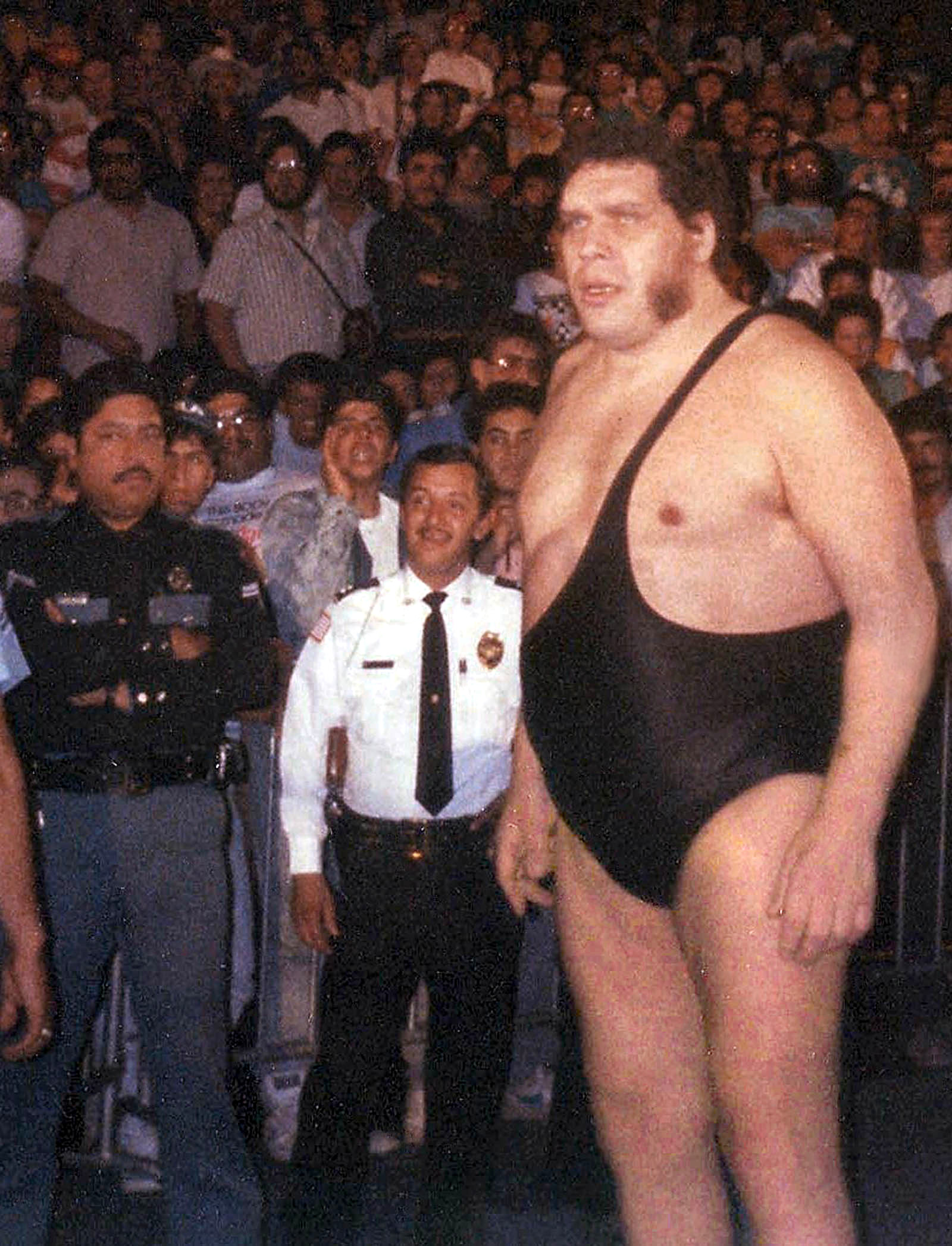
A. The Giant.

#### 1994
| Hall of Fame 1994           |                 | |
| Arnold Skaaland †           | Bob Backlund    | Ver lista- Mánager de gran trayectoria. - WWWF United States Tag Team Championship (1 vez)                                 |
| Bobo Brazil                 | Ernie Ladd      | Ver lista- WWWF United States Championship (7 veces)                                                                       |
| "Nature Boy" Buddy Rogers † | Bret Hart       | Ver lista- Primer campeón mundial de la empresa. - WWWF World Heavyweight Championship (1 vez)                             |
| Chief Jay Strongbow         | Gorilla Monsoon | Ver lista- WWF / WWF Tag Team Championship (4 veces)                                                                       |
| "Classy" Freddie Blassie    | Regis Philbin   | Ver lista- Mánager de gran trayectoria.                                                                                    |
| Gorilla Monsoon             | Jim Ross        | Ver lista- Ex anunciador de ring y presidente de dirección de cámara. - WWWF United States Tag Team Championship (2 veces) |
| James Dudley †              | Vince McMahon   | Ver lista- Primer afroamericano en competir en una promoción de lucha libre de nivel mundial.                              |

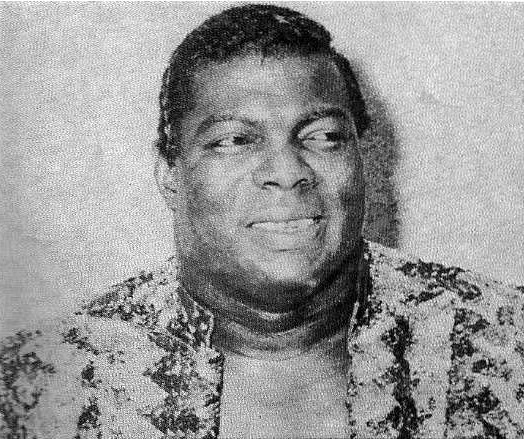
Bobo Brazil
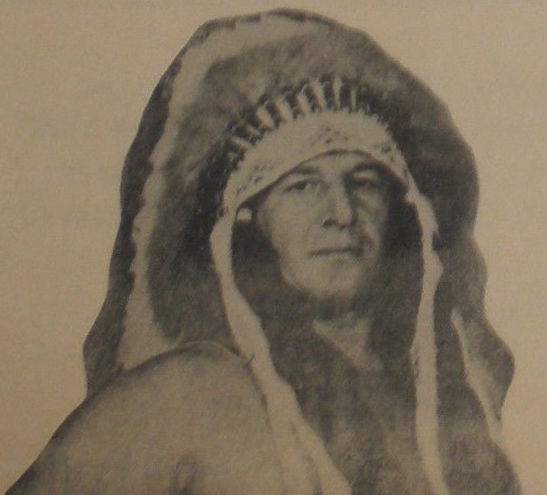
Chief J. S.
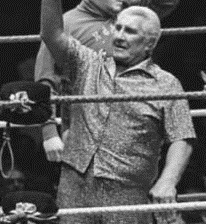
Freddie Blassie
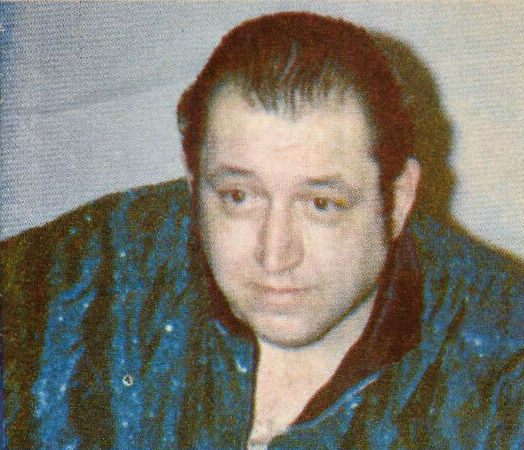
Gorilla Monsoon

#### 1995
| Hall of Fame 1995           |                 | |
| Antonino Rocca †            | Miguel Pérez    | Ver lista- Reconocido como pionero de la lucha libre aérea. - CWC/WWWF International Heavyweight Championship (1 vez) |
| "Big Cat" Ernie Ladd †      | Bill Watts      | Ver lista- Connotado por sus veintiséis años de carrera profesional. |
| George "The Animal" Steele† | Beth Meyers     | Ver lista- Reconocido como uno de los primeros Monster heels. |
| Ivan Putski                 | Scott Putski    | Ver lista- WWF World Tag Team Championship (1 vez) |
| The Fabulous Moolah †       | Alundra Blayze  | Ver lista- Primera campeona Femenina, además su primer reinado duró veintiocho años. - WWF Women's Championship (4 veces) |
| The Grand Wizard †          | Sgt. Slaughter  | Ver lista- Mánager heel de gran trayectoria. |
| Pedro Morales               | Gorilla Monsoon | Ver lista- Su reinado como Campeón Mundial duró 3 años. - Primer Triple Crown Champion. - Primer latino en ganar un Campeonato Mundial. - NWA / WWWF World Heavyweight Championship (1 vez) - WWWF United States Championship (1 vez) - WWF Intercontinental Heavyweight Championship (2 veces) - World Tag Team Championship (WWE) (1 vez) |

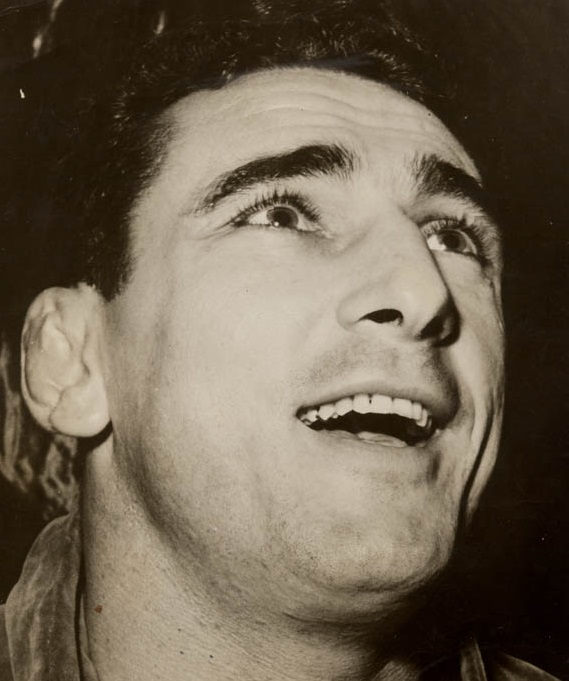
Antonino R.
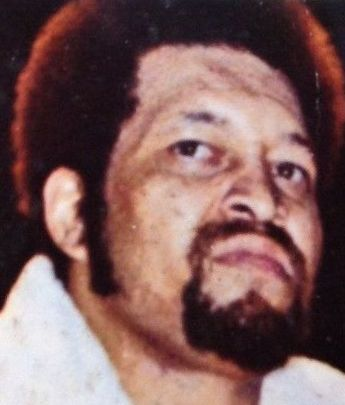
Ernie Ladd
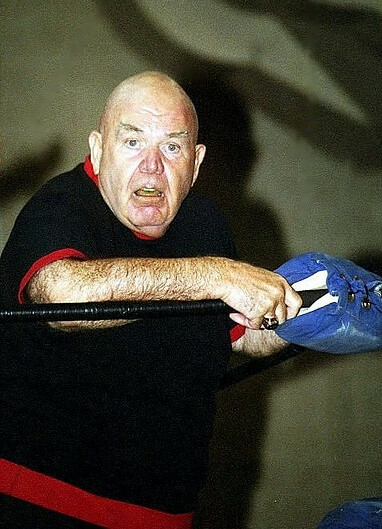
G. Steele. †
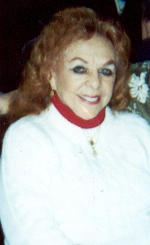
F. Moolah †
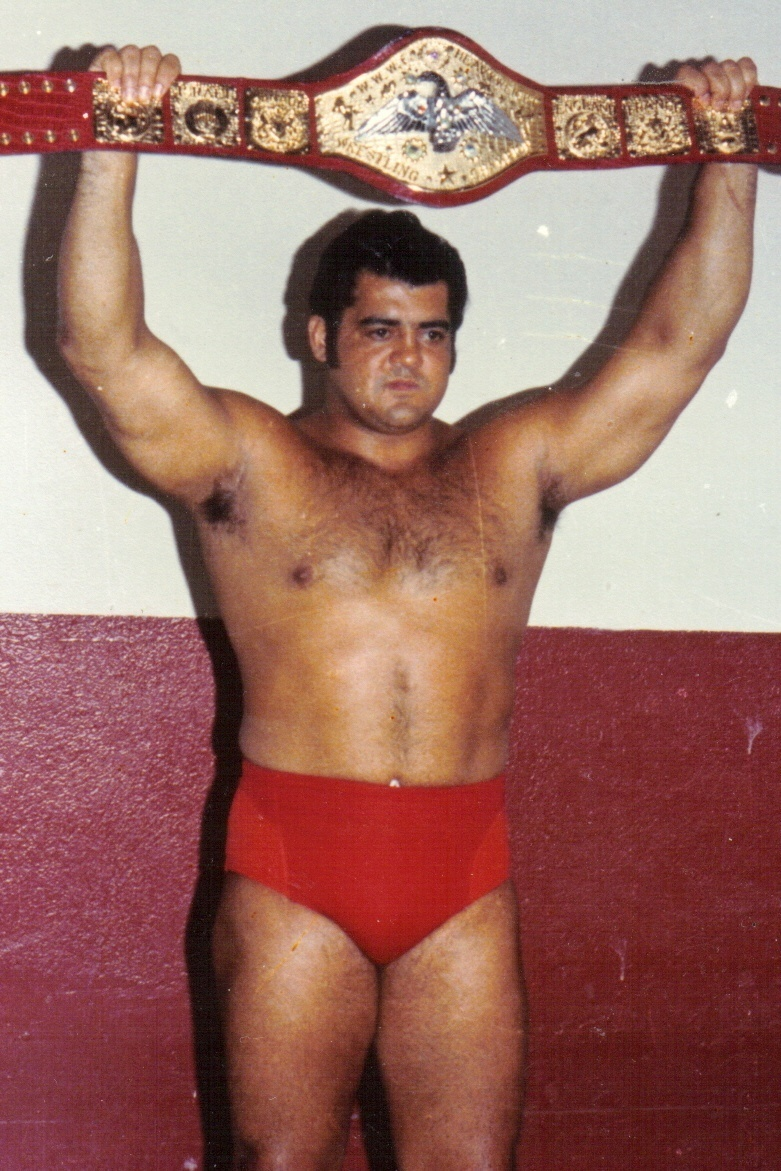
P. Morales.

#### 1996
| Hall of Fame 1996           |                 | |
| "Baron" Mikel Scicluna †    | Gorilla Monsoon | Ver lista- WWWF United States Tag Team Championship (1 vez) - WWWF World Tag Team championship (1 vez) |
| "Captain" Lou Albano        | Joe Franklin    | Ver lista- WWWF United States Tag Team Championship (1 vez) |
| Jimmy "Superfly" Snuka      | Don Muraco      | Ver lista- Reconocido por su carrera en la década de los 80' y principios de 1990. - En septiembre de 2015, el perfil de Jimmy Snuka en la página oficial de la WWE fue sacada de la sección del Hall of Fame en WWE.com. Sin embargo, esto no significa que Snuka ya no sea miembro del Hall of Fame. No se ha hecho un anuncio oficial por la WWE por el hecho. |
| "Unpredictable" Johnny Rodz | Arnold Skaaland | Ver lista- Reconocido por sus veinte años de carrera. - Reconocido por ser uno de los primeros Jobber de la historia. |
| Killer Kowalski †           | Triple H        | Ver lista- WWWF United States Tag Team Championship (1 vez) - WWWF World Tag Team Championship (1 vez) |
| Pat Patterson †             | Bret Hart       | Ver lista- WWF Intercontinental Heavyweight Championship (1 vez y primero) - WWF North American Heavyweight Championship (1 vez) - WWF Hardcore Championship (1 vez) - Creador del Royal Rumble. |
| Vince McMahon, Sr. †        | Shane McMahon   | Ver lista- Fundador de la World Wide Wrestling Federation, ahora WWE. |

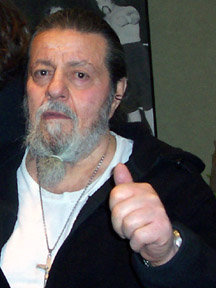
C. Lou Albano †
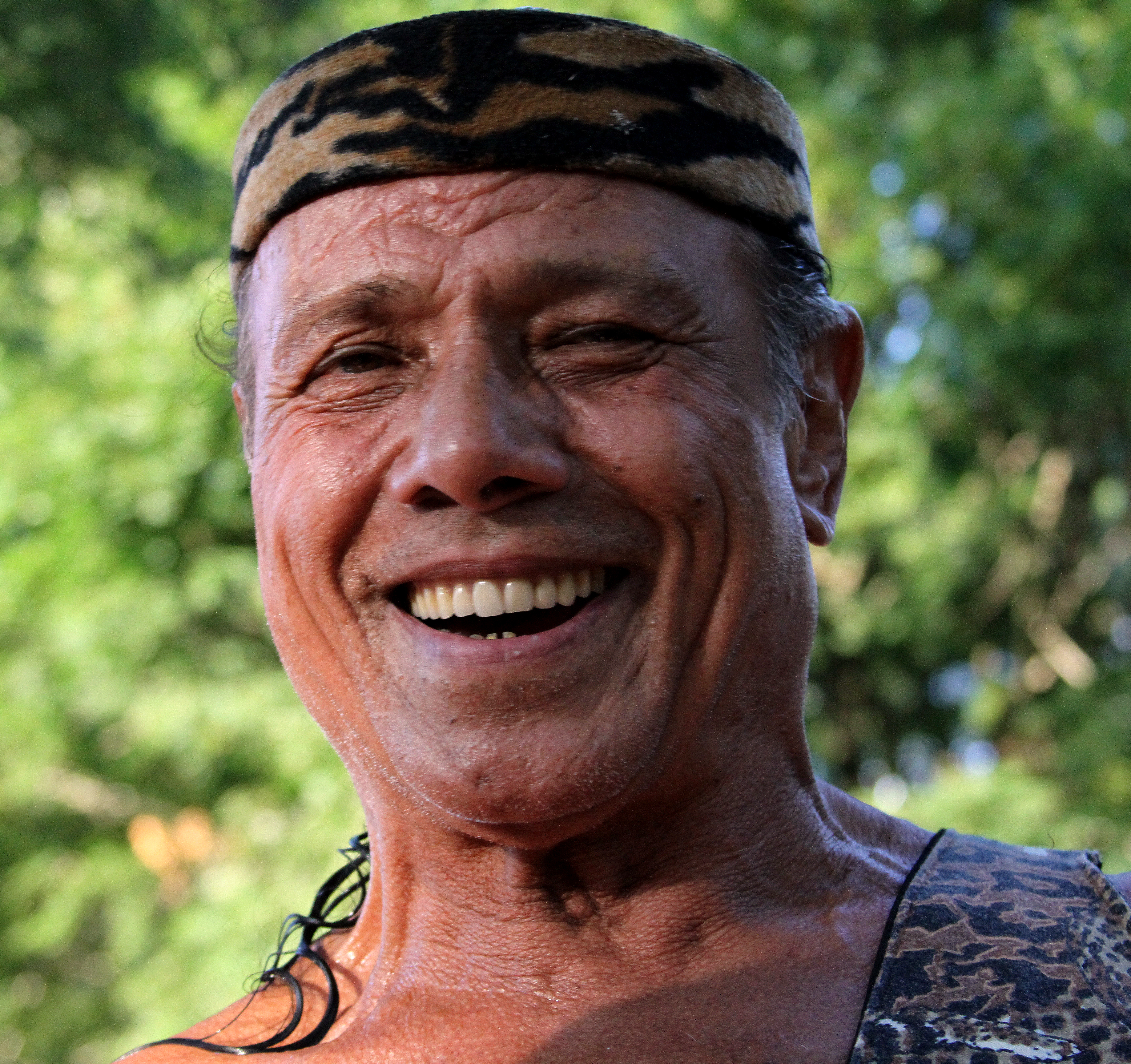
Jimmy Snuka †
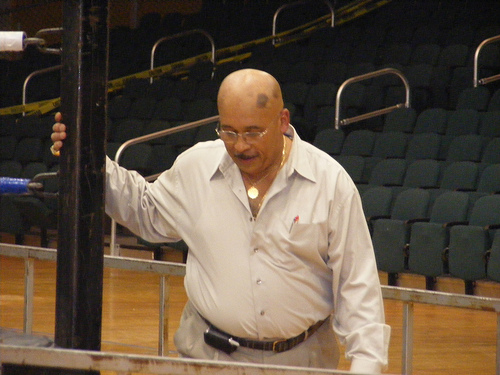
Johnny Rodz
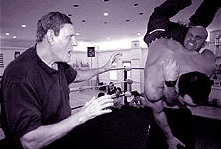
Killer Kowalski †
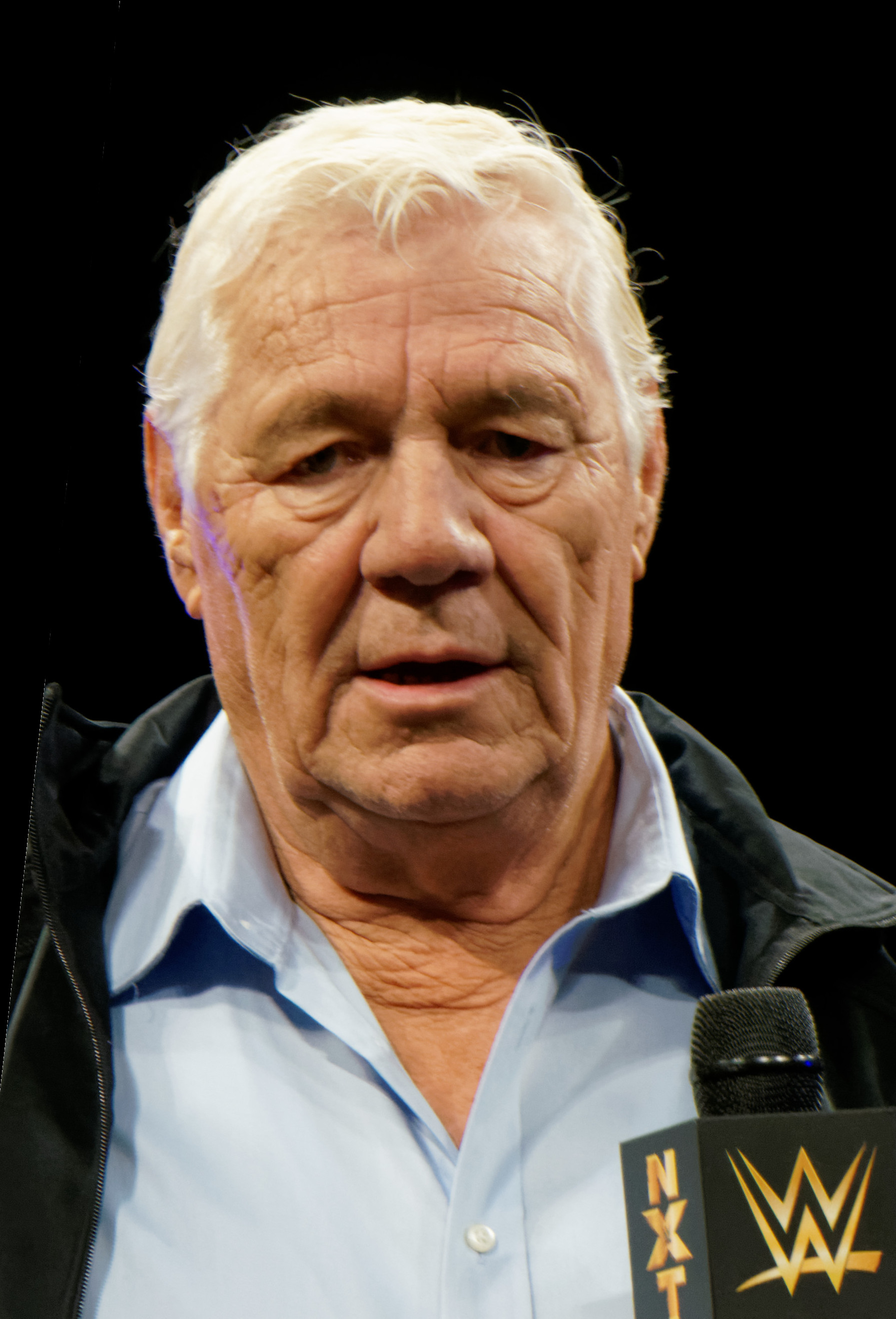
P. Patterson †

#### 2004
| Hall of Fame 2004           |                 | |
| Big John Studd †            | Big Show        | Ver lista- WWWF World Tag Team Championship (1 vez) - Ganador de la edición de Royal Rumble de 1989.                               |
| Bobby "The Brain" Heenan †  | Blackjack Lanza | Ver lista- Reconocido por ser uno de los mánager más astutos e intelectuales de la historia.                                       |
| Don Muraco                  | Mick Foley      | Ver lista- WWF Intercontinental Championship (2 veces) - WWF King of the Ring (1985)                                               |
| Greg "The Hammer" Valentine | Jimmy Hart      | Ver lista- WWF Intercontinental Championship (1 vez) - WWF Tag Team Championship (1 vez)                                           |
| Harley Race †               | Ric Flair       | Ver lista- King of the Ring (1986)                                                                                                 |
| Jesse "The Body" Ventura    | Tyrell Janos    | Ver lista- Reconocido por su carrera dentro y fuera del ring de tres décadas.                                                      |
| Junkyard Dog †              | Ernie Ladd      | Ver lista- Reconocido por su carrera en la década de los 80' y principios de 1990.                                                 |
| Sgt. Slaughter              | Pat Patterson   | Ver lista- WWF Championship (1 vez)                                                                                                |
| "Superstar" Billy Graham    | Triple H        | Ver lista- NWA WWF World Heavyweight Championship (1 vez)                                                                          |
| Tito Santana                | Shawn Michaels  | Ver lista- WWF Intercontinental Heavyweight Championship (2 veces) - WWF Tag Team Championship (2 veces) - King of the Ring (1989) |

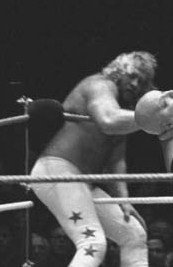
Big J. S. †
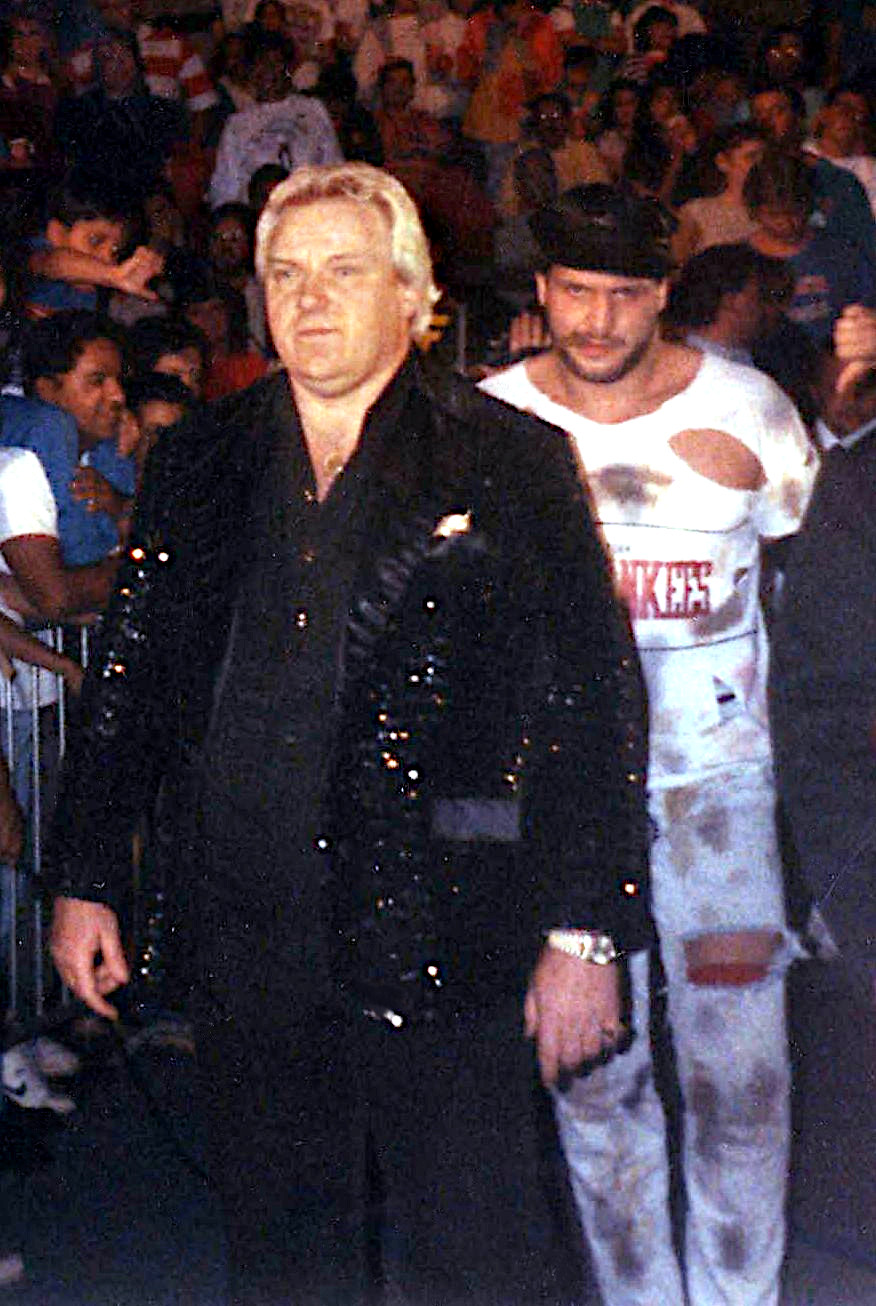
B. Heenan. †
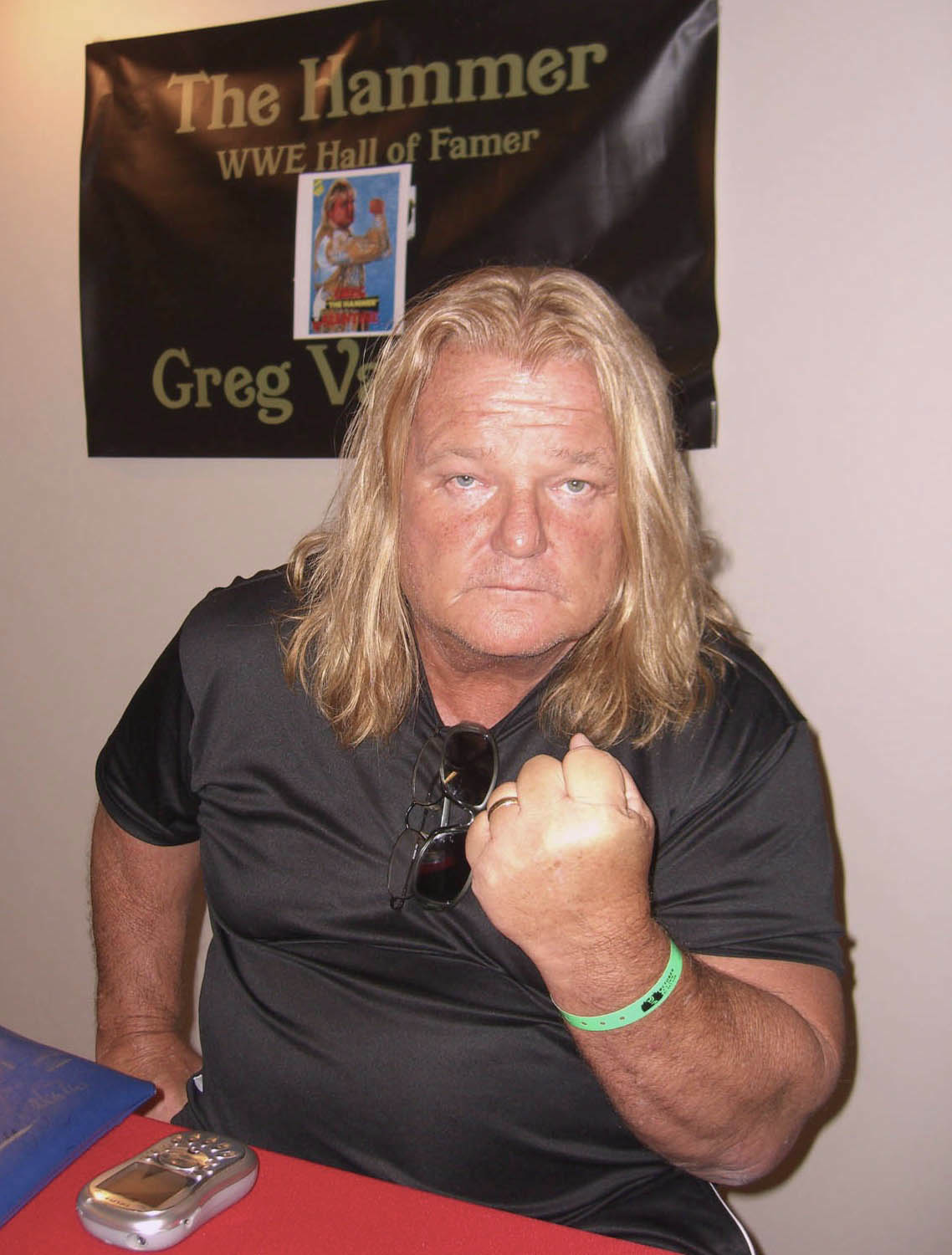
G. Valentine.
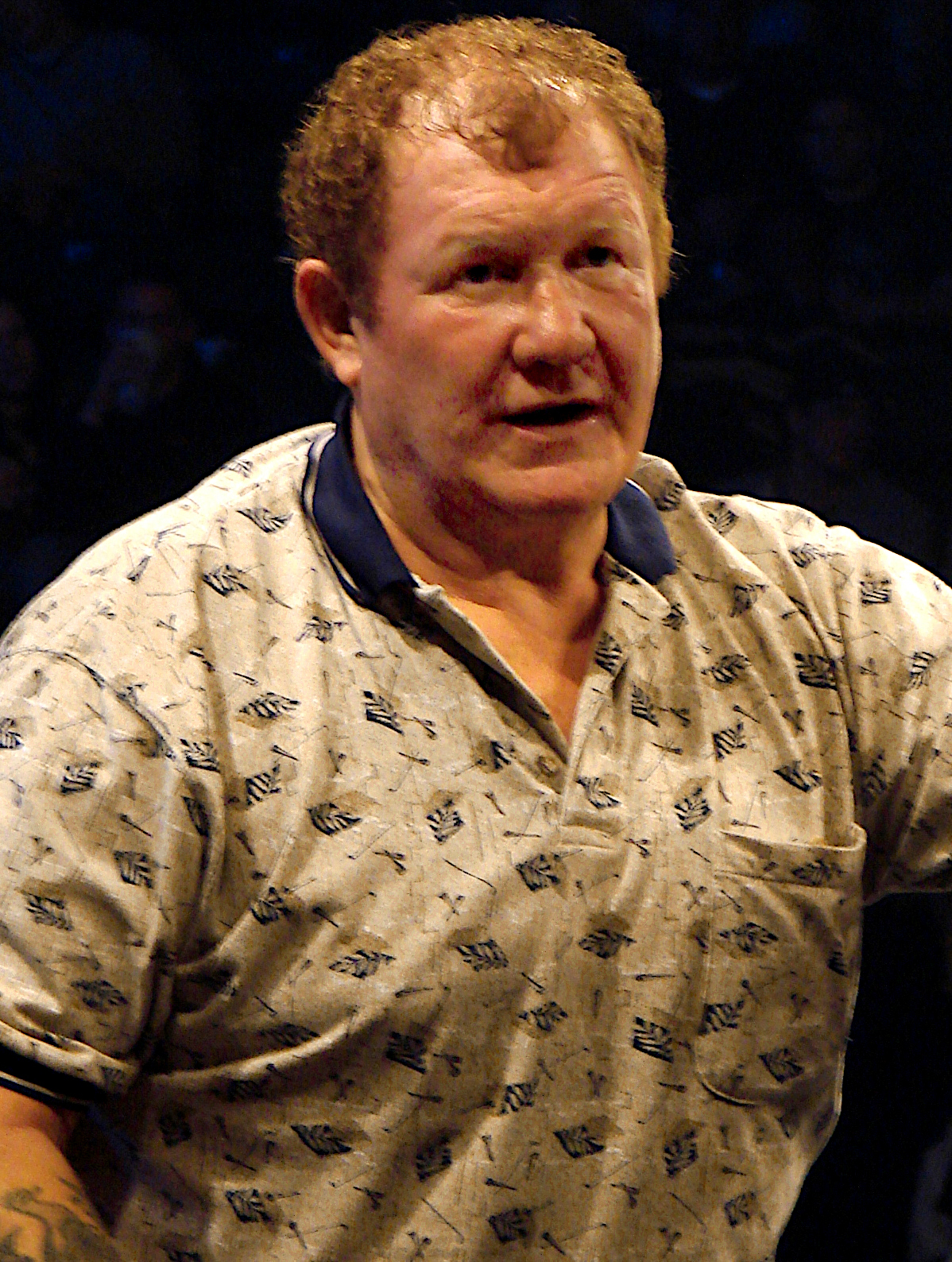
Harley Race. †
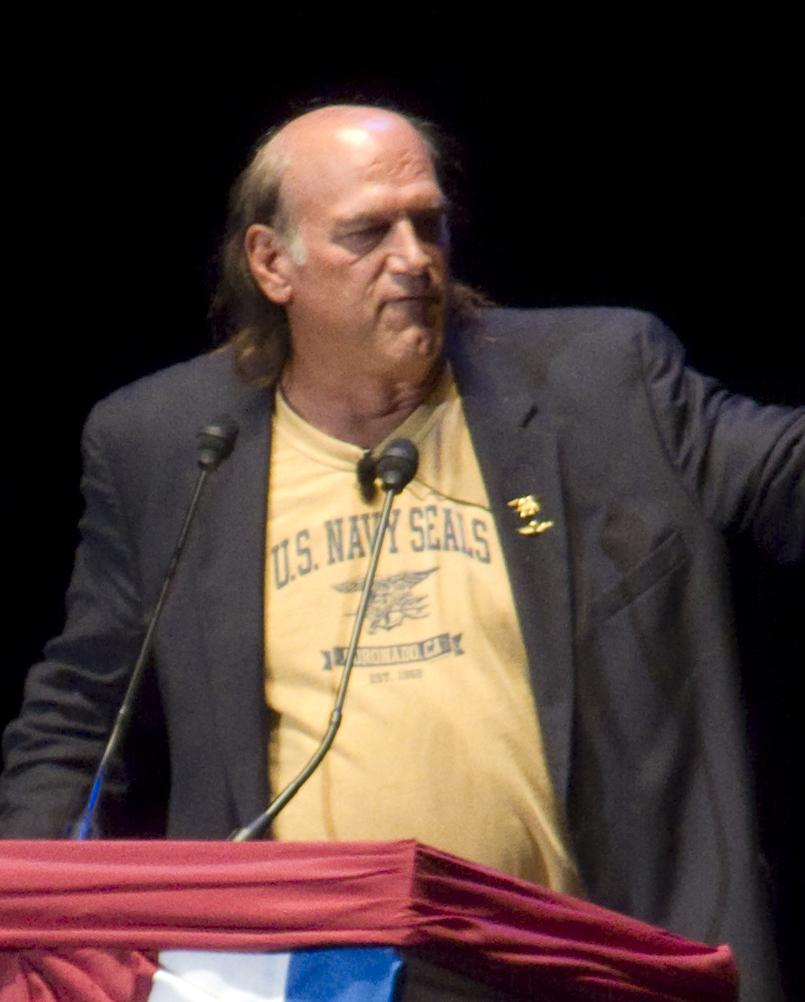
Jesse Ventura.

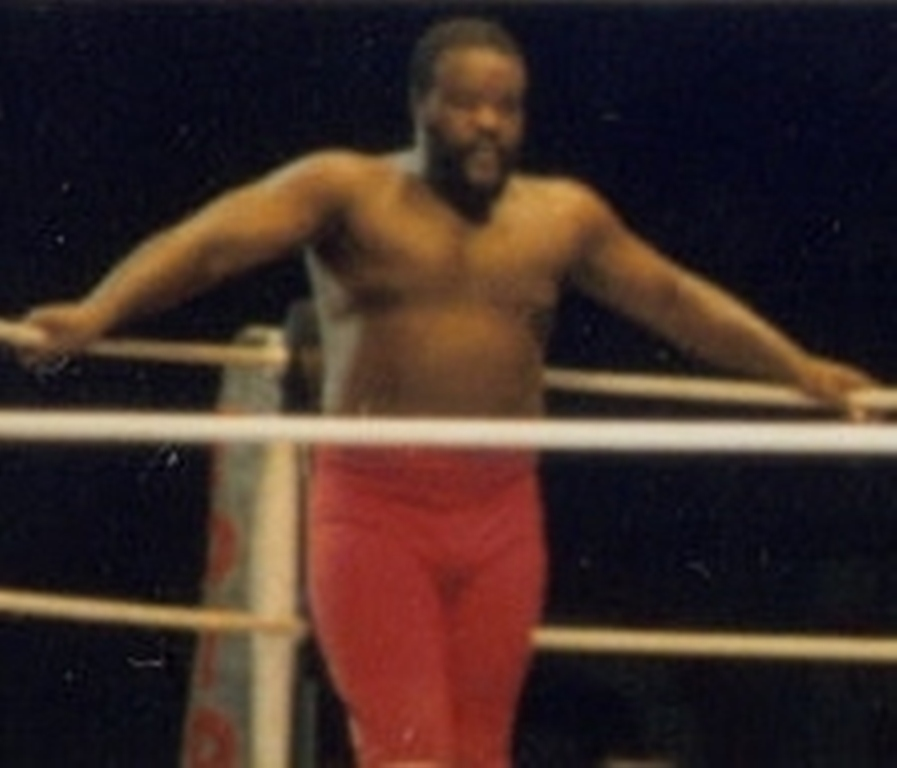
Junkyard Dog. †
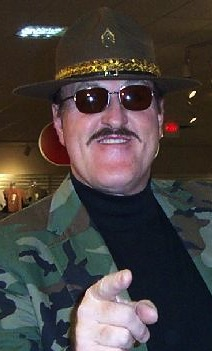
Sgt. S.
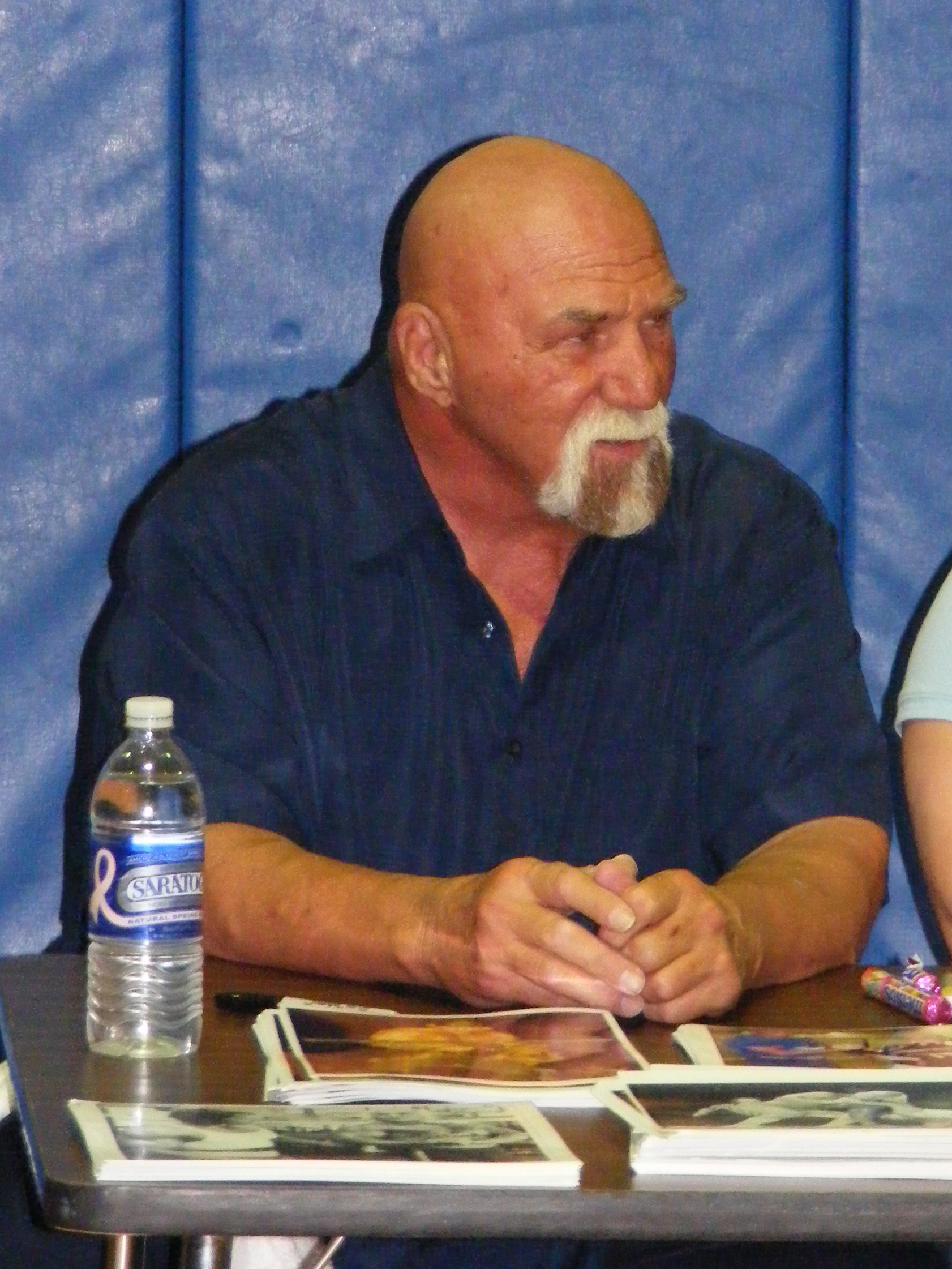
Billy Graham.
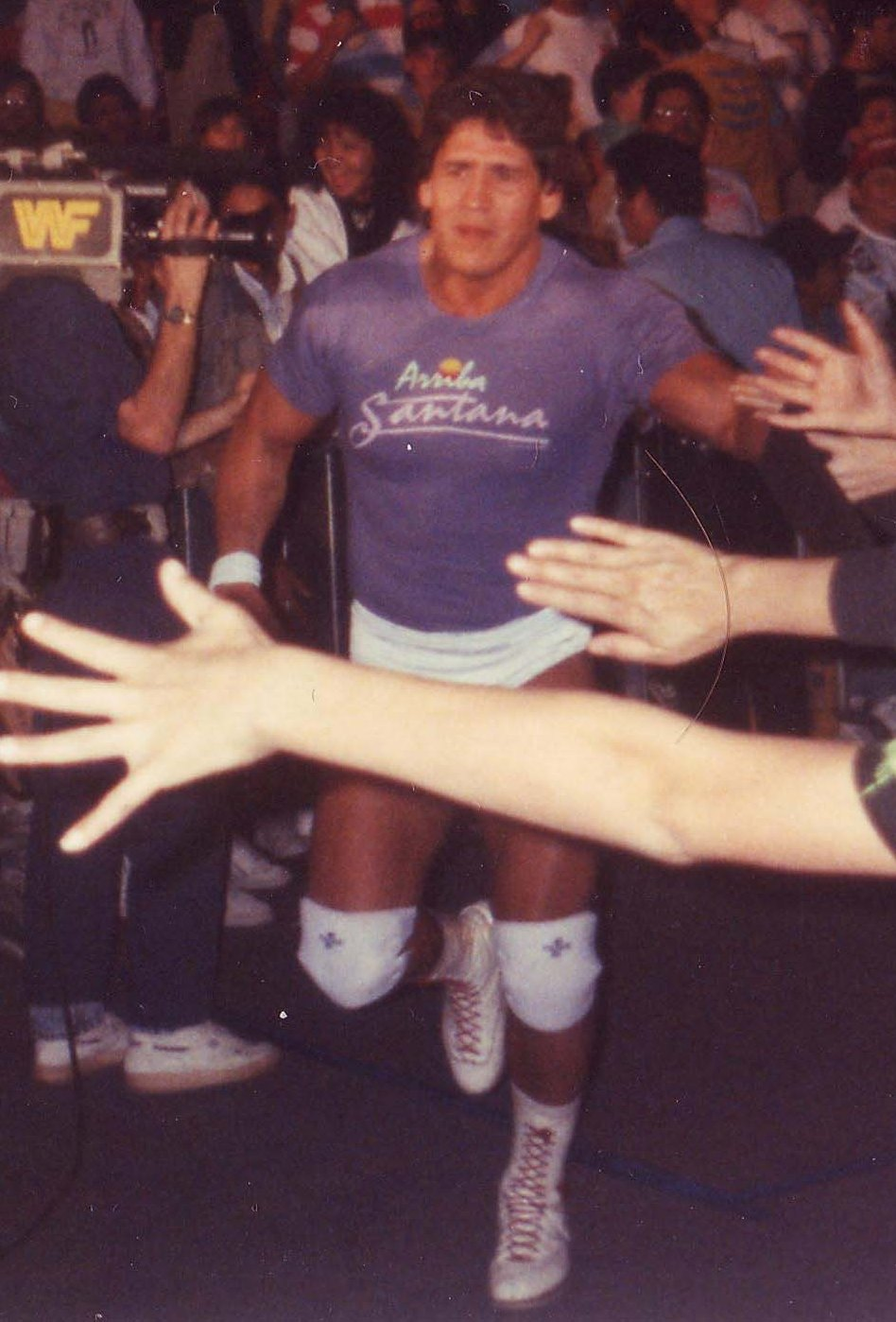
T. Santana.

#### 2005
| Hall of Fame 2005               |                    | |
| Hulk Hogan                      | Sylvester Stallone | Ver lista- WWF Championship (6 veces) - WWE World Tag Team Championship (1 vez) - WCW Championship (6 veces) - Royal Rumble (1990 y 1991) - En julio de 2015, el perfil de Hulk Hogan en la página oficial de la WWE fue sacada de la sección del Hall of Fame en WWE.com. Sin embargo, esto no significó que Hogan ya no fuera miembro del Hall of Fame. Hogan y la empresa llegaron a una conciliación años después. |
| "Rowdy" Roddy Piper †           | Ric Flair          | Ver lista- WWF Intercontinental Championship (1 vez) - WWE World Tag Team Championship (1 vez) |
| "Cowboy" Bob Orton              | Randy Orton        | Ver lista- Reconocido por su carrera en la década de los 80'. |
| "Mouth of the South" Jimmy Hart | Jerry Lawler       | Ver lista- Reconocido por su carrera como mánager. |
| "Mr. Wonderful" Paul Orndorff † | Bobby Heenan       | Ver lista- Reconocido por su carrera en la década de los 70' y 80'. |
| Nikolai Volkoff †               | Jim Ross           | Ver lista- WWF Tag Team Championship (1 vez) - WWWF International Tag Team Championship (2 veces) |
| The Iron Sheik                  | Sgt. Slaughter     | Ver lista- WWF World Heavyweight Championship (1 vez) - WWF Tag Team Championship (1 vez) |

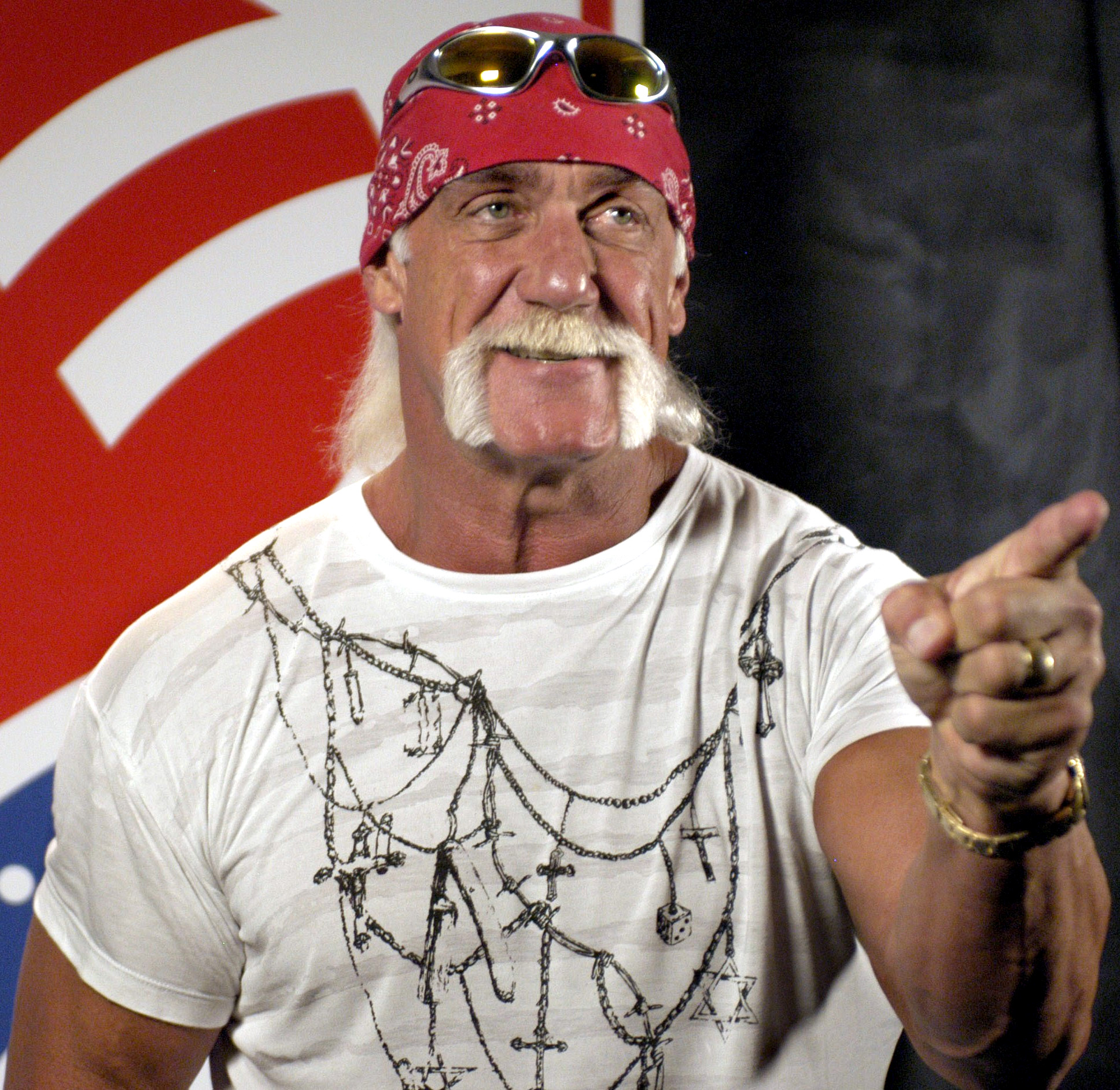
Hulk Hogan
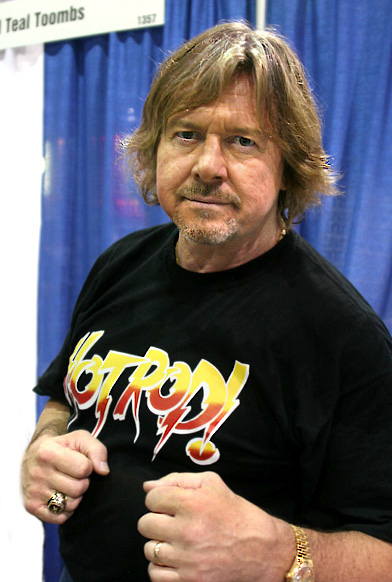
Roddy Piper †
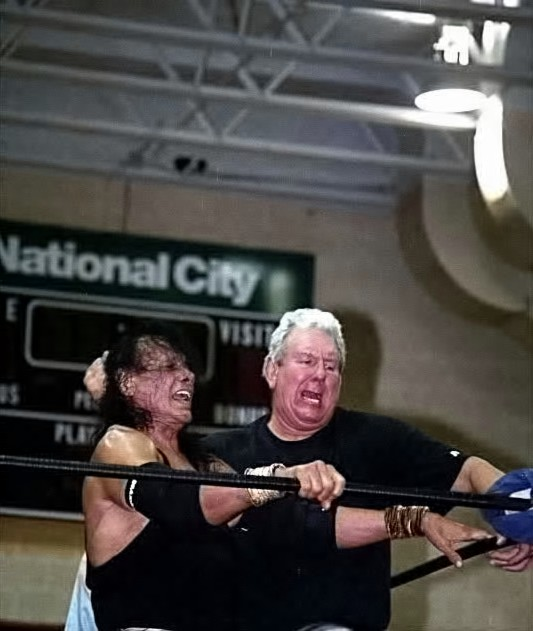
Bob Orton
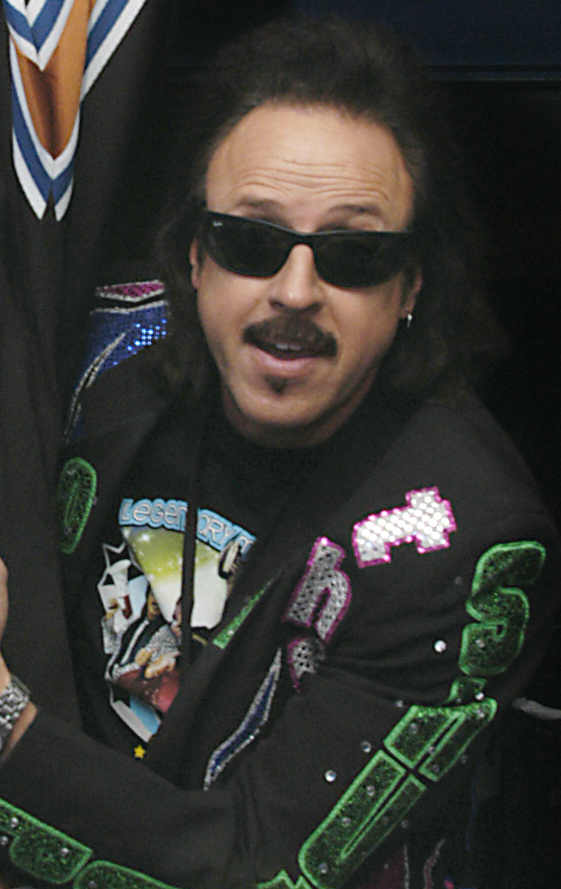
Jimmy Hart
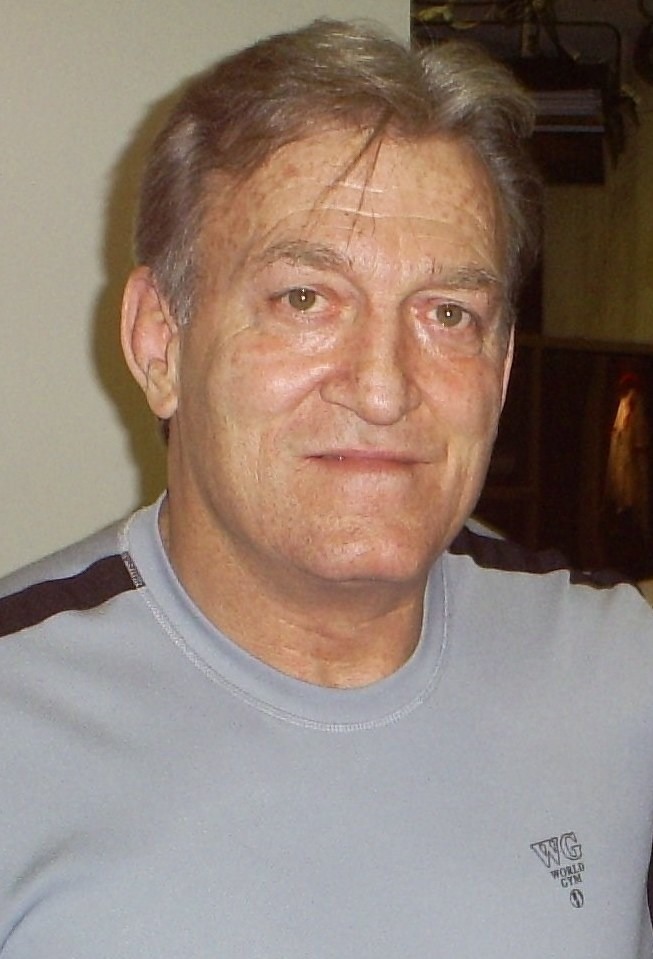
Paul Orndorff †
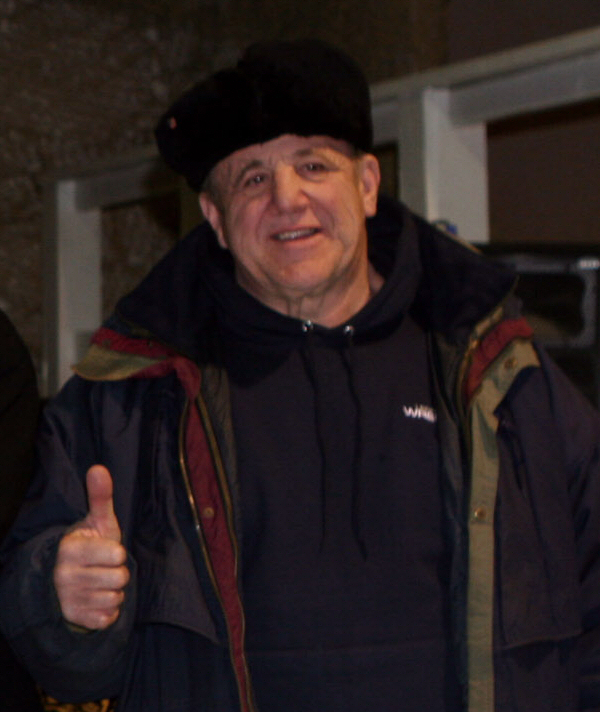
Nikolai Volkoff †
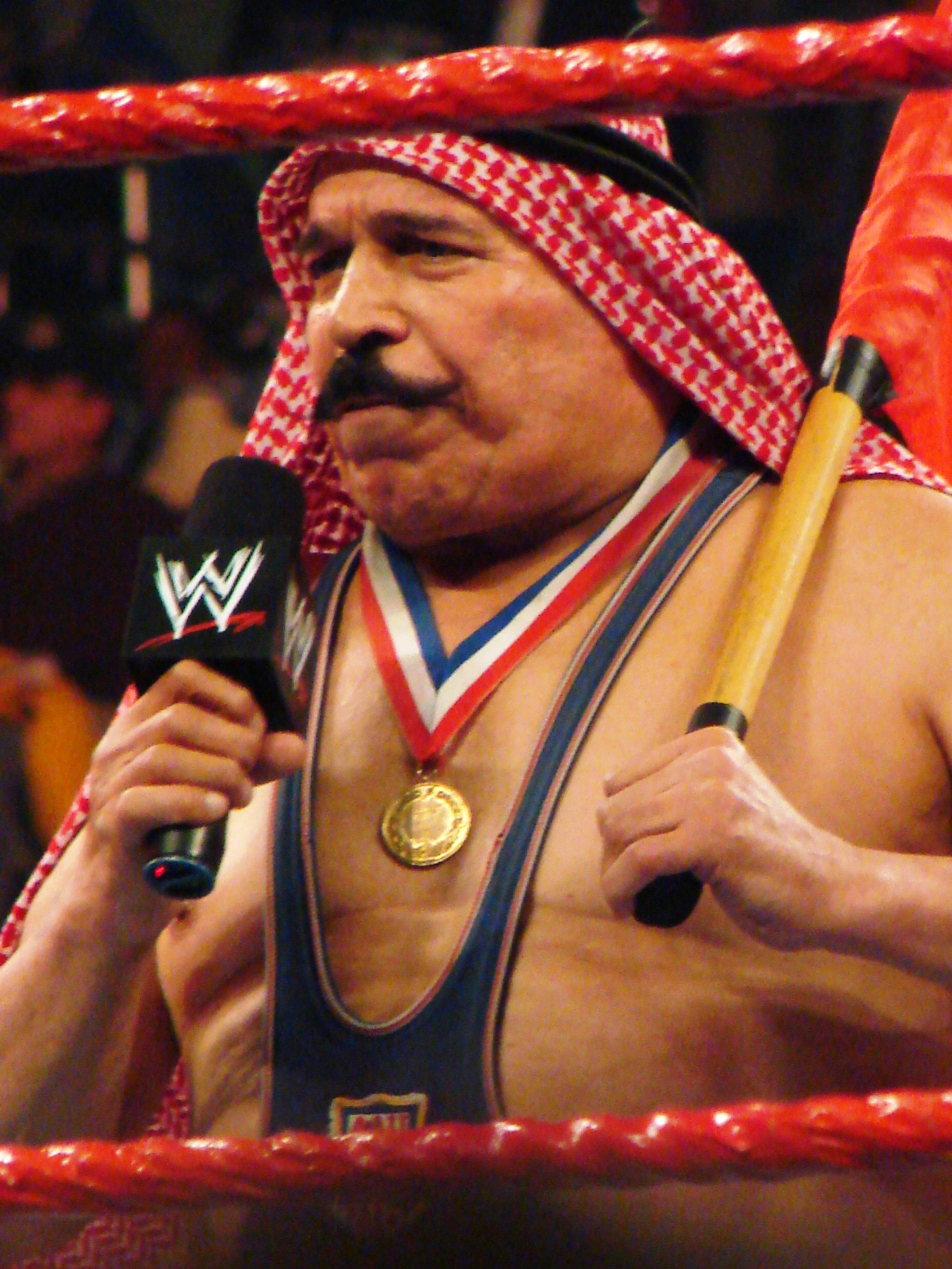
The I. Sheik

#### 2006
| Hall of Fame 2006             |                                      | |
| Bret "The Hitman" Hart        | Steve Austin                         | Ver lista- WWF Championship (5 veces) - WWF Intercontinental Championship (2 veces) - WWE United States Championship (1 vez) - WWF World Tag Team Championship (2 veces) - King of the Ring (1991 y 1993) - Royal Rumble (1994) - Triple Crown Championship.   |
| Eddie Guerrero †              | C. Guerrero, R. Mysterio y C. Benoit | Ver lista- WWE Championship (1 vez) - WWF Intercontinental Championship (2 veces) - WWE United States Championship (1 vez) - WWF European Championship (2 veces) - WWE Tag Team Championship (4 veces) - Triple Crown Championship. - Grand Slam Championship. |
| "Mean" Gene Okerlund †        | Hulk Hogan                           | Ver lista- Reconocido por su carrera como entrevistador y anunciador. |
| "Sensational" Sherri Martel † | Ted DiBiase                          | Ver lista- WWF Women's Championship (1 vez) |
| Verne Gagne †                 | Greg Gagne                           | Ver lista- Reconocido por sus tres décadas de carrera. |
| "Mr. USA" Tony Atlas          | S.D. Jones                           | Ver lista- WWF Tag Team Championship (1 vez) |

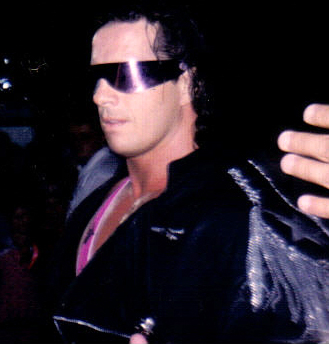
Bret Hart
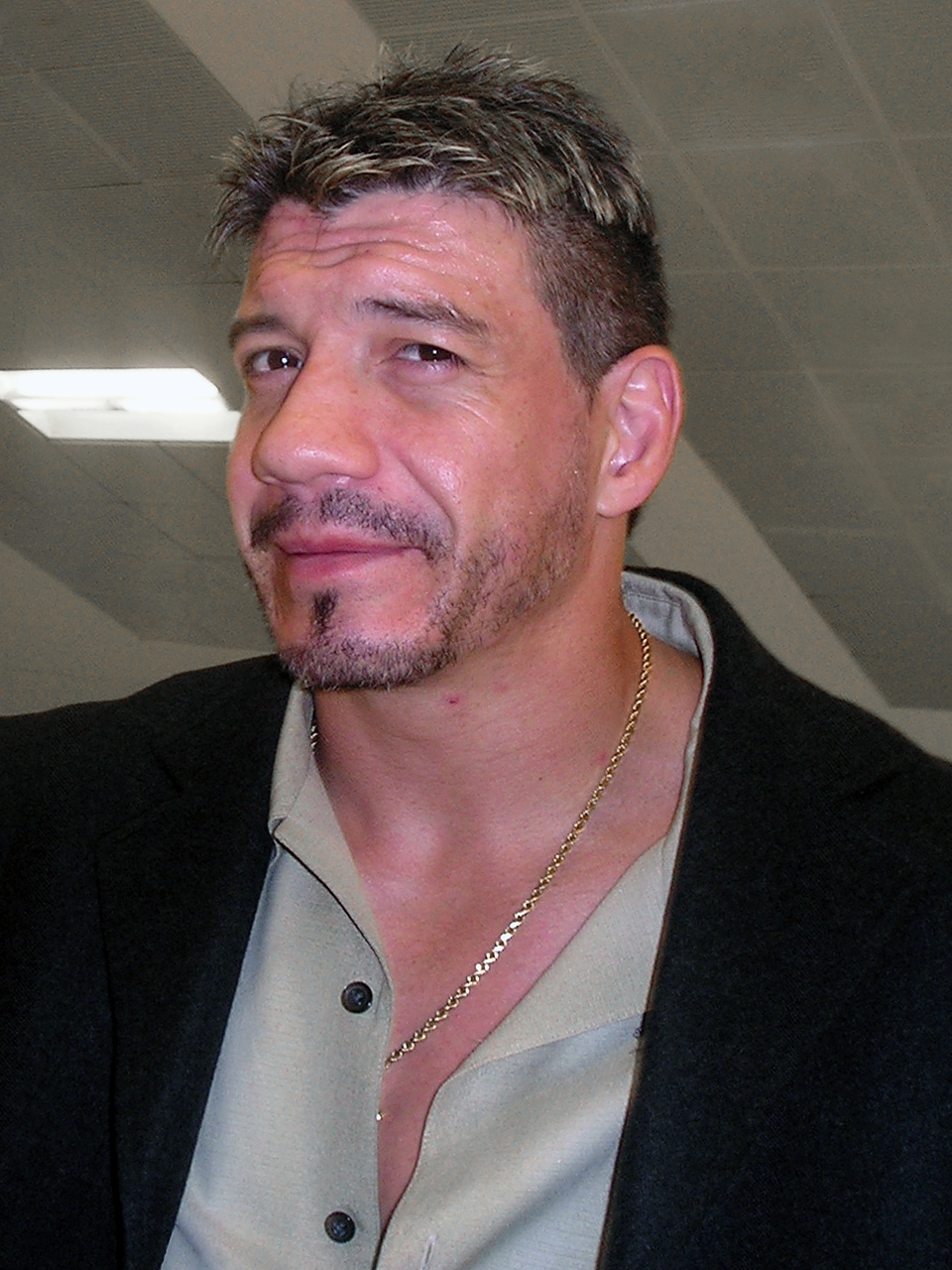
E. Guerrero †
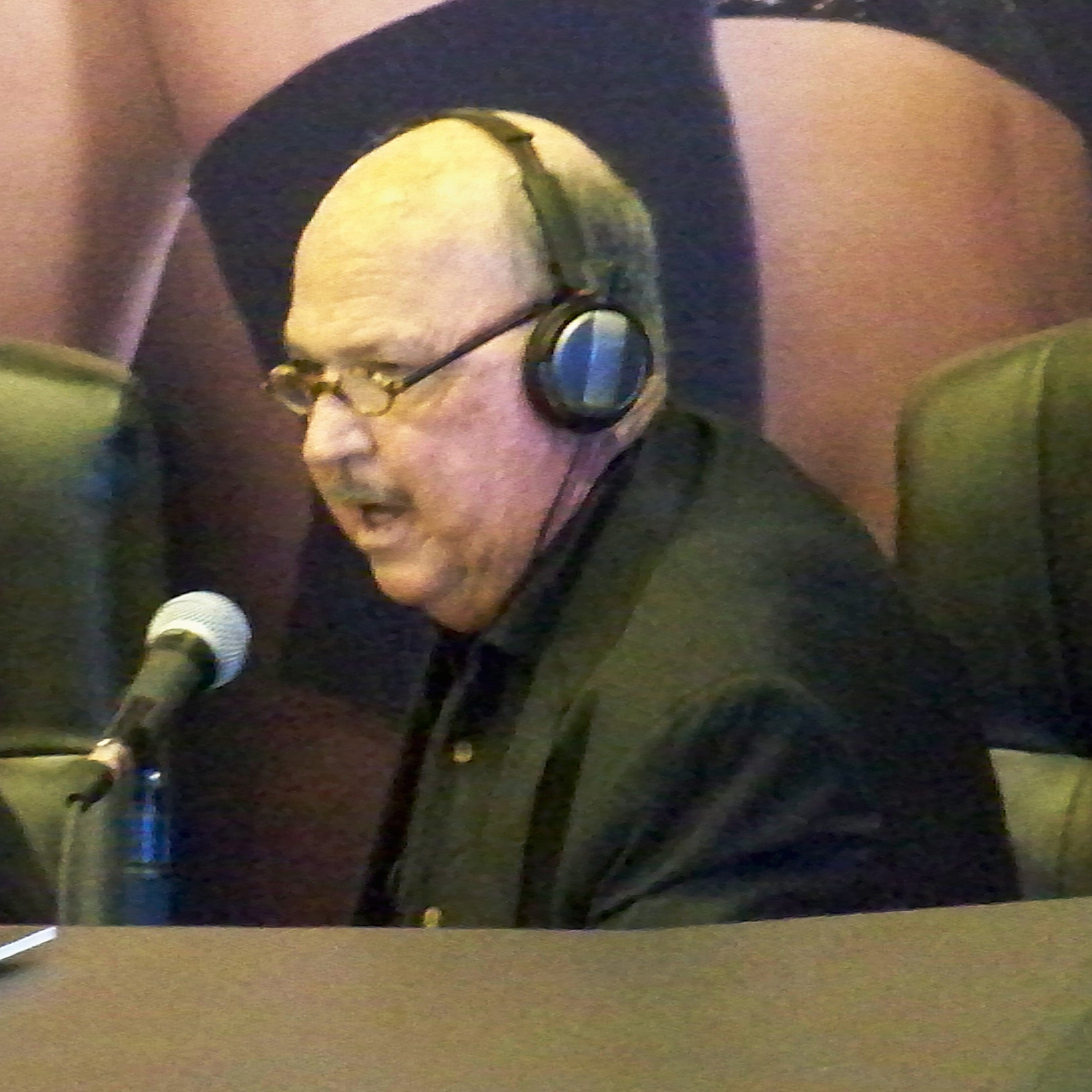
Gene Okerlund †
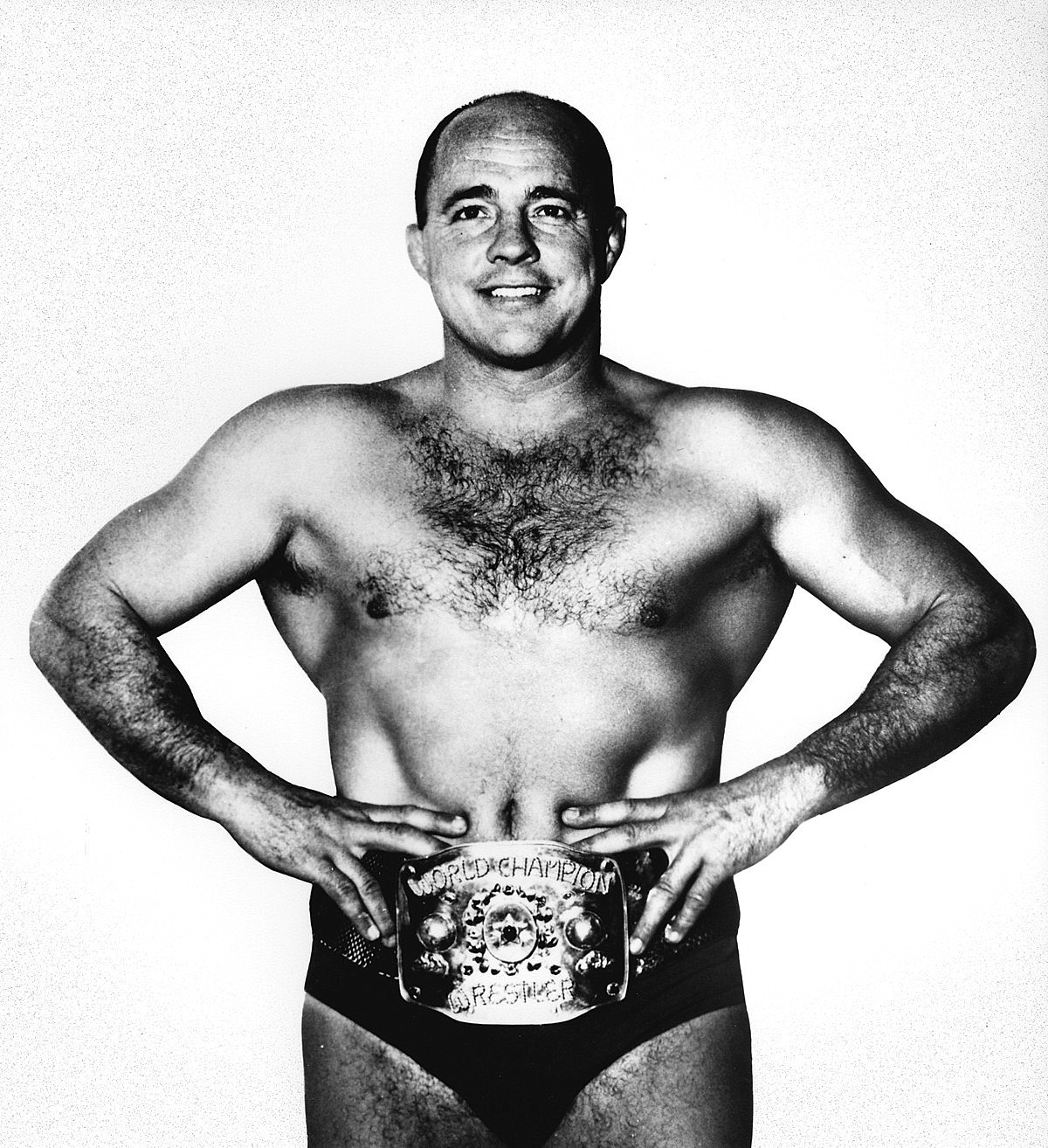
Verne Gagne †
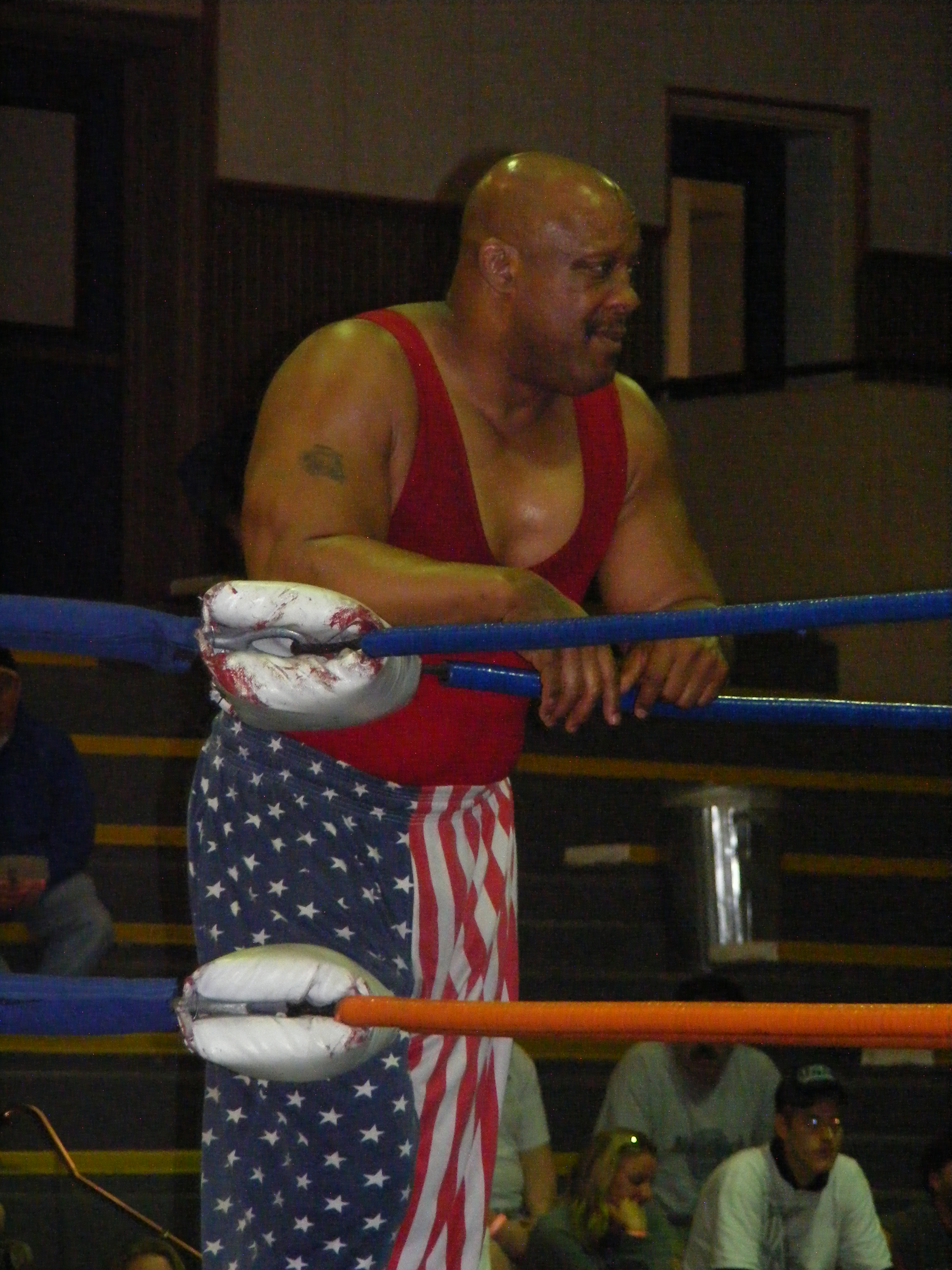
Tony Atlas

#### 2007
| Hall of Fame 2007                   |                             | |
| "The American Dream" Dusty Rhodes † | Cody Rhodes y Dustin Rhodes | Ver lista- Reconocido por su carrera en la década de los 80' y 90'.                                           |
| "Mr. Perfect" Curt Hennig †         | Wade Boggs                  | Ver lista- WWF Intercontinental Heavyweight Championship (2 veces)                                            |
| Jerry "The King" Lawler             | William Shatner             | Ver lista- En su carrera personal posee 132 títulos. - Reconocido por su connotada carrera como comentarista. |
| Nick Bockwinkel †                   | Bobby Heenan                | Ver lista- Reconocido por su carrera en la década de los 70' y 80'.                                           |
| Mr. Fuji †                          | Don Muraco                  | Ver lista- WWWF/WWF World Tag Team Championship (5 veces)                                                     |
| The Sheik †                         | Sabu y Rob Van Dam          | Ver lista- WWWF United States Championship (1 vez)                                                            |
| Jim Ross                            | Steve Austin                | Ver lista- Reconocido por su connotada carrera como comentarista.                                             |

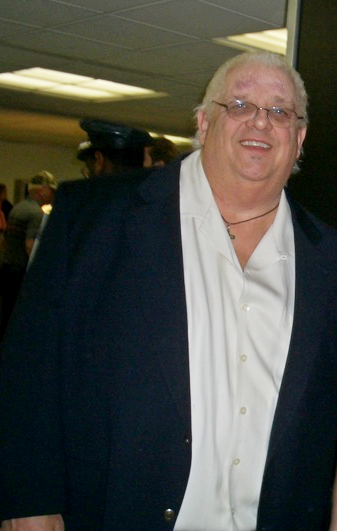
D. Rhodes †
Curt Hennig †
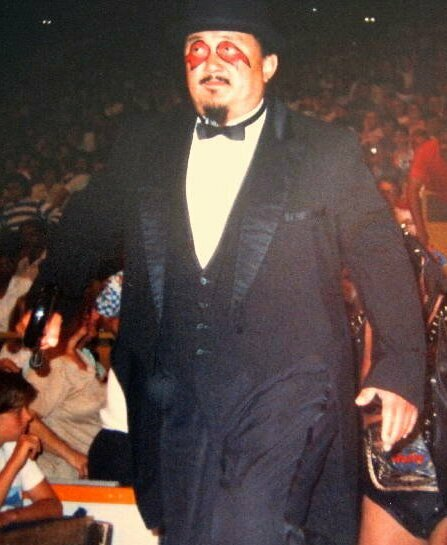
Mr. Fuji †
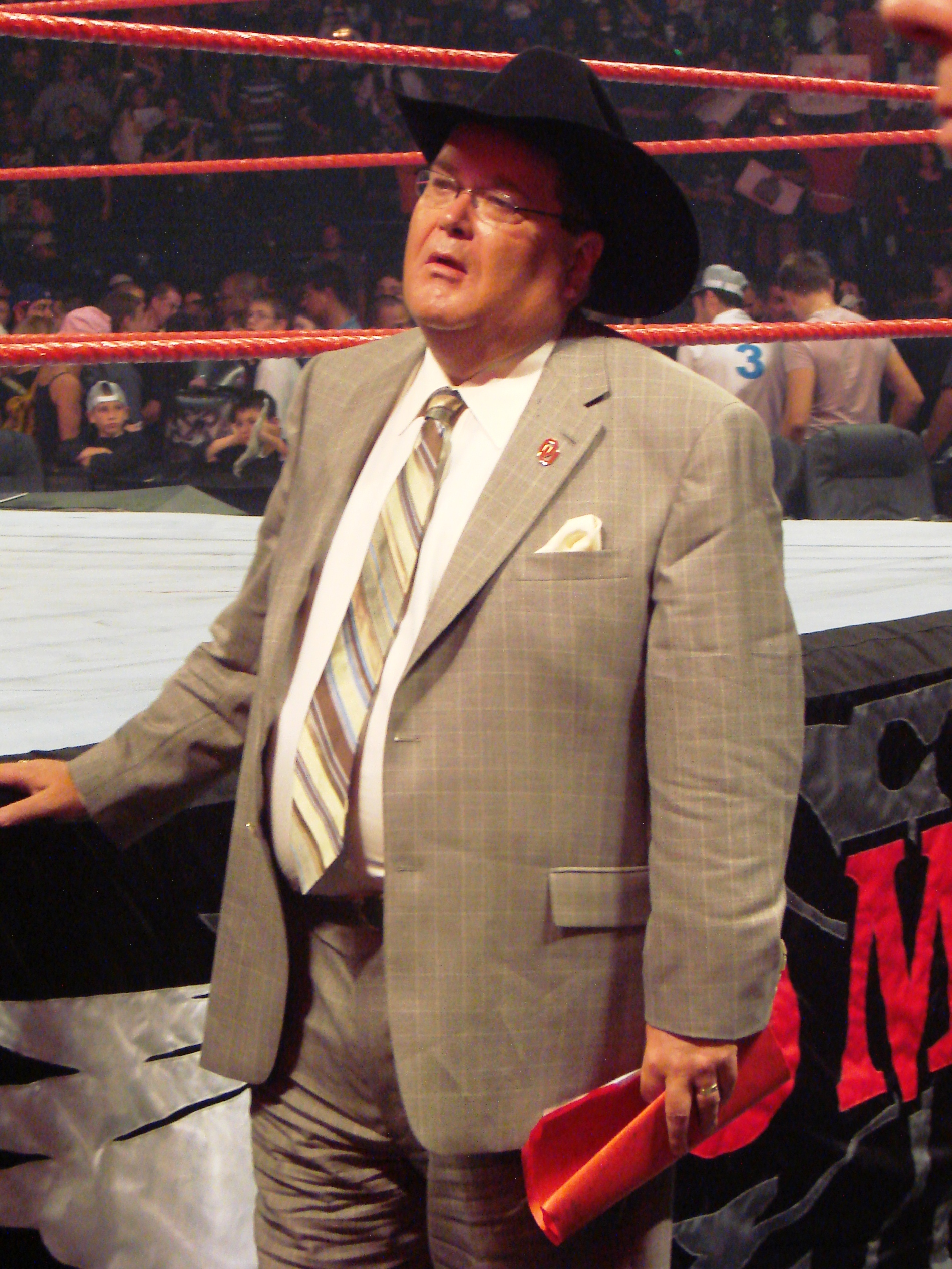
Jim Ross

#### 2008

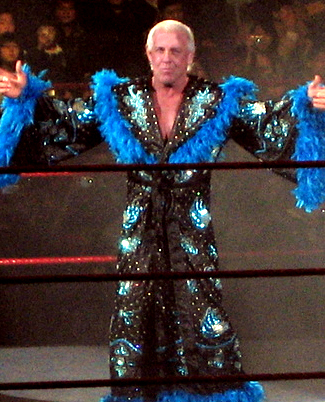
Ric Flair
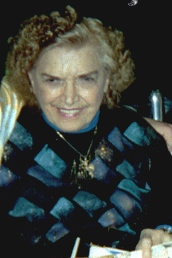
Mae Young †

| Hall of Fame 2008           |               | |
| "Nature Boy" Ric Flair      | Triple H      | Ver lista- NWA World Heavyweight Championship (8 veces) - WCW World Heavyweight Championship (8 veces) - WWF Championship (2 veces) - WWE Intercontinental Championship (1 vez) - World Tag Team Championship (3 veces) - Royal Rumble (1992) - Triple Crown Championship. |
| "High Chief" Peter Maivia † | The Rock      | Ver lista- Reconocido por su carrera en la década de los 70' y 80'. |
| "Soulman" Rocky Johnson †   | The Rock      | Ver lista- WWF Tag Team Championship (1 vez) |
| Mae Young †                 | Pat Patterson | Ver lista- Reconocido por su carrera a finales de la década de los 90' y principios de 2000. |
| Eddie Graham †              | Dusty Rhodes  | Ver lista- Reconocido por su carrera en las décadas de los 50' a 70'. |
| Gordon Solie †              | Jim Ross      | Ver lista- Reconocido por su carrera como anunciador. |

- Ric Flair
- Mae Young †

#### 2009
| Hall of Fame 2009            |                | |
| Stone Cold Steve Austin      | Vince McMahon  | Ver lista- WWF Championship (6 veces) - WWF Intercontinental Championship (2 veces) - WWE World Tag Team Championship (4 veces) - Million Dollar Championship (1 vez) - Royal Rumble (1997, 1998 y 2001) - King of the Ring (1996) - Triple Crown Champion - WCW United States Championship (1 vez) - WCW World Television Championship (2 veces) - WCW World Tag Team Championship (1 vez) |
| Ricky "The Dragon" Steamboat | Ric Flair      | Ver lista- WWF Intercontinental Heavyweight Championship (1 vez) - NWA/WCW United States Championship (2 veces) - NWA World Heavyweight Championship (1 vez) - NWA/WCW World Television Championship (2 veces) - WCW World Tag Team Championship (2 veces) |
| Bill Watts                   | Jim Ross       | Ver lista- WWWF United States Tag Team Championship (1 vez) |
| Koko B. Ware                 | Honky Tonk Man | Ver lista- Reconocidos por sus carreras en la década de los 80' y 90'. |
| Howard Finkel †              | Gene Okerlund  | Ver lista- Reconocido por su carrera como anunciador de ring en los 70' a 2000'. |

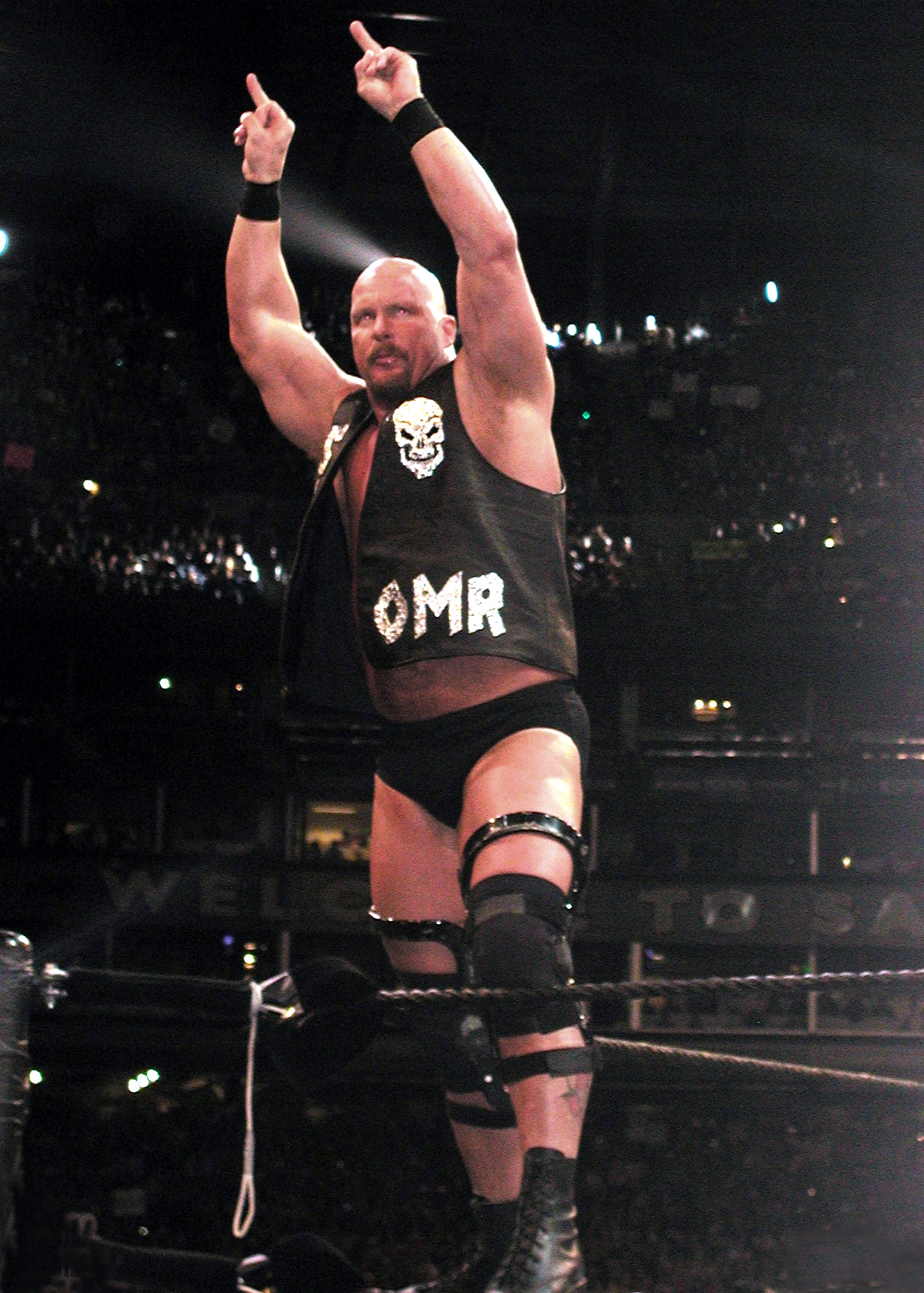
Steve Austin
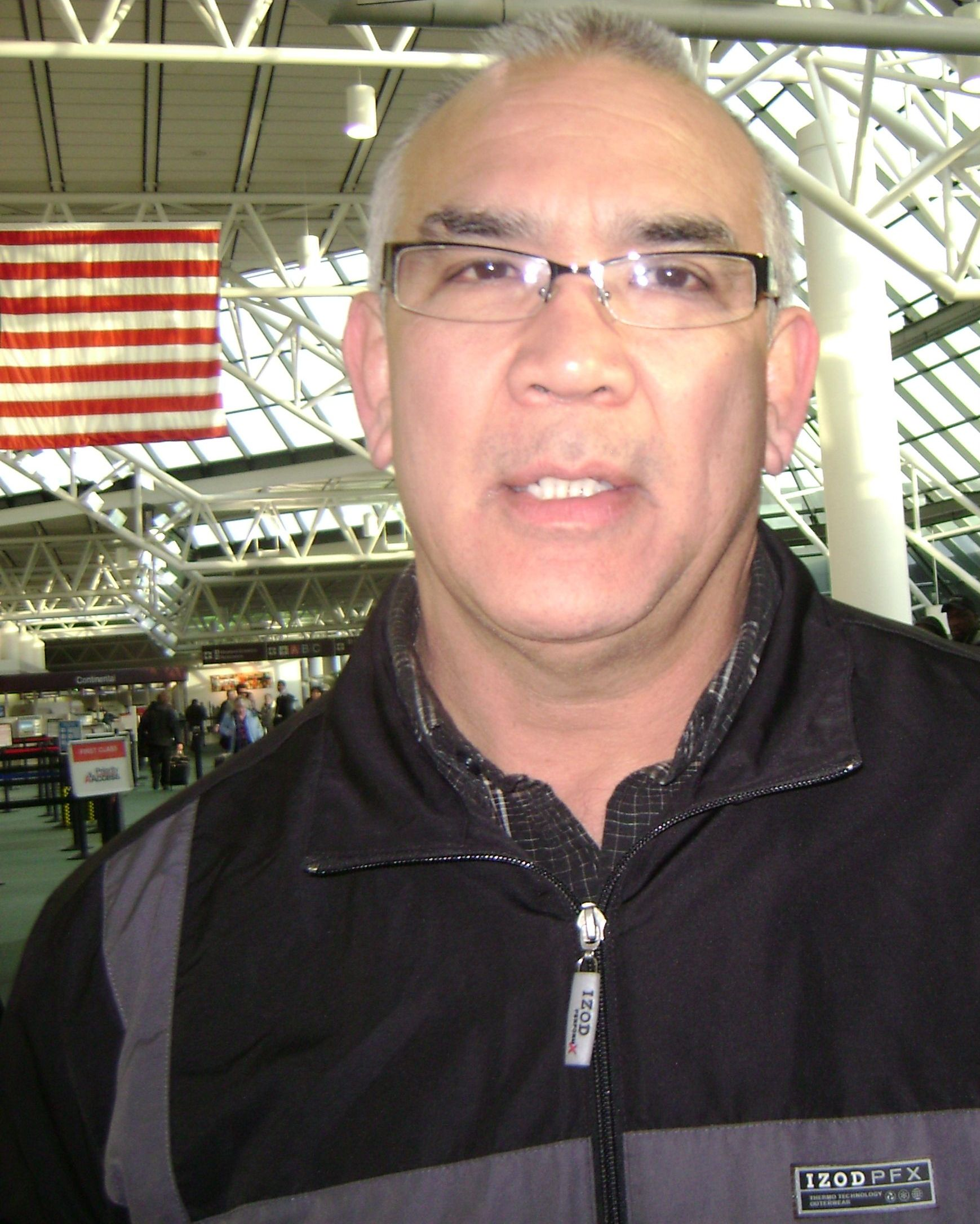
R. Steamboat
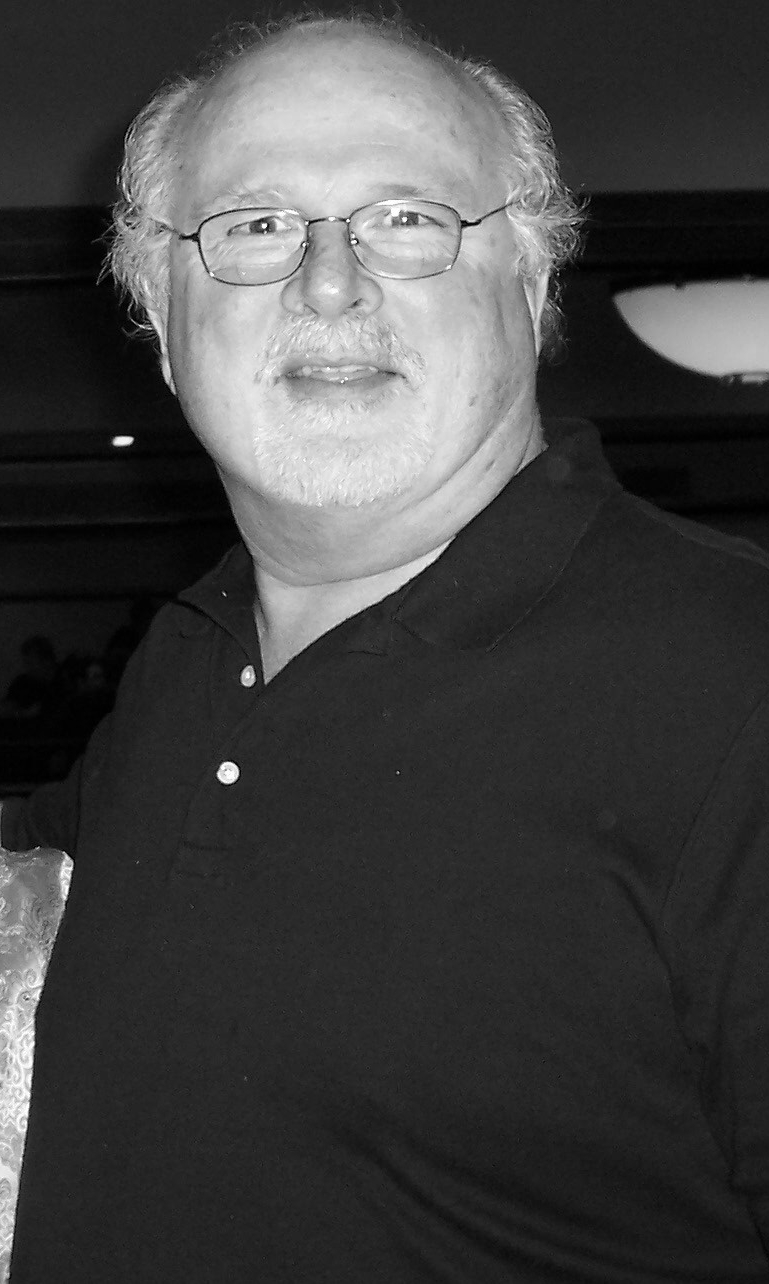
Bill Watts
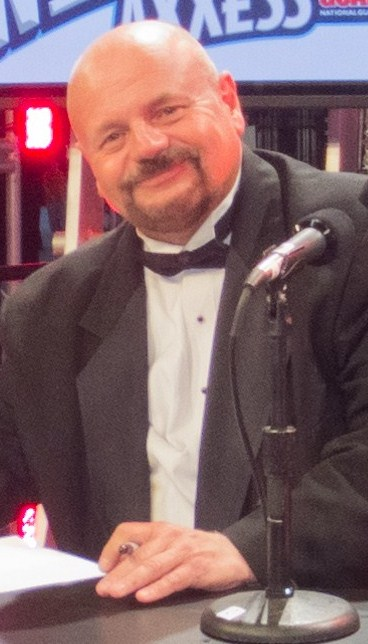
H. Finkel †

#### 2010
| Hall of Fame 2010                    |                         | |
| "The Million Dollar Man" Ted DiBiase | Ted Jr. & Brett DiBiase | Ver lista- WWF North American Heavyweight Championship (1 vez) - WWF Tag Team Championship (3 veces) - Million Dollar Championship (2 veces, creador y primero) - WWF King of the Ring (1988) |
| Antonio Inoki †                      | Stan Hansen             | Ver lista- WWWF World Martial Arts Heavyweight Championship (2 veces) - Fundador de New Japan Pro Wrestling                                                                                   |
| Wendi Richter                        | Roddy Piper             | Ver lista- WWF Women's Championship (2 veces) |
| Maurice "Mad Dog" Vachon †           | Pat Patterson           | Ver lista- Reconocido por sus cuarenta años de carrera. |
| Gorgeous George †                    | Dick Beyer              | Ver lista- Reconocido por su carrera en la década de los 40 y 50. |
| Stu Hart †                           | Bret Hart               | Ver lista- Reconocido por su carrera de más de treinta años. - Reconocido por haber sido entrenador de luchadores de categoría Mundial.                                                       |

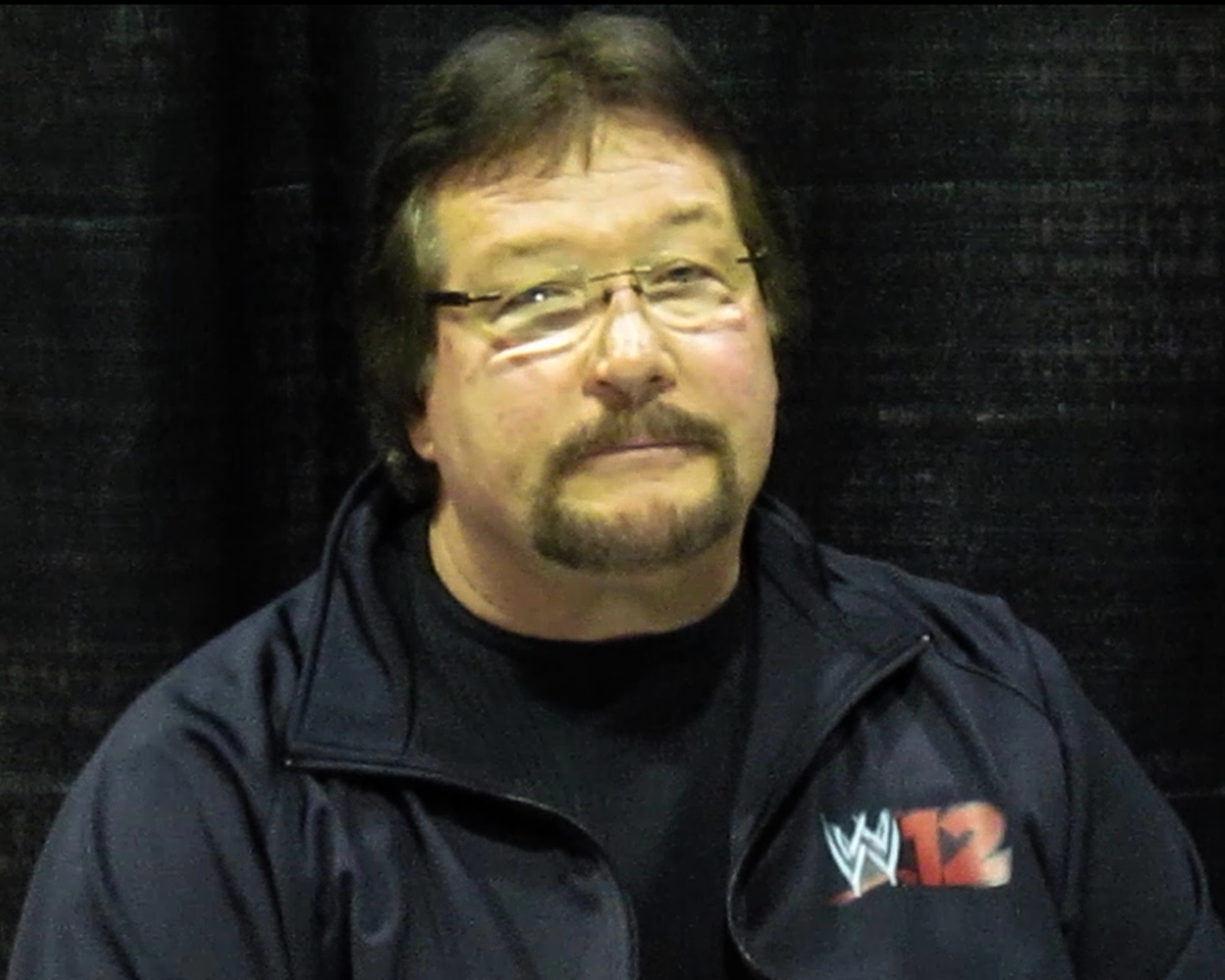
Ted DiBiase
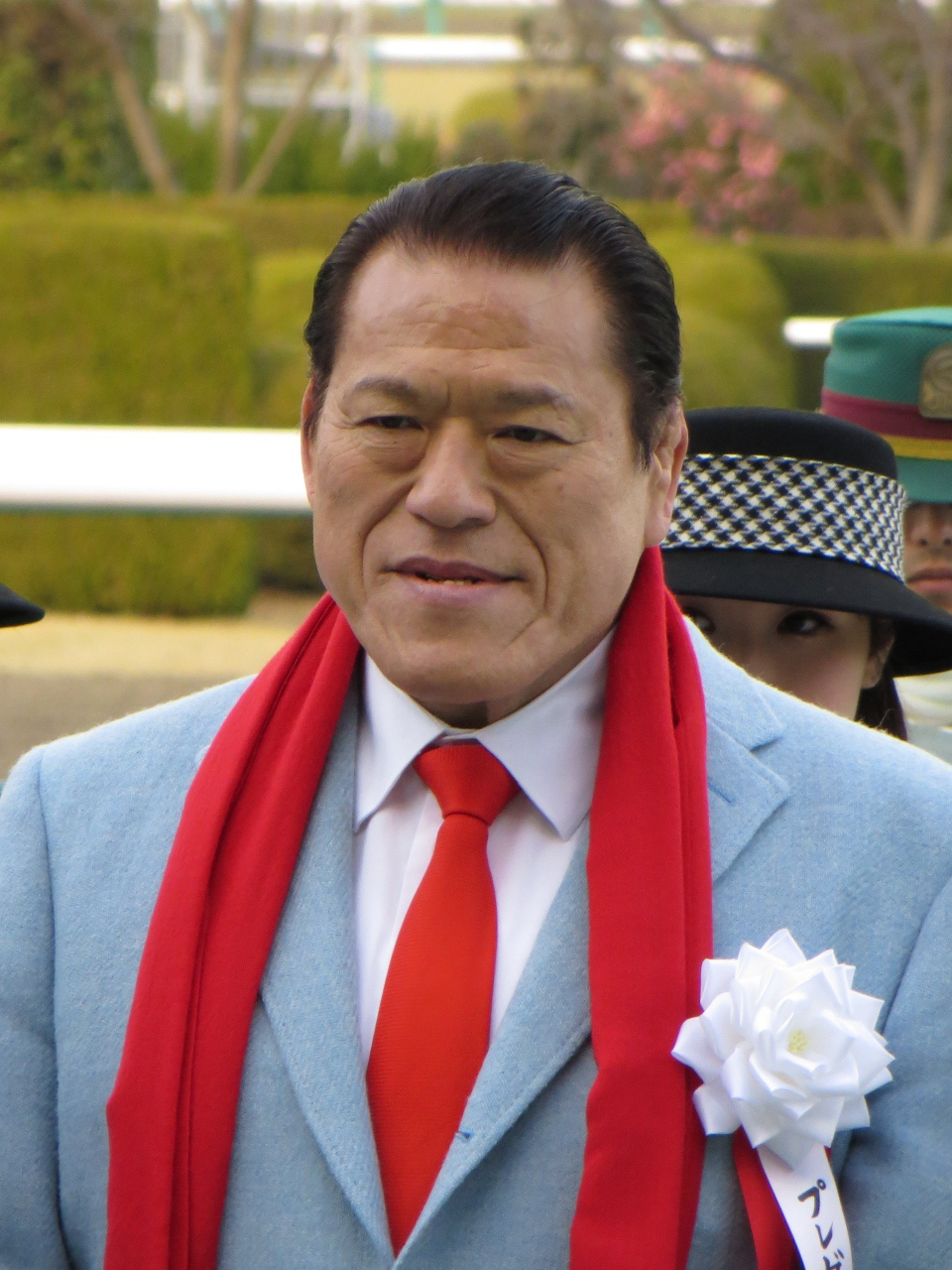
Antonio Inoki †

#### 2011
| Hall of Fame 2011                   |                     | |
| "The Heartbreak Kid" Shawn Michaels | Triple H            | Ver lista- World Heavyweight Championship (1 vez) - WWF Championship (3 veces) - WWF European Championship (1 vez) - WWF Intercontinental Championship (3 veces) - WWF/E World Tag Team Championship (5 veces) - WWE Tag Team Championship (1 vez) - Royal Rumble (1995 y 1996) - Triple Crown Championship (cuarto) - Grand Slam Championship (primero) |
| "Hacksaw" Jim Duggan                | Ted DiBiase         | Ver lista- Ganador del primer Royal Rumble (1988) - WCW United States Championship (1 vez) - WCW World Television Championship (1 vez) |
| "Bullet" Bob Armstrong †            | Scott, Brad y Brian | Ver lista- Reconocido por su carrera y campeonatos en la NWA. |
| Sunny                               | Divas de la WWE     | Ver lista- Anunciada por la WWE como la primera diva. |
| Abdullah the Butcher                | Terry Funk          | Ver lista- Reconocido por su carrera como luchador extremo. |

#### 2012
| Hall of Fame 2012 |                          | |
| Edge              | Christian                | Ver lista- World Heavyweight Championship (7 veces) - WWE Championship (4 veces) - WCW United States Championship (1 vez) - WWE Intercontinental Championship (5 veces) - WWE World Tag Team Championship (12 veces) - WWE Tag Team Championship (2 veces) - King of the Ring (2001) - Money in the Bank (2005 y 2007) - Royal Rumble (2010 y 2021) - Triple Crown Championship (decimocuarto) - Grand Slam Championship |
| Mil Máscaras      | Alberto del Río          | Ver lista- Reconocido por ser el primer enmascarado en luchar en el Madison Square Garden. - Primer mexicano en ingresar al salón de la fama. - Primer enmascarado en ingresar al salón de la fama. |
| Ron Simmons       | John "Bradshaw" Layfield | Ver lista- WWF Tag Team Championship (3 veces) - WCW World Heavyweight Championship (1 vez) - WCW World Tag Team Championship (1 vez) |
| Yokozuna †        | The Usos                 | Ver lista- WWF Championship (2 veces) - WWF Tag Team Championship (2 veces) - Royal Rumble (1993) |

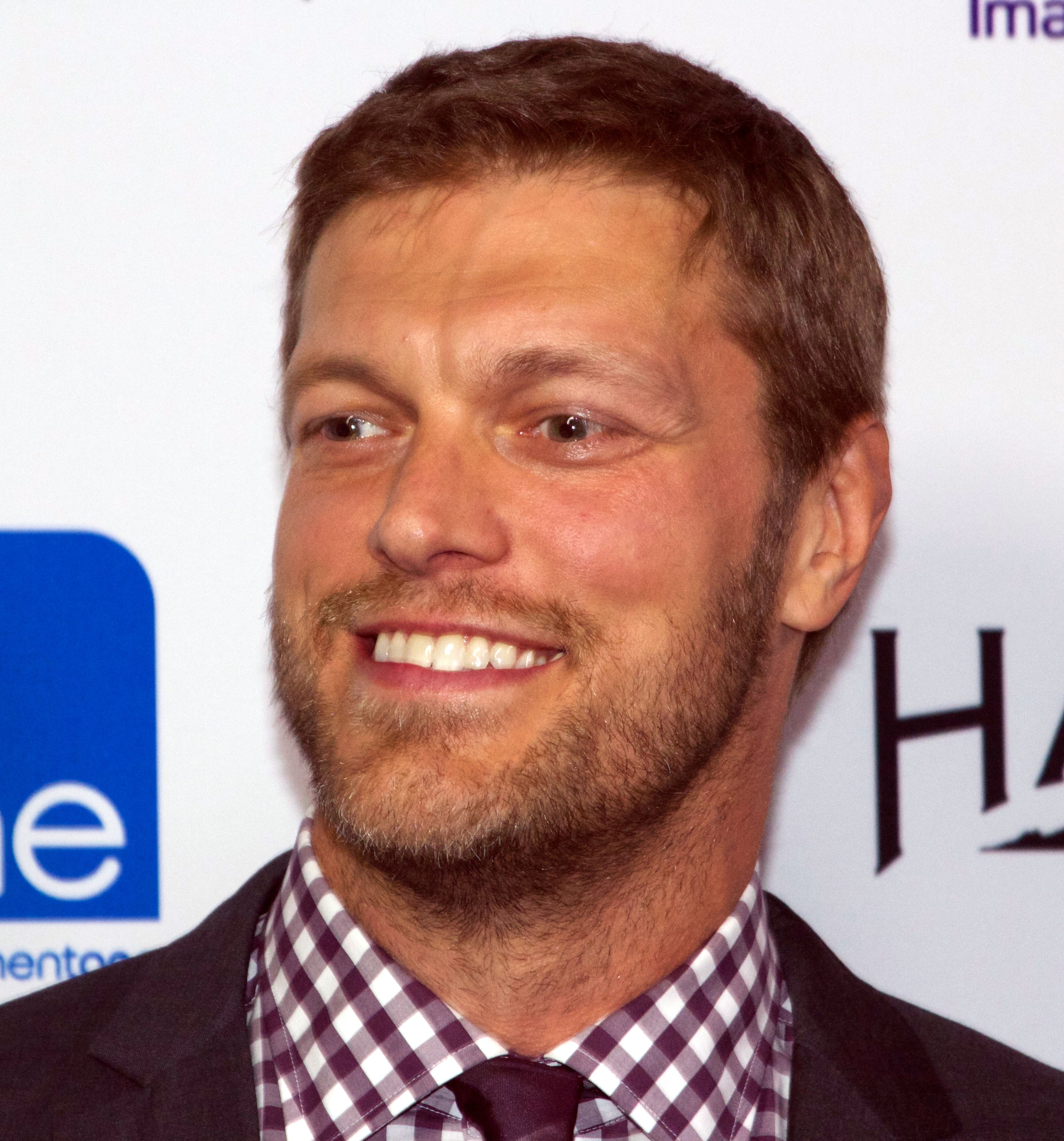
Edge
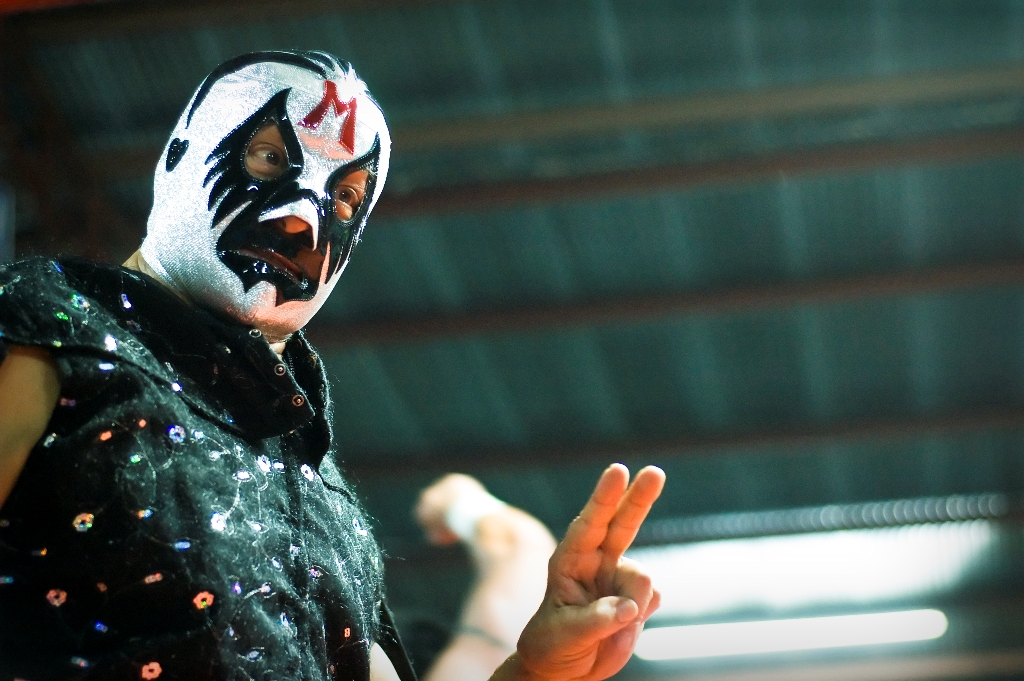
Mil Máscaras
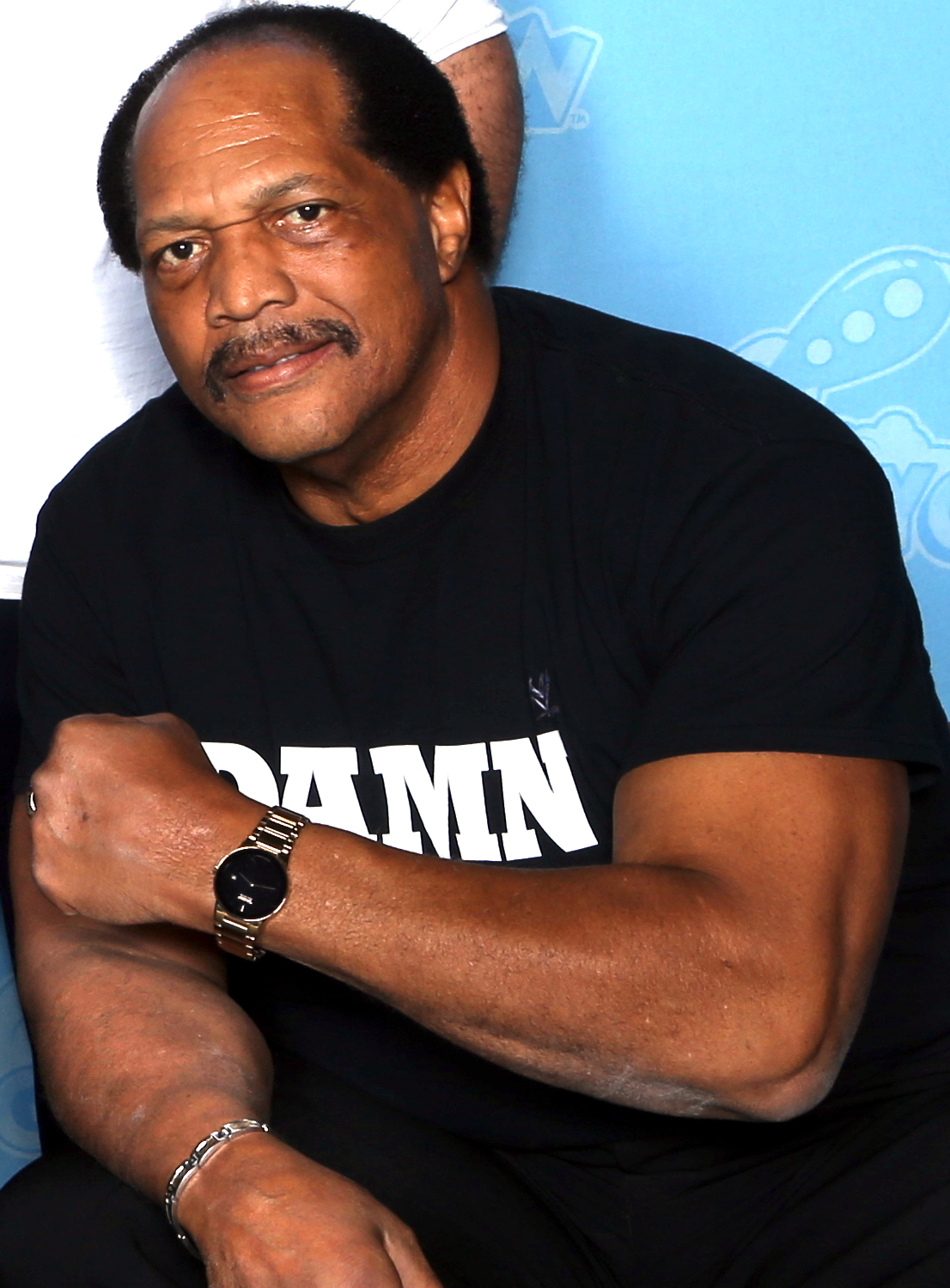
Ron Simmons
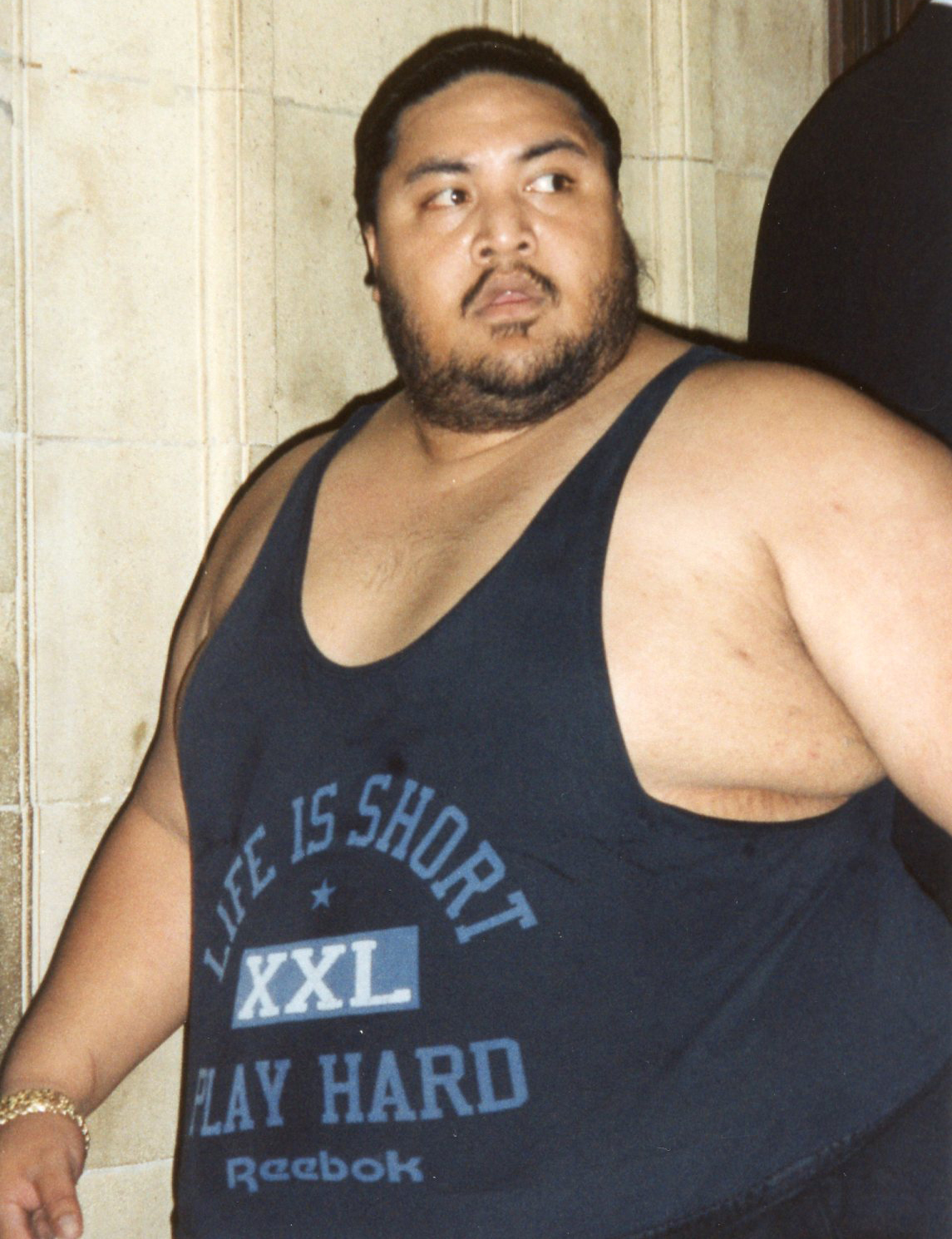
Yokozuna †

#### 2013
| Hall of Fame 2013  |                       | |
| Mick Foley         | Terry Funk            | Ver lista- WWF Championship (3 veces) - WWF Hardcore Championship (1 vez) - WWF Tag Team Championship (8 veces) - WCW World Tag Team Championship (1 vez) - ECW World Tag Team Championship (2 veces) |
| Bob Backlund       | Maria Menounos        | Ver lista- WWWF / WWF Championship (2 veces) - WWF Tag Team Championship (1 vez) |
| Trish Stratus      | Stephanie McMahon     | Ver lista- WWE Women's Championship (7 veces) - WWE Hardcore Championship (1 vez) - Diva de la Década. |
| Bruno Sammartino † | Arnold Schwarzenegger | Ver lista- NWA WWWF / WWWF World Heavyweight Championship (2 veces) - WWF International Tag Team Championship (2 veces) - WWWF United States Tag Team Championship (1 vez) - Campeón con reinado más largo en historia del mundo deportivo (2803 días) como WWE Championship |
| Booker T           | Stevie Ray            | Ver lista- World Heavyweight Championship (1 vez) - WWE Intercontinental Championship (1 vez) - WCW/WWE United States Championship (4 veces) - WWF Hardcore Championship (2 veces) - WWF/E World Tag Team Championship (3 veces) - King of the Ring (2006) - Triple Crown Champion (decimosexto) - Grand Slam Championship (décimo) - WCW World Heavyweight Championship (5 veces) - WCW World Tag Team Championship (10 veces) - WCW World Television Championship (6 veces) |

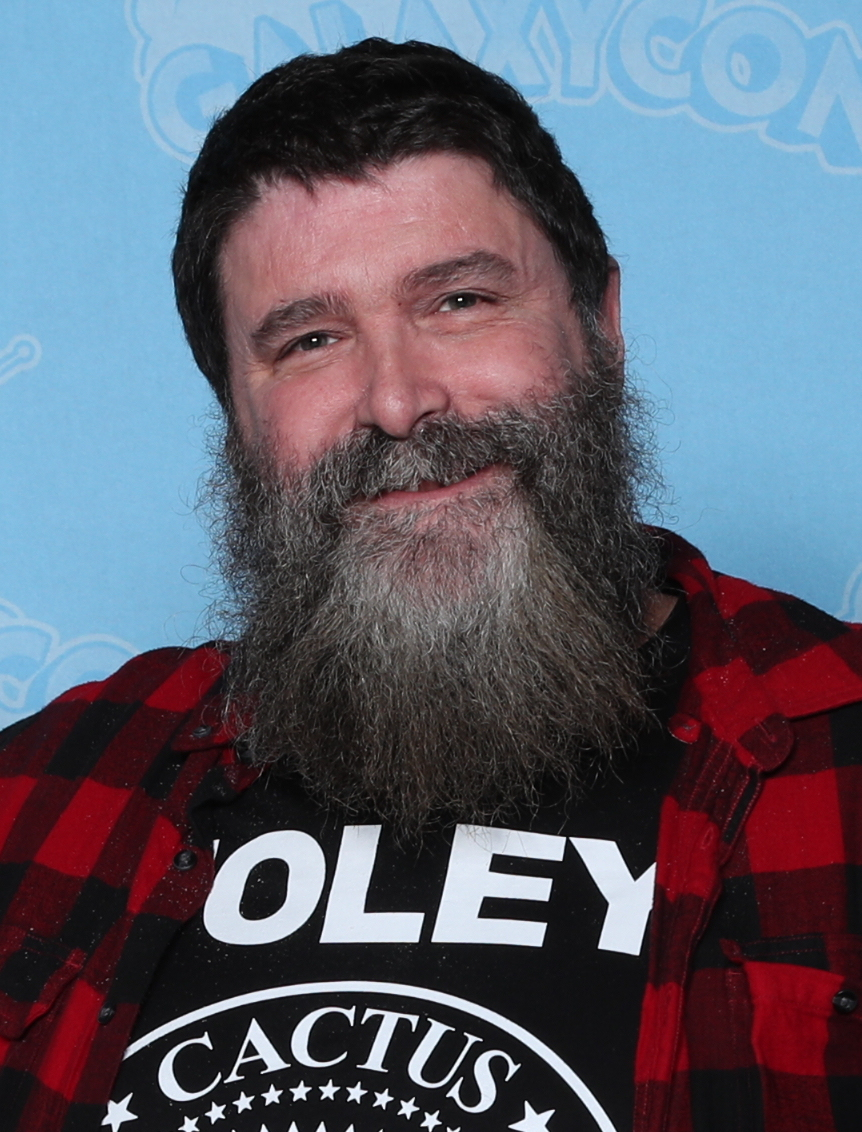
Mick Foley
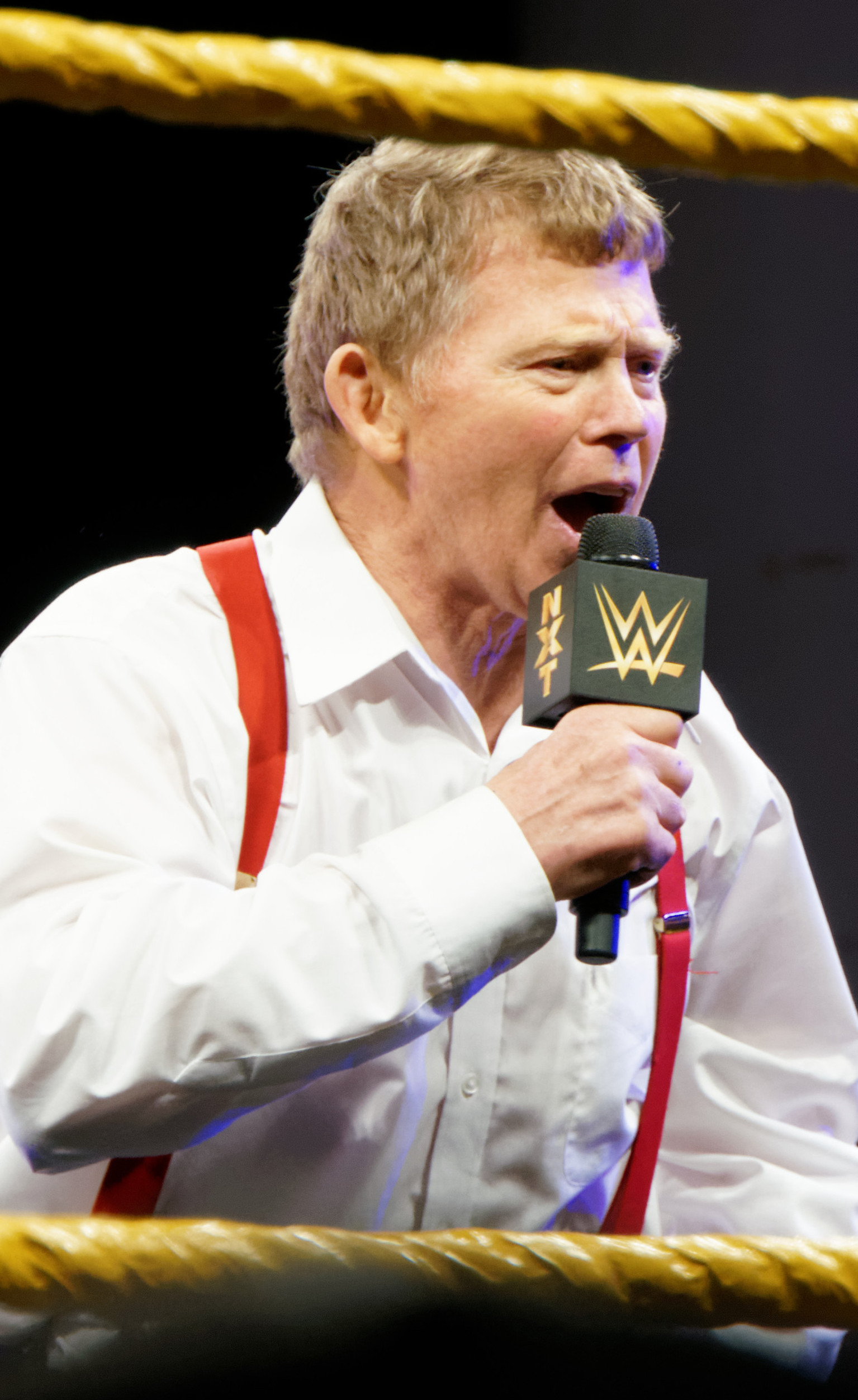
Bob Backlund
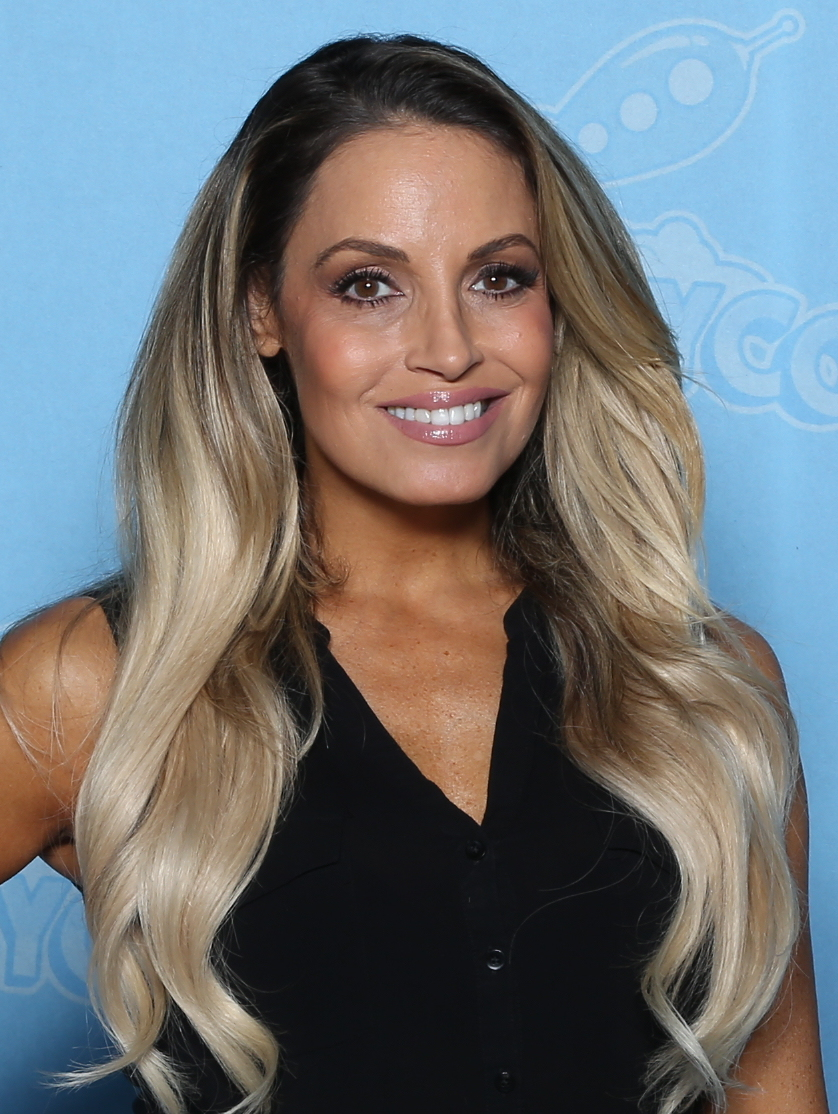
Trish Stratus
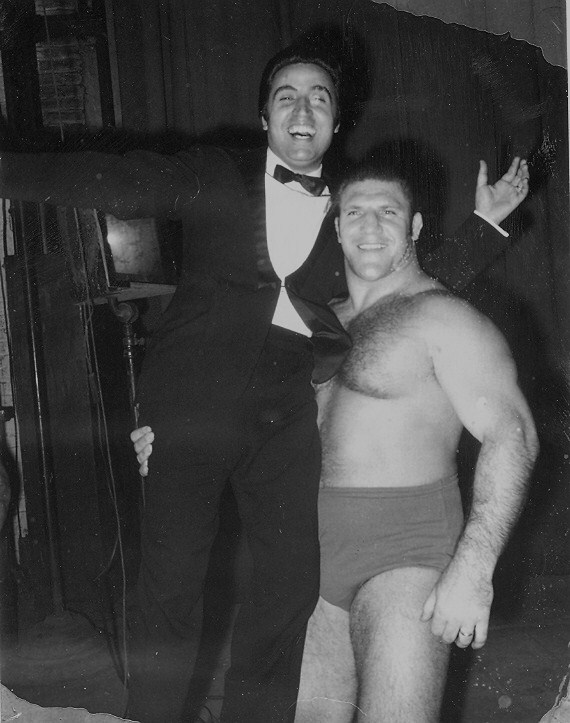
Bruno Sammartino †
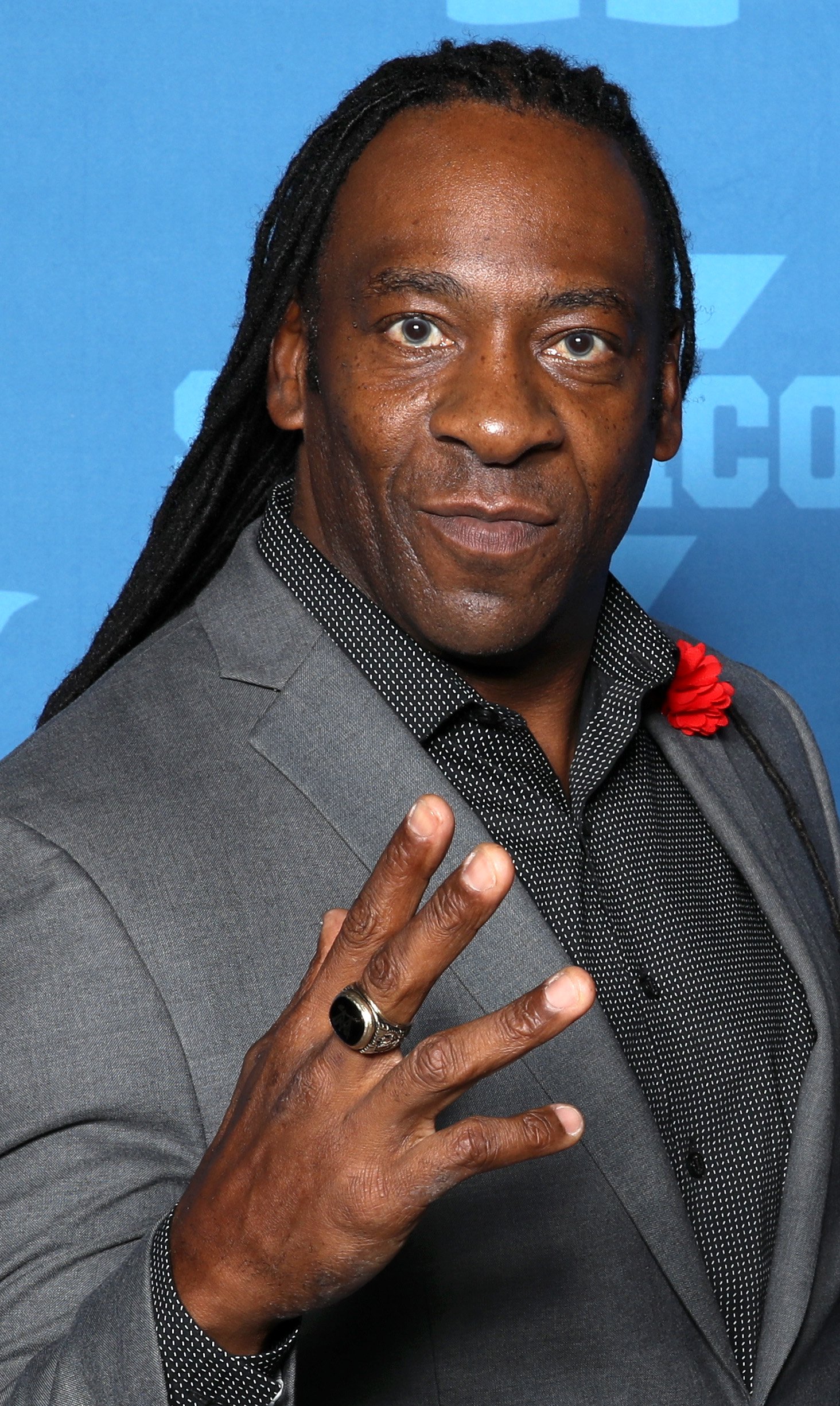
Booker T

#### 2014
| Hall of Fame 2014        |                                 |                                                                                               |
| The Ultimate Warrior     | Linda McMahon                   | Ver lista- WWF Championship (1 vez) - WWF Intercontinental Heavyweight Championship (2 veces) |
| Jake "The Snake" Roberts | Diamond Dallas Page             | Ver lista- Acreditado como el creador del DDT.                                                |
| Lita                     | Trish Stratus                   | Ver lista- WWF/E Women's Championship (4 veces)                                               |
| Paul Bearer †            | Kane & The Undertaker           | Ver lista- Reconocido por ser mánager de Kane y The Undertaker.                               |
| Carlos Colón             | Carlito, Eddie, y Orlando Colón | Ver lista- Reconocido por su carrera en otras promociones y su breve paso por la WWE.         |
| Razor Ramon †            | Kevin Nash                      | Ver lista- WWF Intercontinental Championship (4 veces)                                        |

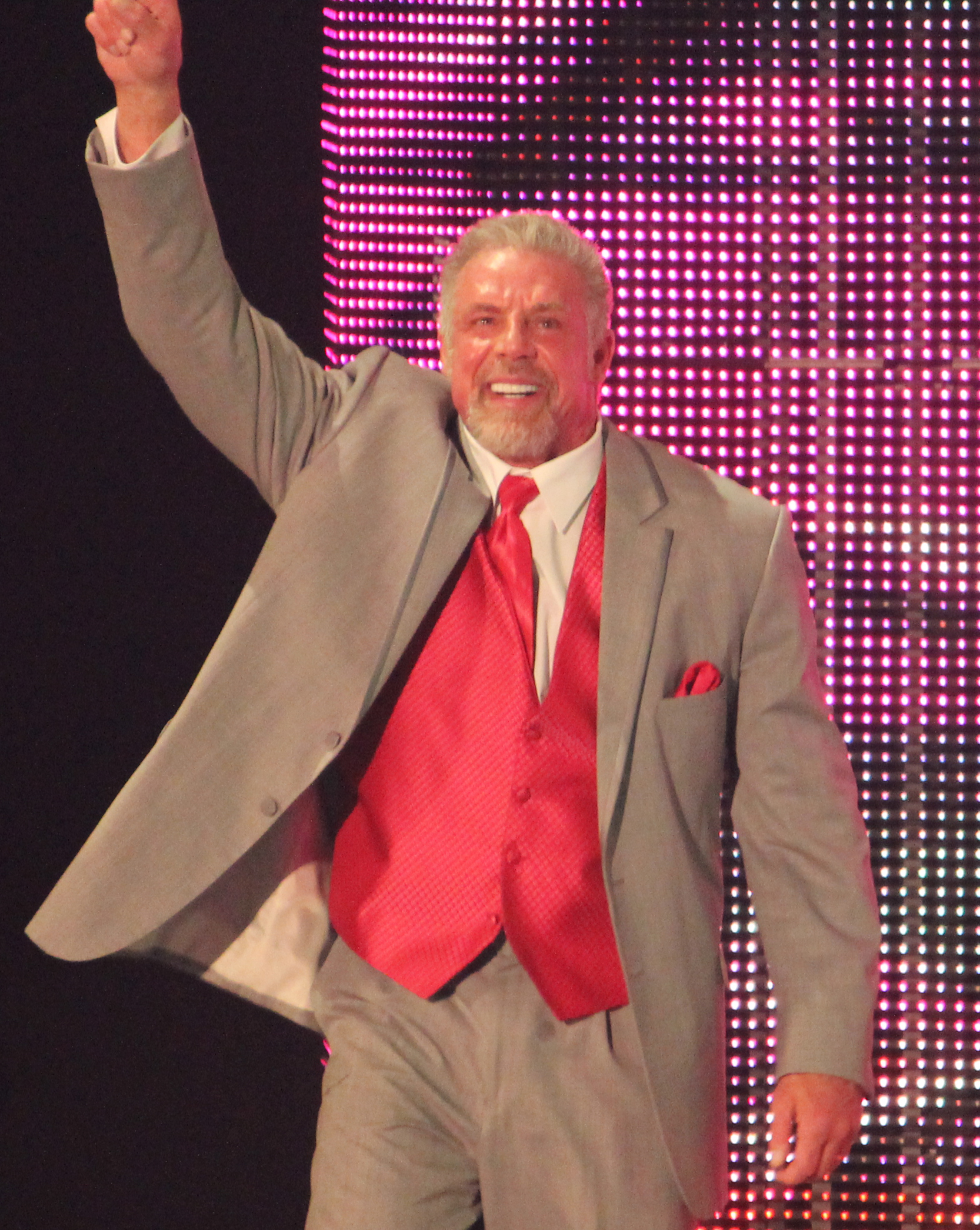
U. Warrior
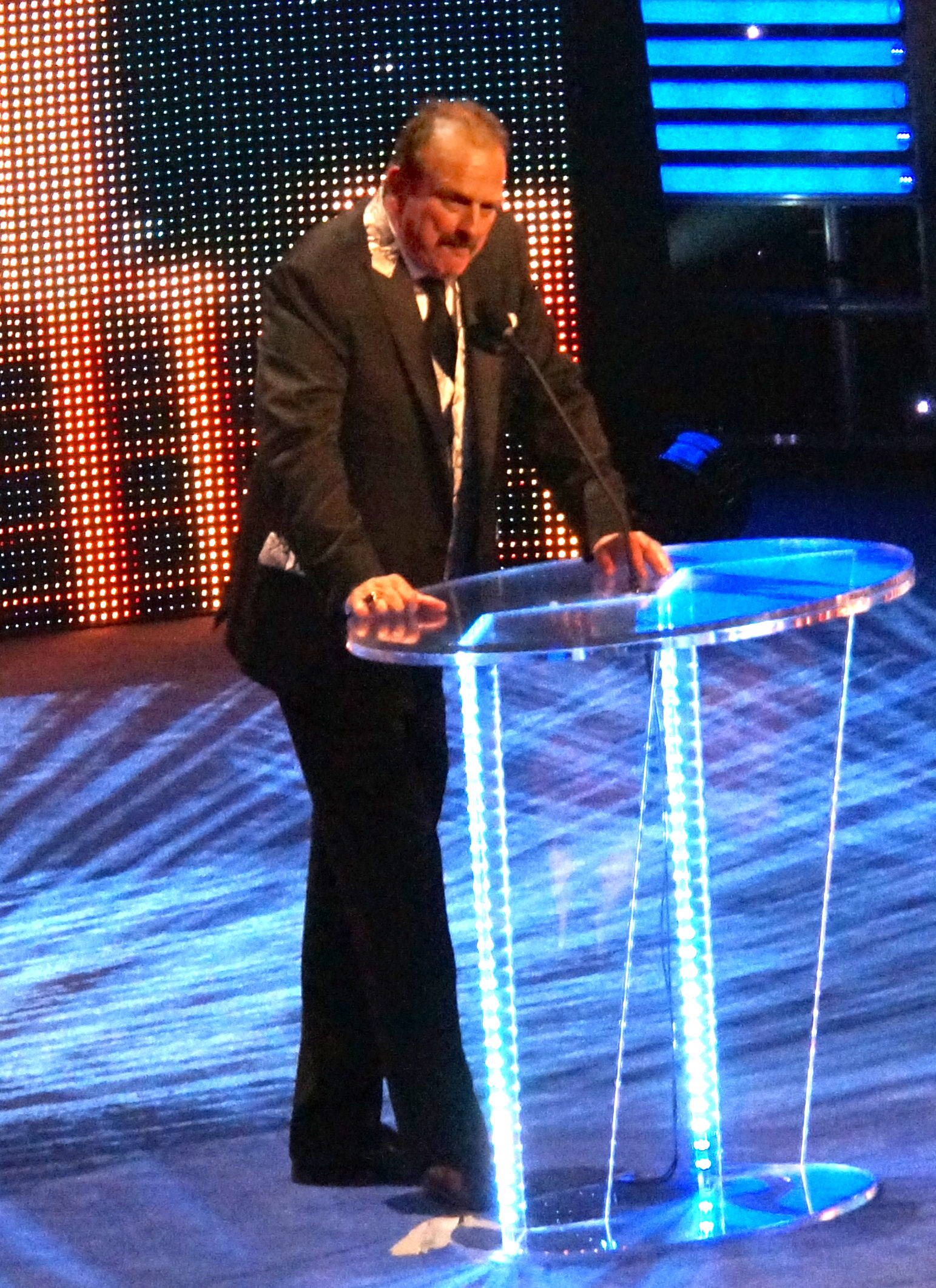
Jake Roberts
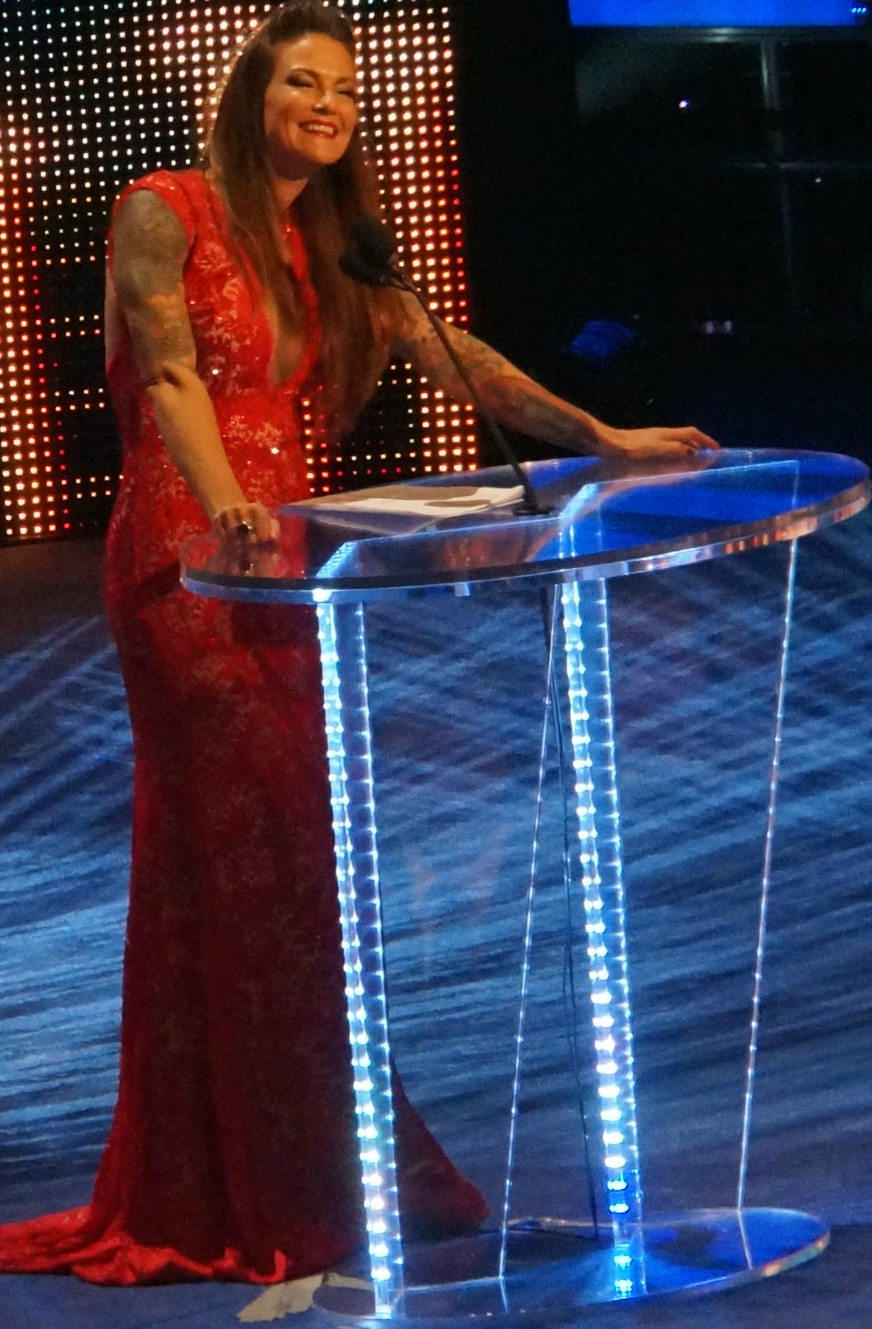
Lita
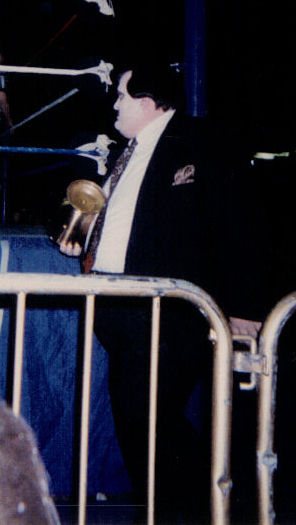
P. Bearer
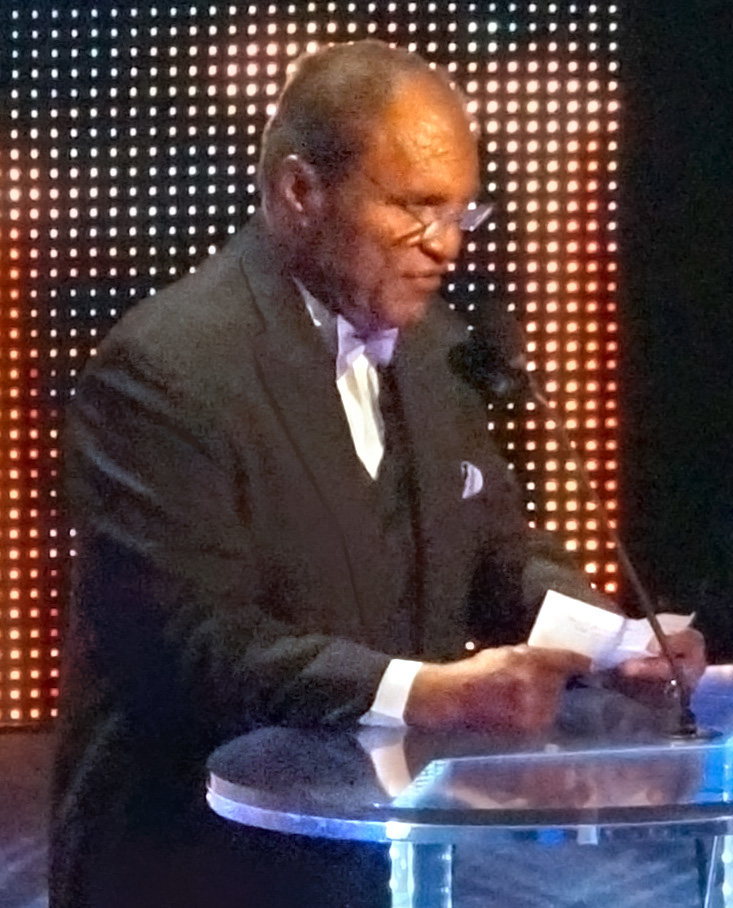
Carlos Colón
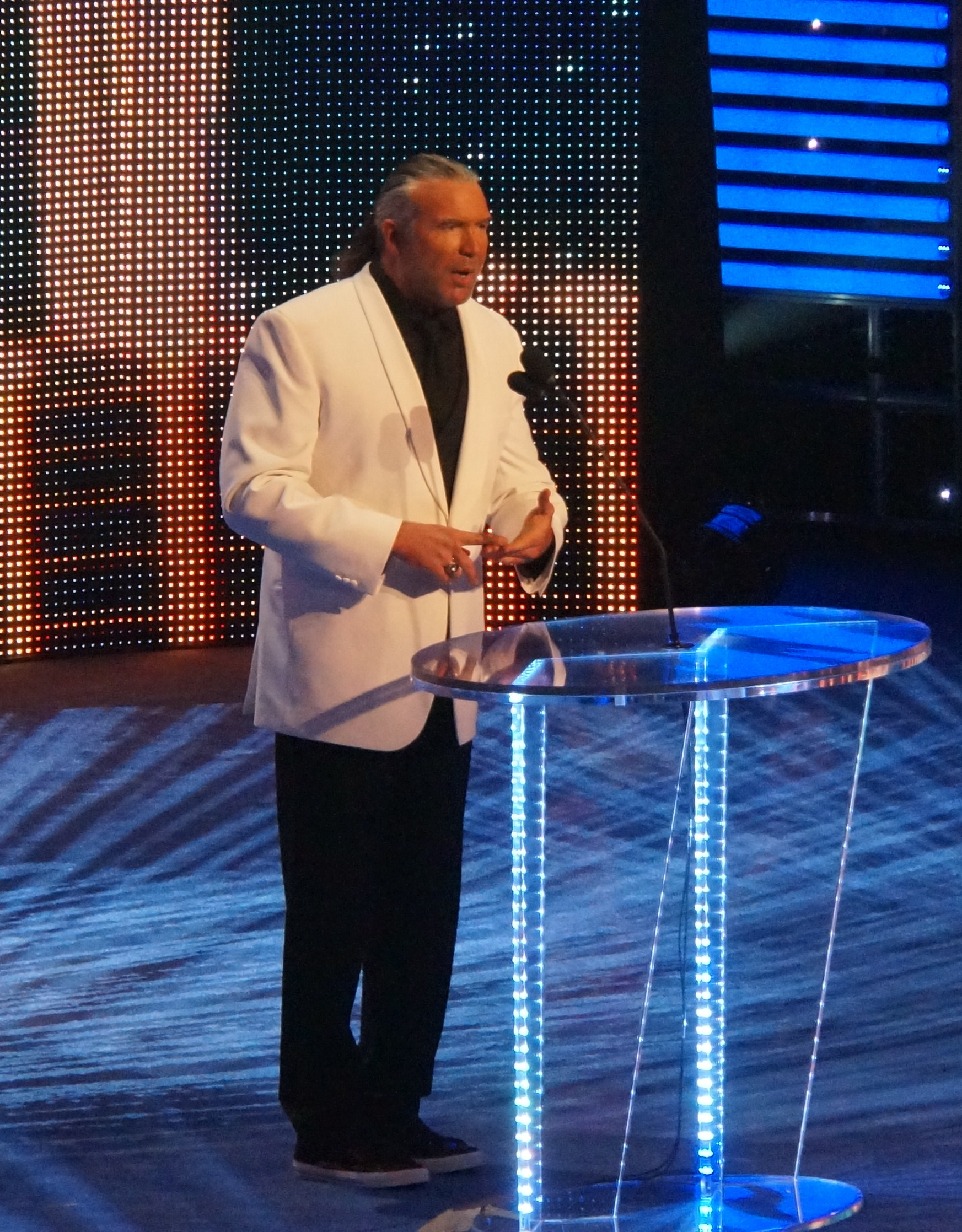
Razor Ramon †

#### 2015
| Hall of Fame 2015          |                  | |
| "Macho Man" Randy Savage † | Hulk Hogan       | Ver lista- WWF Championship (2 veces) - WWF Intercontinental Heavyweight Championship (1 vez) - WCW Championship (4 veces) - King of the Ring (1987)                                                                                       |
| Rikishi                    | The Usos         | Ver lista- WWF Intercontinental Championship (1 vez) - WWE Tag Team Championship (1 vez) - WWF World Tag Team Championship (2 veces) |
| Alundra Blayze             | Natalya          | Ver lista- WWF Women's Championship (3 veces) - WCW Cruiserweight Championship (1 vez) |
| Larry Zbyszko              | Bruno Sammartino | Ver lista- WWWF World Tag Team Championship (1 vez) |
| Tatsumi Fujinami           | Ric Flair        | Ver lista- WWF International Heavyweight Championship (1 vez) - WWWF Junior Heavyweight Championship (1 vez) |
| Kevin Nash                 | Shawn Michaels   | Ver lista- WWF Championship (1 vez) - WWF Intercontinental Championship (1 vez) - WWF World Tag Team Championship (2 veces) - WCW Championship (5 veces) - WCW World Tag Team Championship (9 veces) - Triple Crown Championship (tercero) |

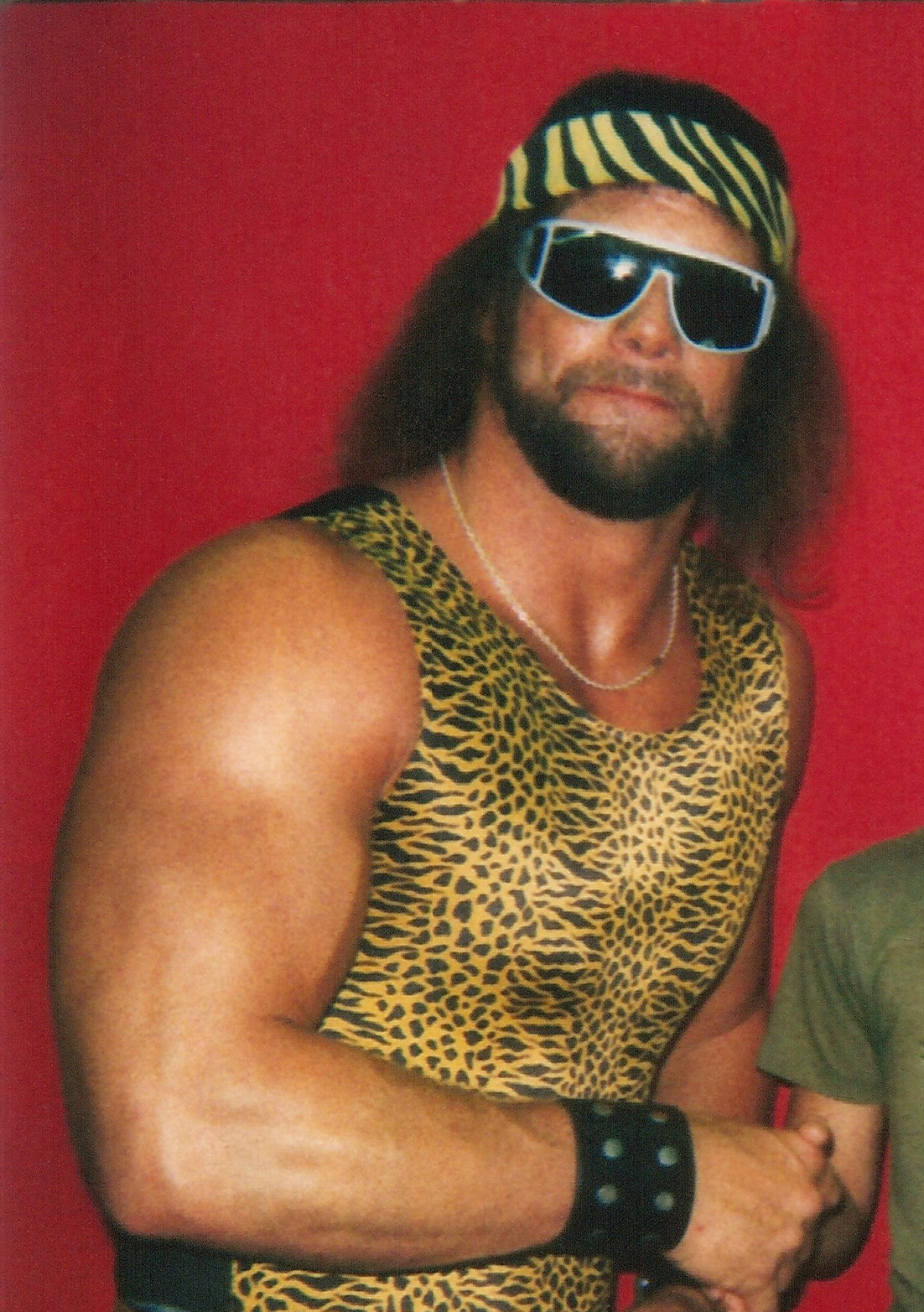
R. Savage †
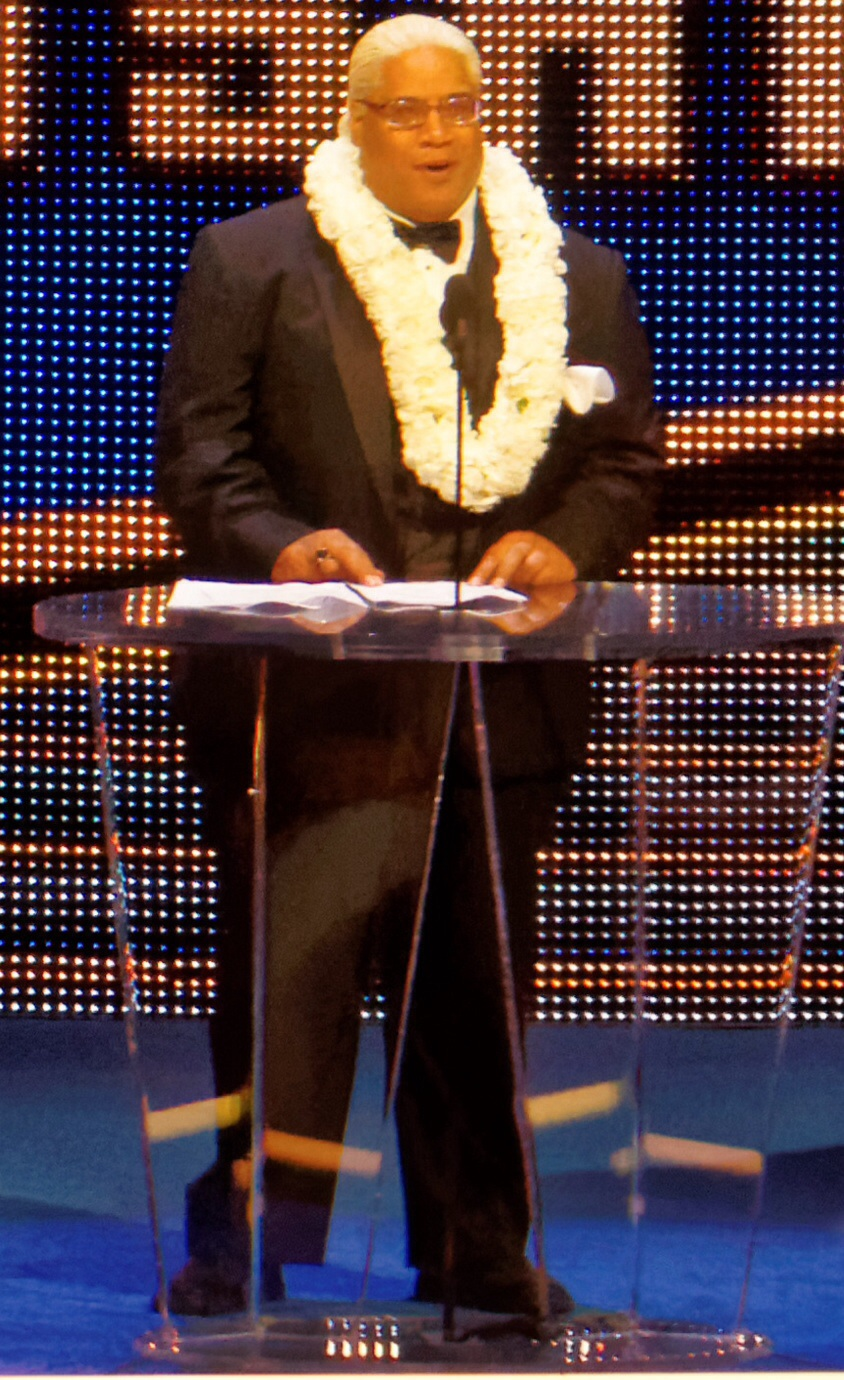
Rikishi
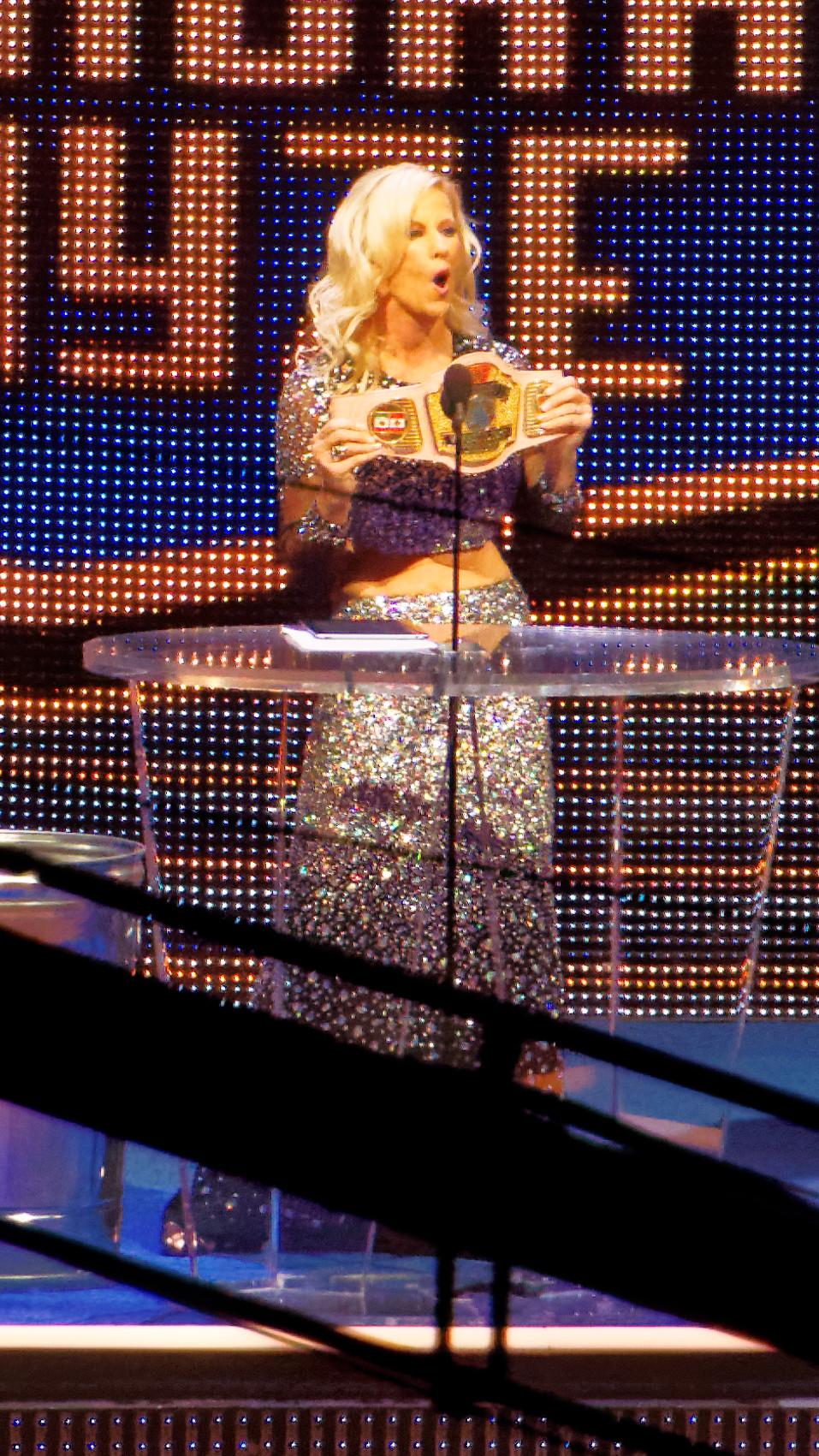
A. Blayze
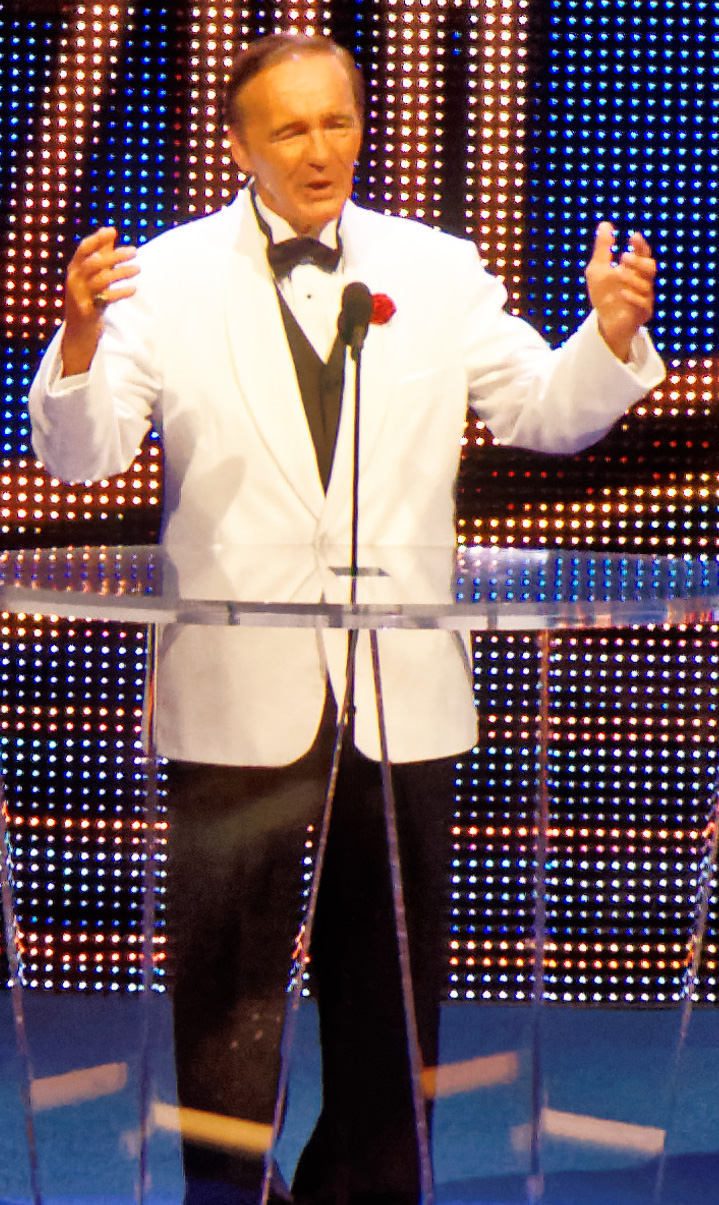
L. Zbyszko
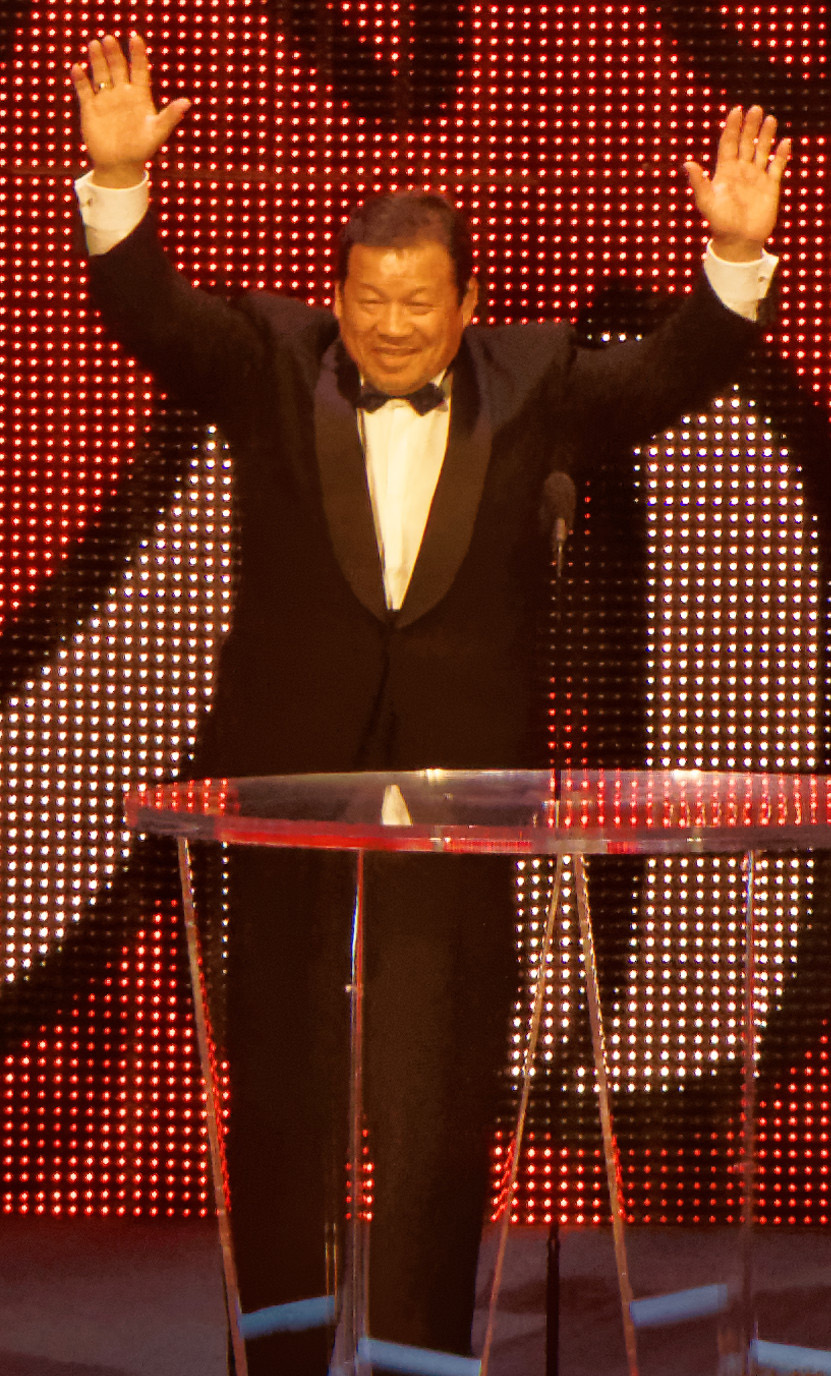
T. Fujinami
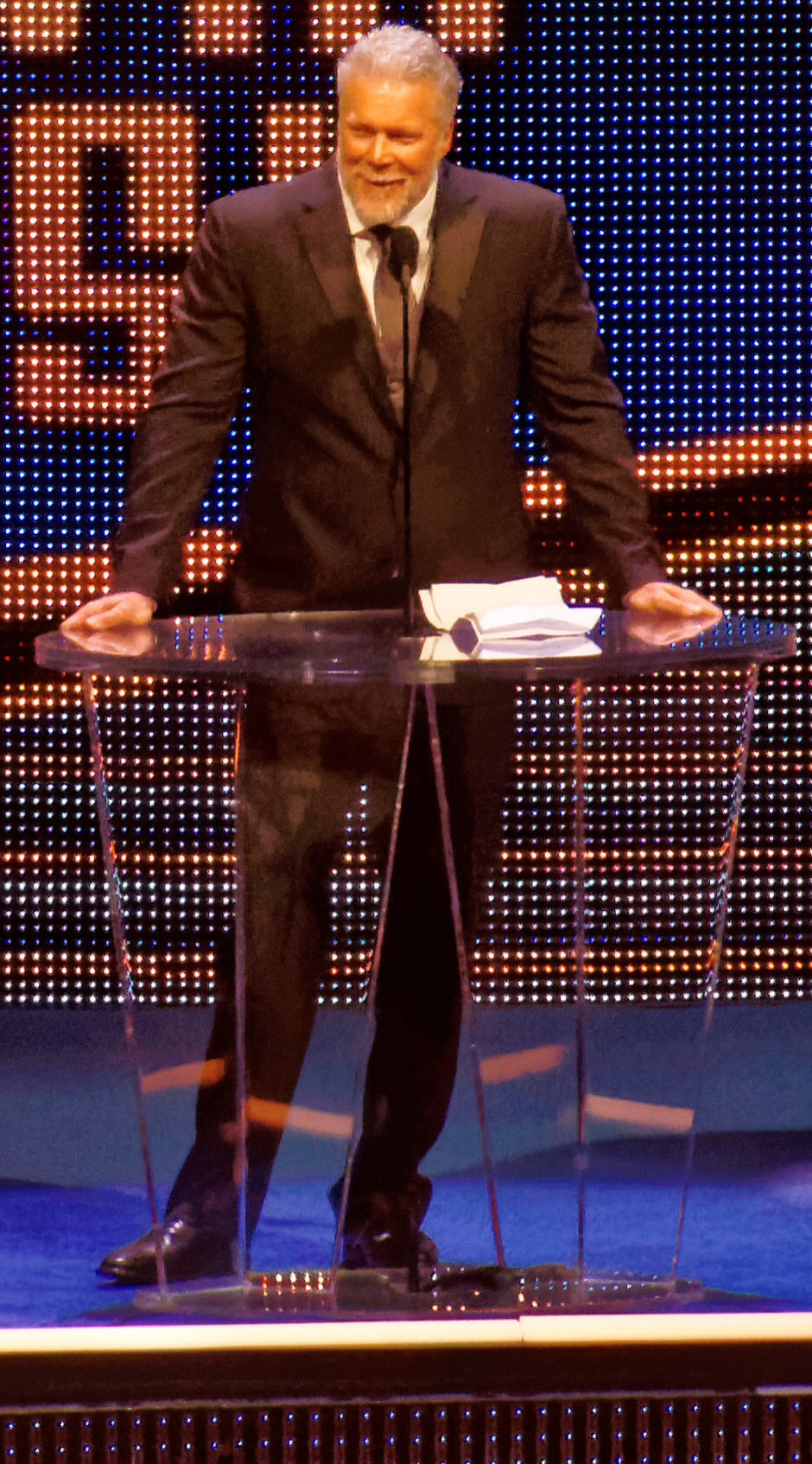
K. Nash

#### 2016
| Hall of Fame 2016 |                             | |
| Sting             | Ric Flair                   | Ver lista- NWA World Heavyweight Championship (1 vez) - WCW World Heavyweight Championship (6 veces) - WCW International World Heavyweight Championship (2 veces) - WCW United States Heavyweight Championship (2 veces) - WCW World Tag Team Championship (3 veces) - Triple Crown Championship (Tercero) |
| The Godfather     | John Layfield y Ron Simmons | Ver lista- WWF Intercontinental Championship (1 vez) - WWF Tag Team Championship (1 vez) |
| Big Boss Man †    | Slick                       | Ver lista- WWF Hardcore Championship (4 veces) - WWF Tag Team Championship (1 vez) |
| Jacqueline        | The Dudley Boyz             | Ver lista- WWE Women's Championship (2 veces) - WWE Cruiserweight Championship (1 vez) |
| Stan Hansen       | Vader †                     | Ver lista- Reconocido por su carrera en la década de los 70' a 90'. - Conocido como "The Lariat" - AWA World Heavyweight Championship (1 vez) - NWA United States Heavyweight Championship (1 vez). |

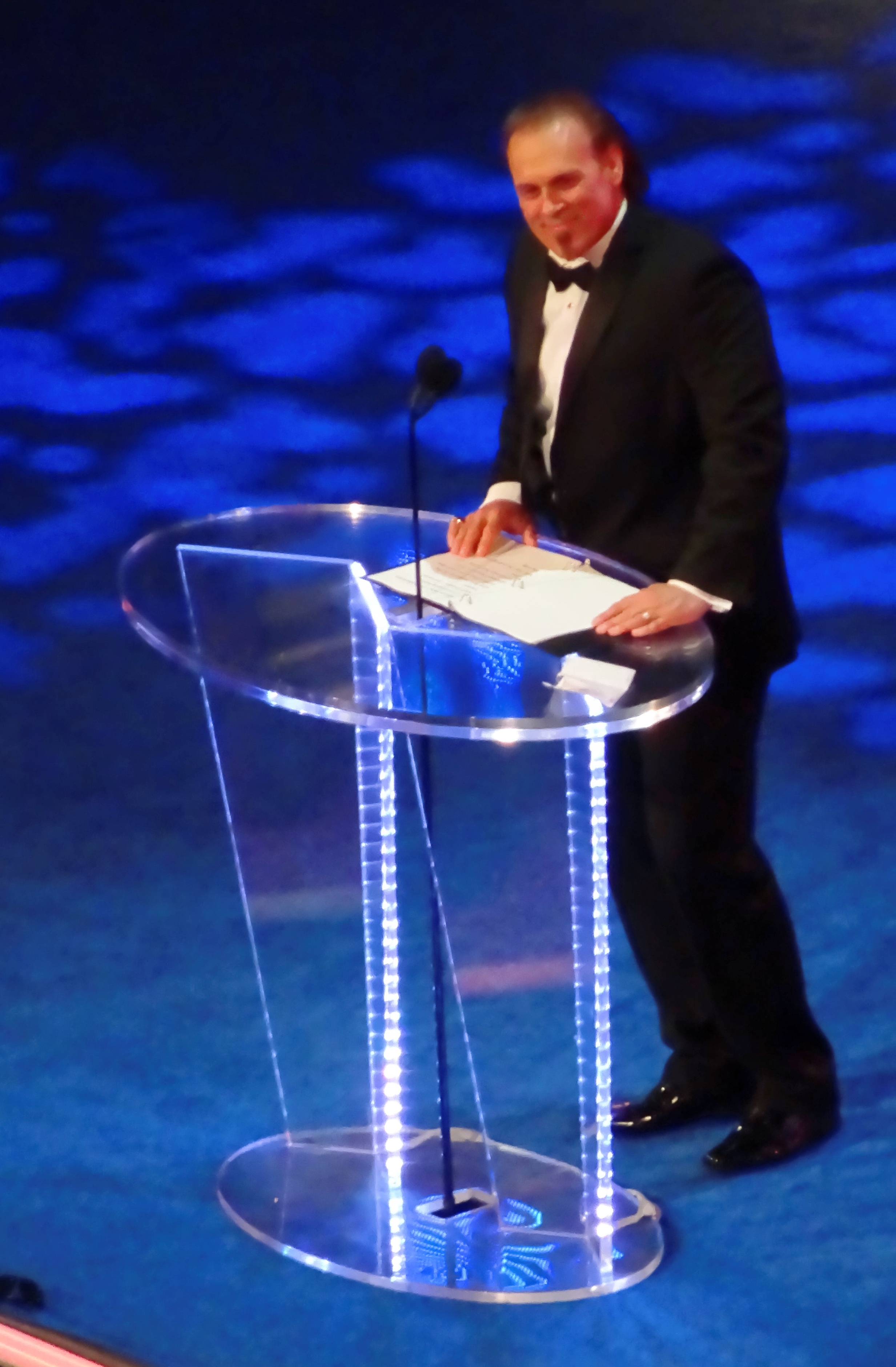
Sting
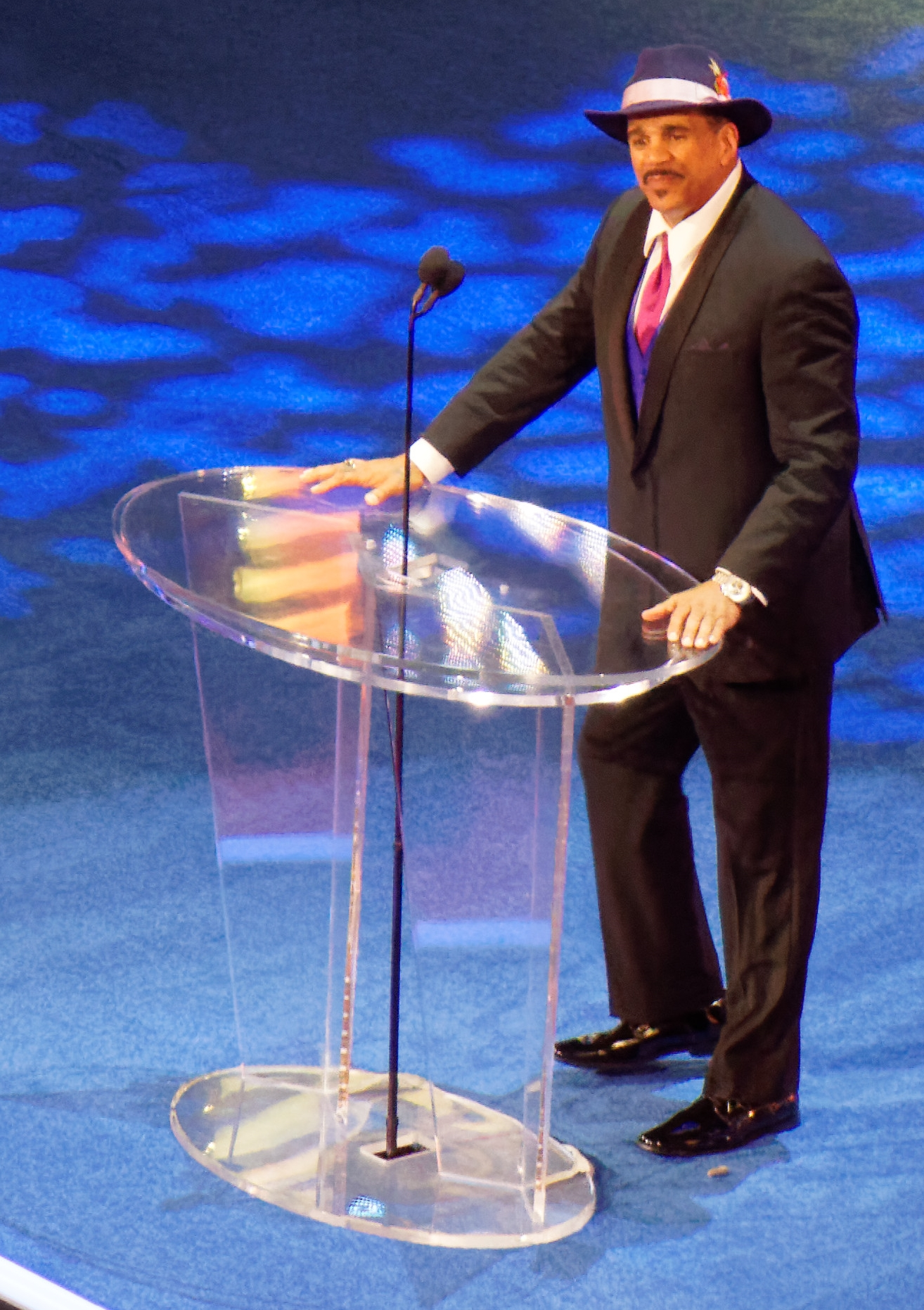
The Godfather
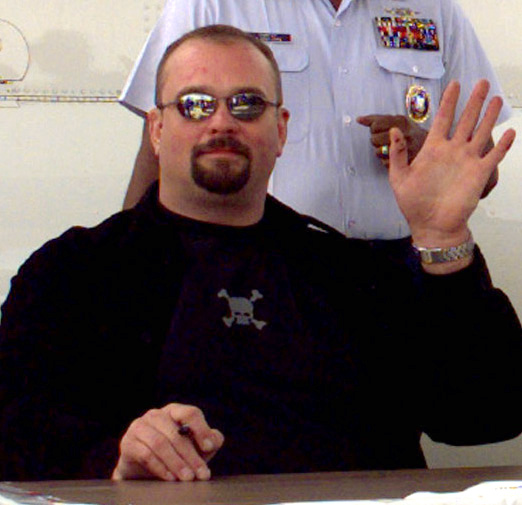
Big Boss Man †
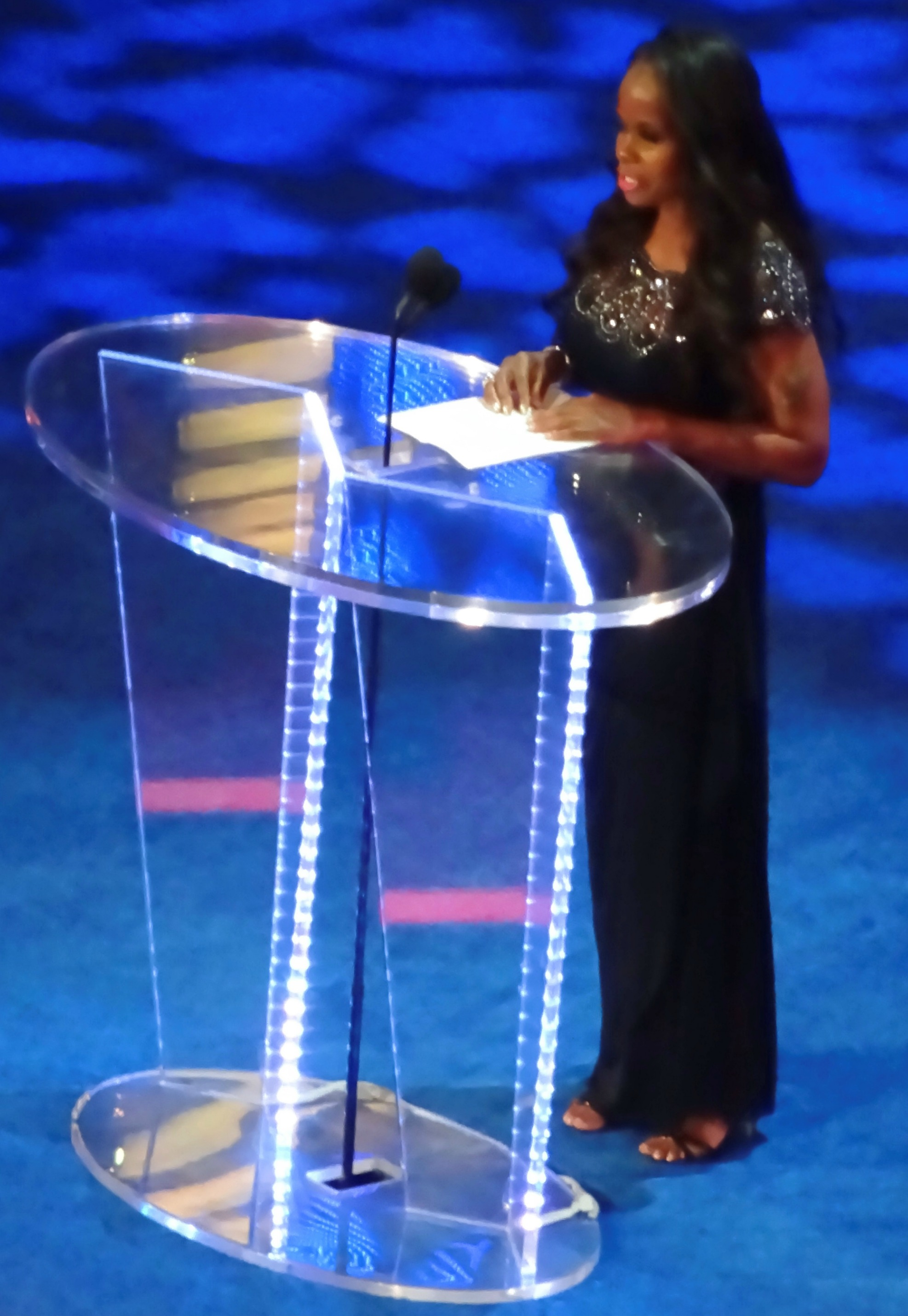
Jacqueline
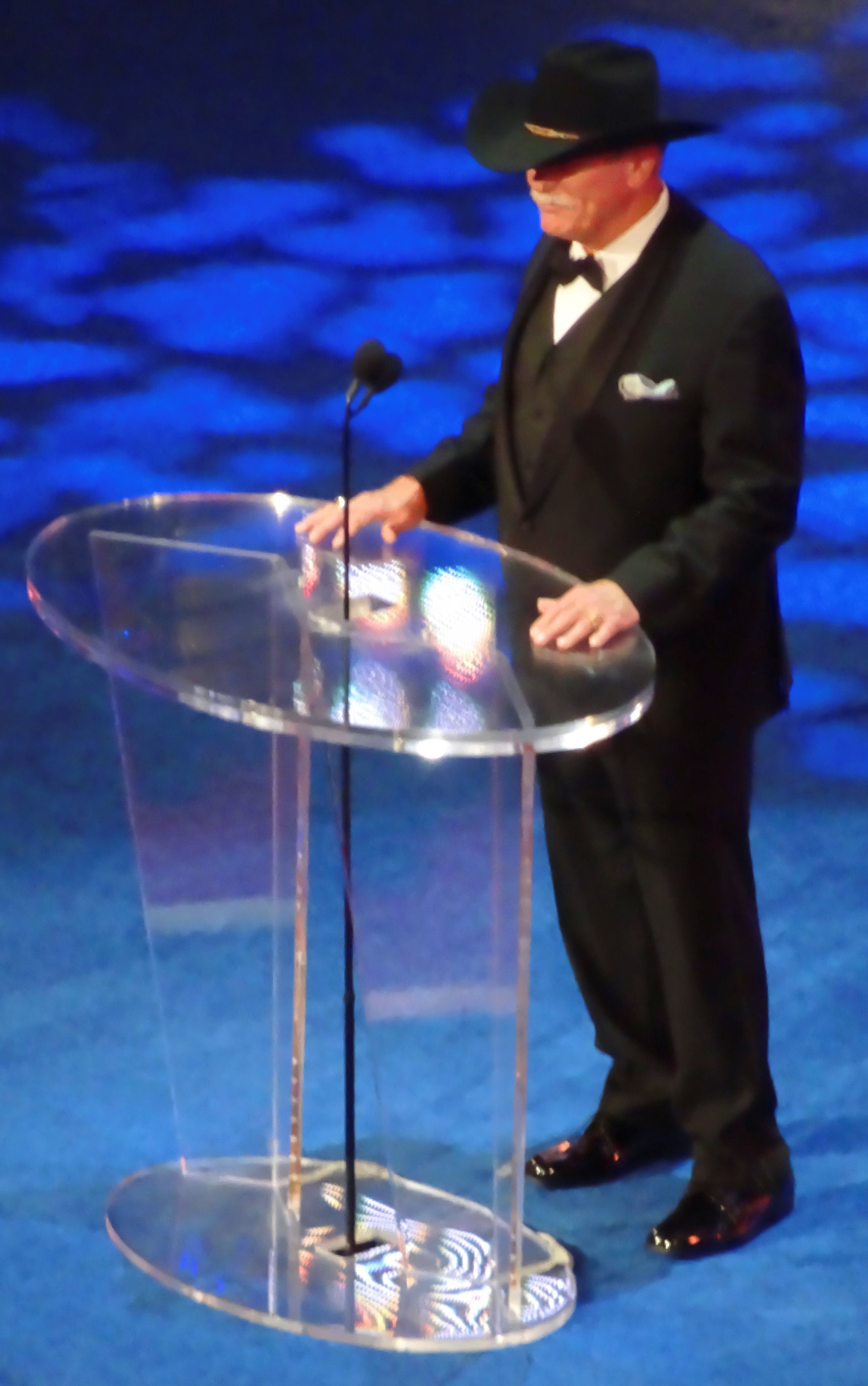
Stan Hansen

#### 2017
| Hall of Fame 2017       |                             | |
| Kurt Angle              | John Cena                   | Ver lista- WWF/E Championship (4 veces) - World Heavyweight Championship (1 vez) - WCW Championship (1 vez) - WWF Intercontinental Championship (1 vez) - WWF European Championship (1 vez) - WCW United States Championship (1 vez) - WWF Hardcore Championship (1 vez) - WWE Tag Team Championship (1 vez) - King of the Ring (2000) - Triple Crown Championship (décimo) - Grand Slam Championship (quinto) |
| Theodore "Teddy" Long   | John Layfield y Ron Simmons | Ver lista- Por su trayectoria en WWF/E como árbitro, mánager y Gerente General de SmackDown. |
| Diamond Dallas Page     | Eric Bischoff               | Ver lista- WWF European Championship (1 vez) - WWF Tag Team Championship (1 vez) - WCW World Heavyweight Championship (3 veces) - WCW United States Heavyweight Championship (2 veces) |
| Beth Phoenix            | Natalya                     | Ver lista- WWE Women's Championship (3 veces) - WWE Divas Championship (1 vez) - Segunda mujer en participar en Royal Rumble. |
| "Ravishing" Rick Rude † | Ricky Steamboat             | Ver lista- WWF Intercontinental Heavyweight Championship (1 vez) - WCW International World Heavyweight Championship (3 vez) - WCW United States Heavyweight Championship (1 vez) |

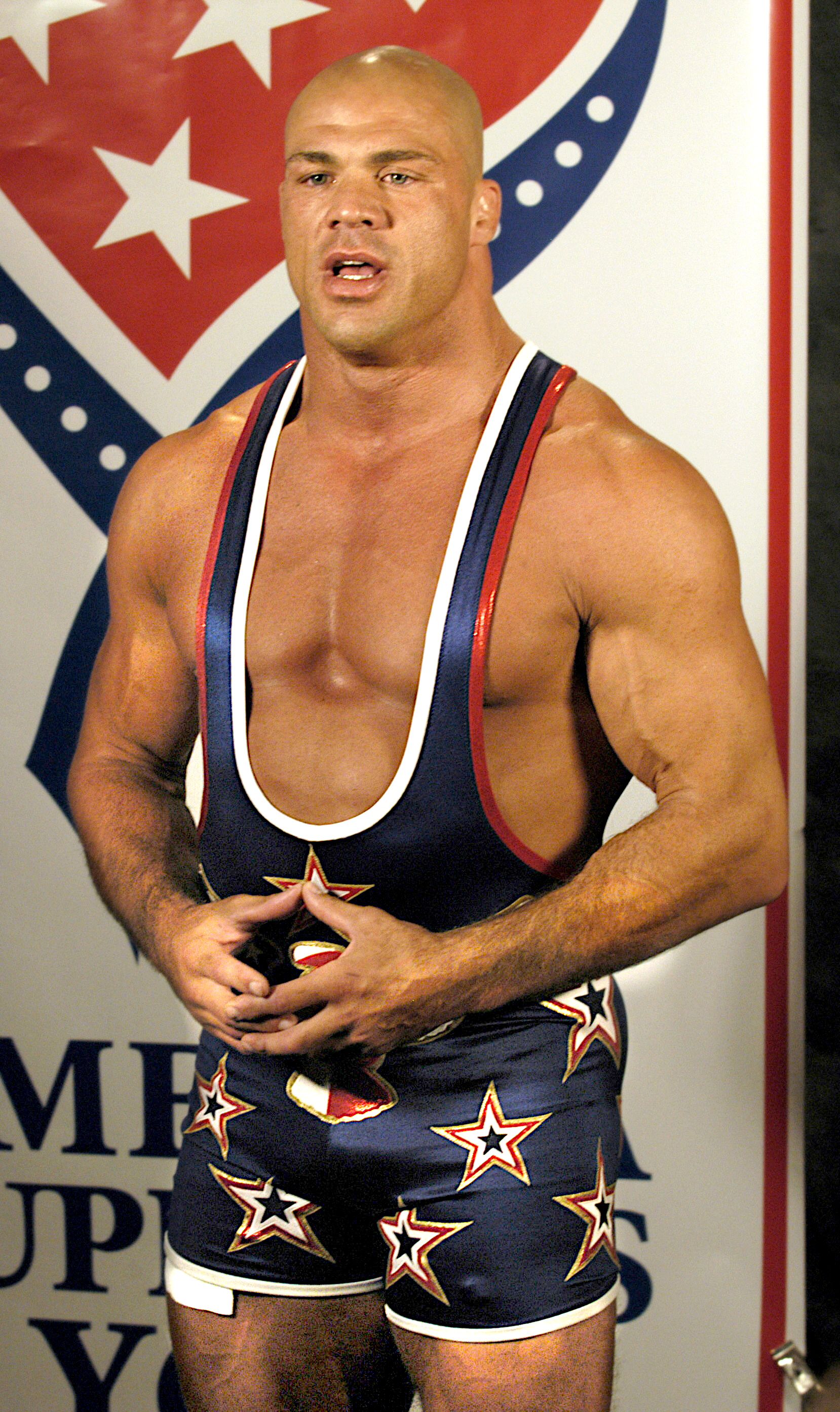
Kurt Angle
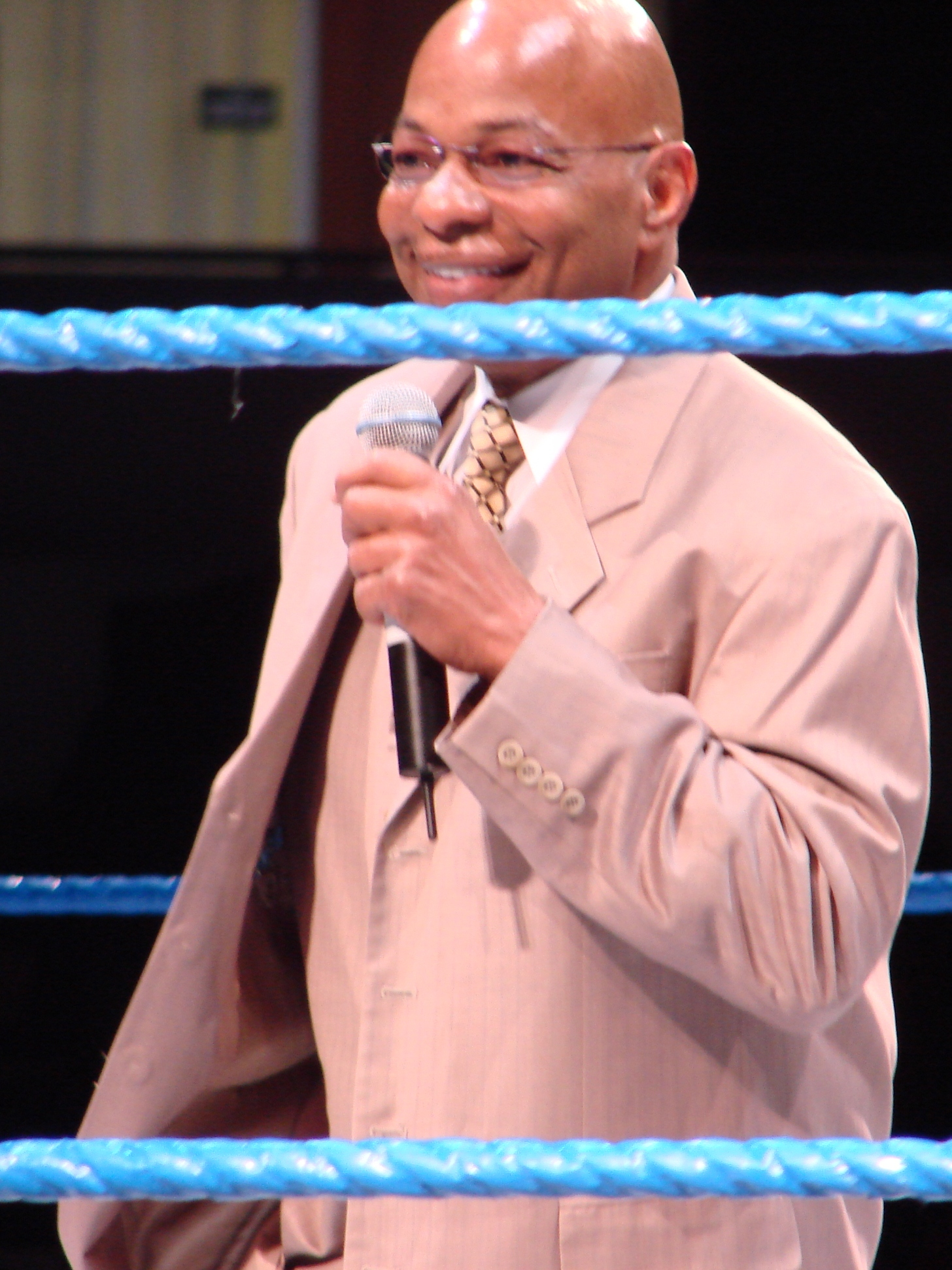
Teddy Long
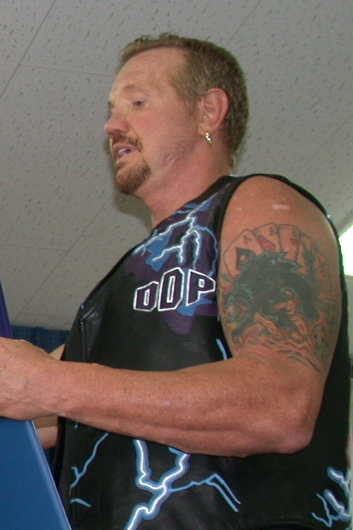
Diamond Dallas Page
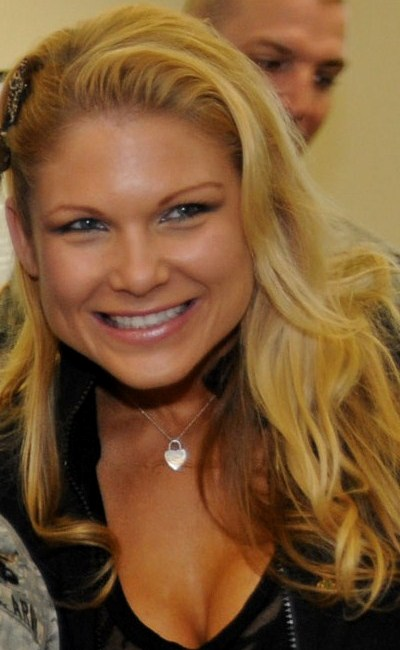
Beth Phoenix
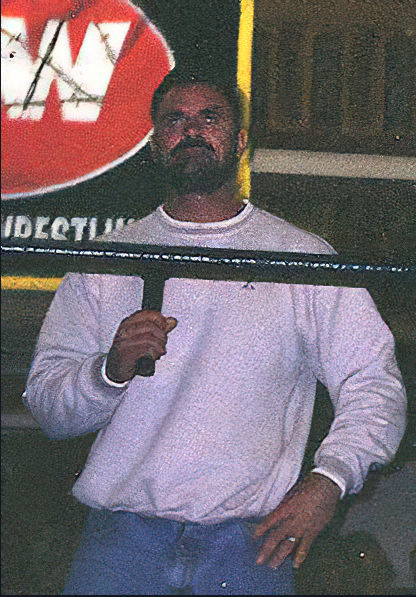
Rick Rude †

#### 2018
| Hall of Fame 2018 |              | |
| Goldberg          | Paul Heyman  | Ver lista- WWE Universal Championship (2 veces) - World Heavyweight Championship (1 vez) - WCW Championship (1 vez) - WCW United States Heavyweight Championship (2 veces) - WCW World Tag Team Championship (1 vez)                       |
| Ivory             | Molly Holly  | Ver lista- WWF Women's Championship (3 veces) |
| Jeff Jarrett      | Road Dogg    | Ver lista- WCW World Heavyweight Championship (4 veces) - WCW United States Heavyweight Championship (3 veces) - WWE Intercontinental Championship (6 veces) - WWF European Championship (1 vez) - WWF World Tag Team Championship (1 vez) |
| Hillbilly Jim     | Jimmy Hart   | Ver lista- Reconocido por su destacada carrera en la WWF de los 80's a los 90's |
| Mark Henry        | The Big Show | Ver lista- World Heavyweight Championship (1 vez) - ECW Championship (1 vez) - WWF European Championship (1 vez) |

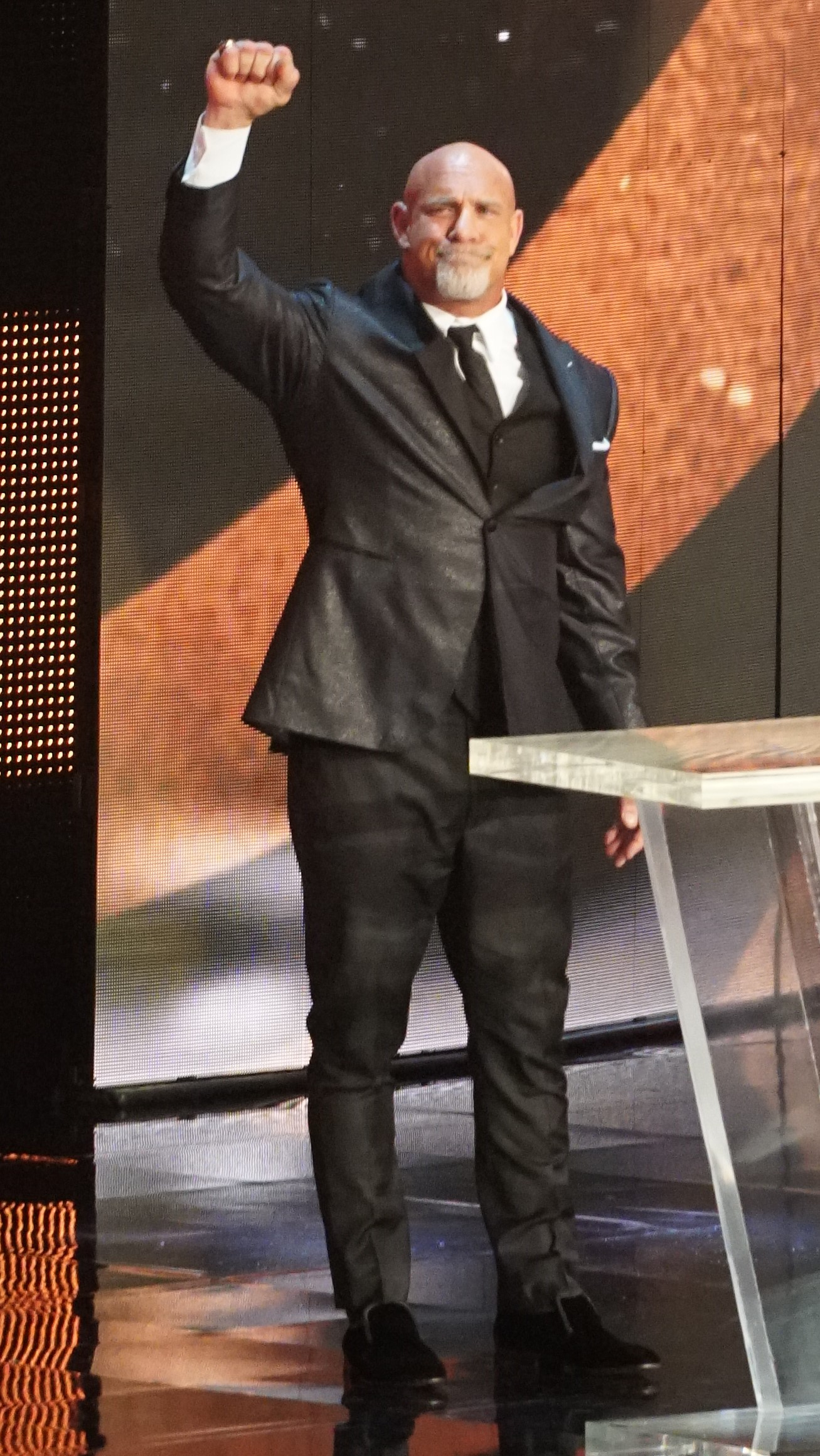
Goldberg
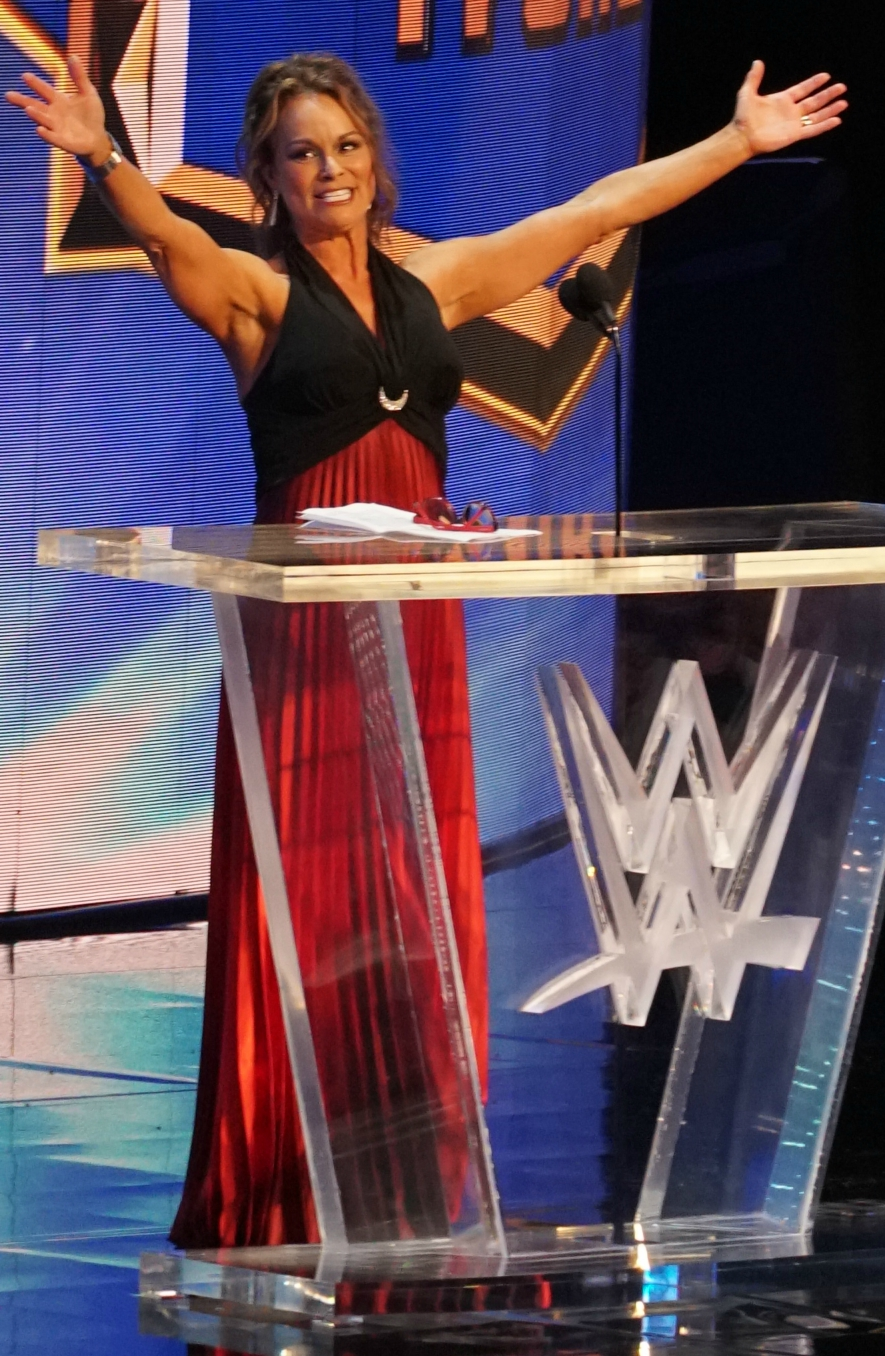
Ivory
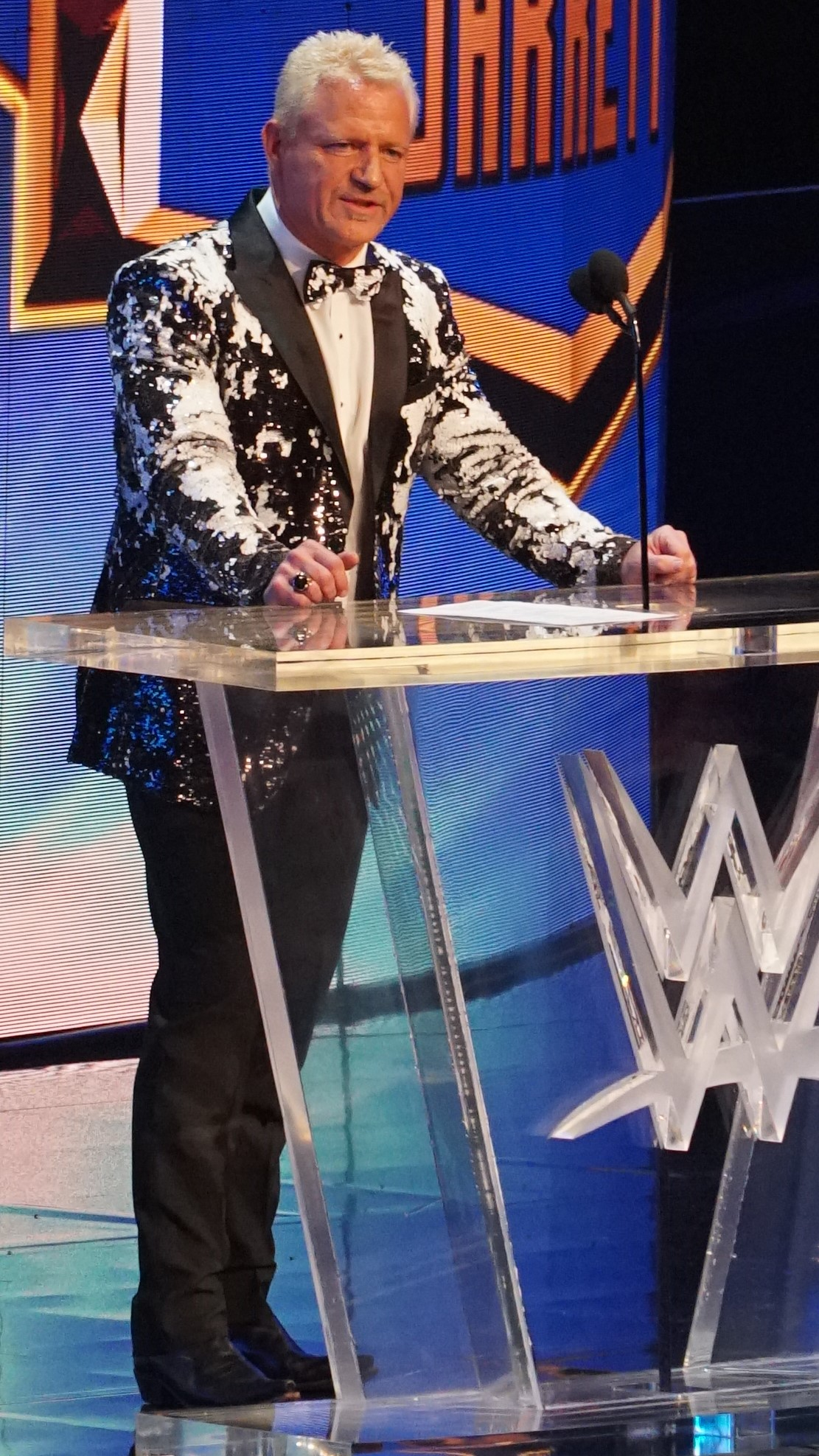
Jeff Jarrett
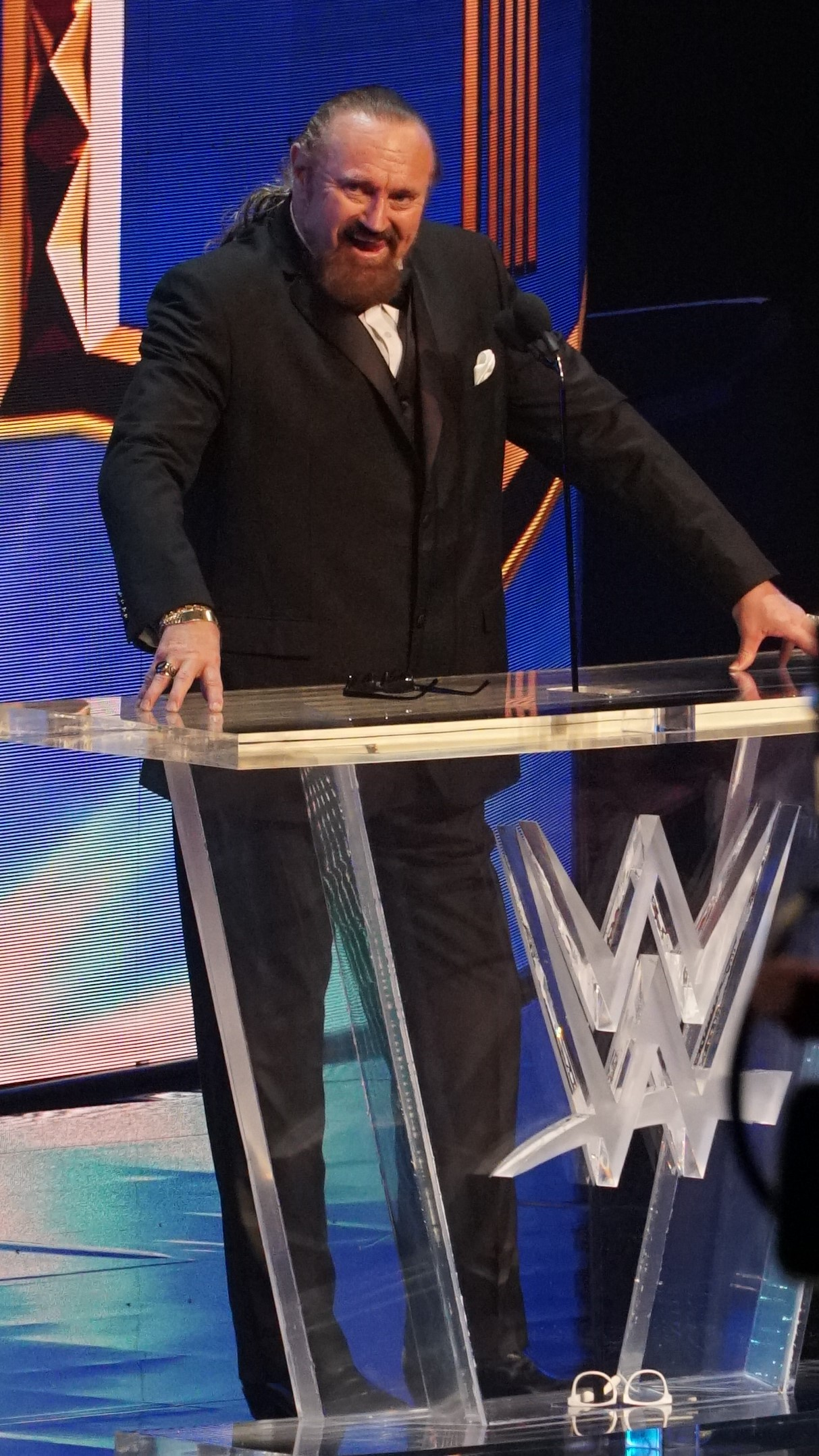
Hillbilly Jim
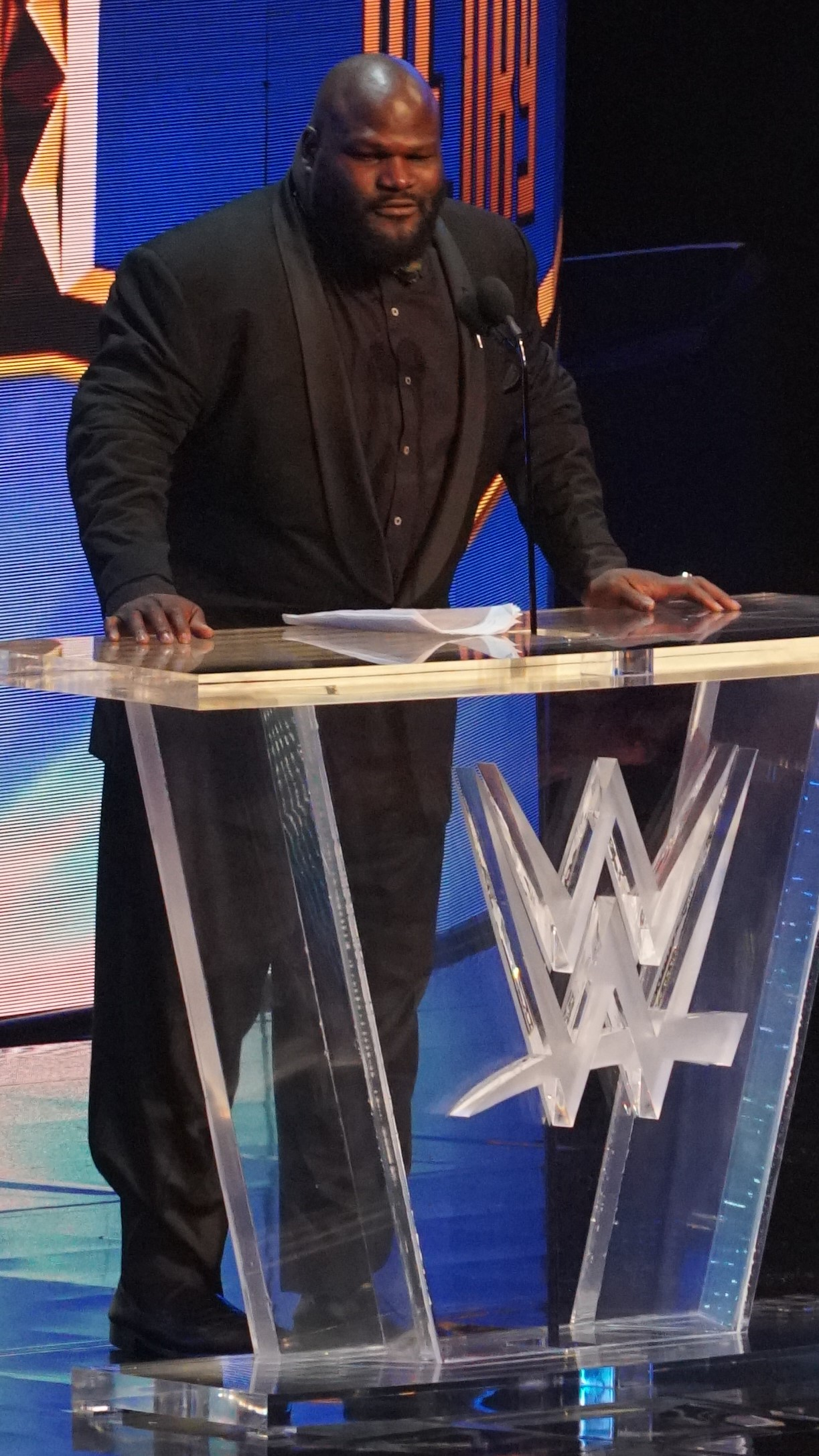
Mark Henry

#### 2019
| Hall of Fame 2019            |               | |
| The Honky Tonk Man           | Jimmy Hart    | Ver lista- WWF Intercontinental Heavyweight Championship (1 vez) - El Campeón Intercontinetal con el reinado más largo hasta ese entonces (454 días). |
| Torrie Wilson                | Stacy Keibler | Ver lista- Reconocida por su destacada carrera en The Attitude Era y The Ruthless Agression. Tanto en WWE como en WCW.                                |
| Brutus "The Barber" Beefcake | Hulk Hogan    | Ver lista- WWF Tag Team Championship (1 vez) |

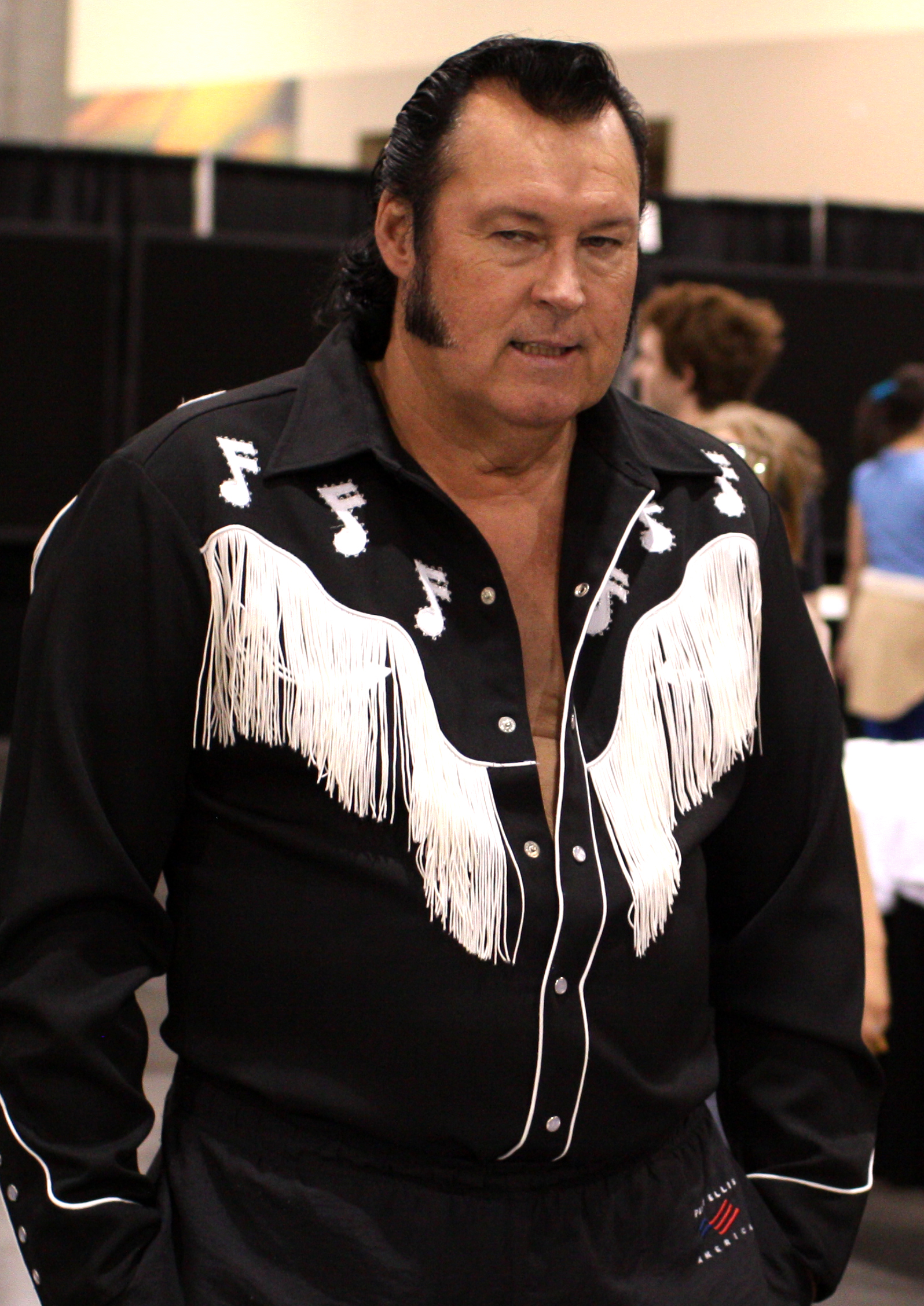
Honky Tonk Man
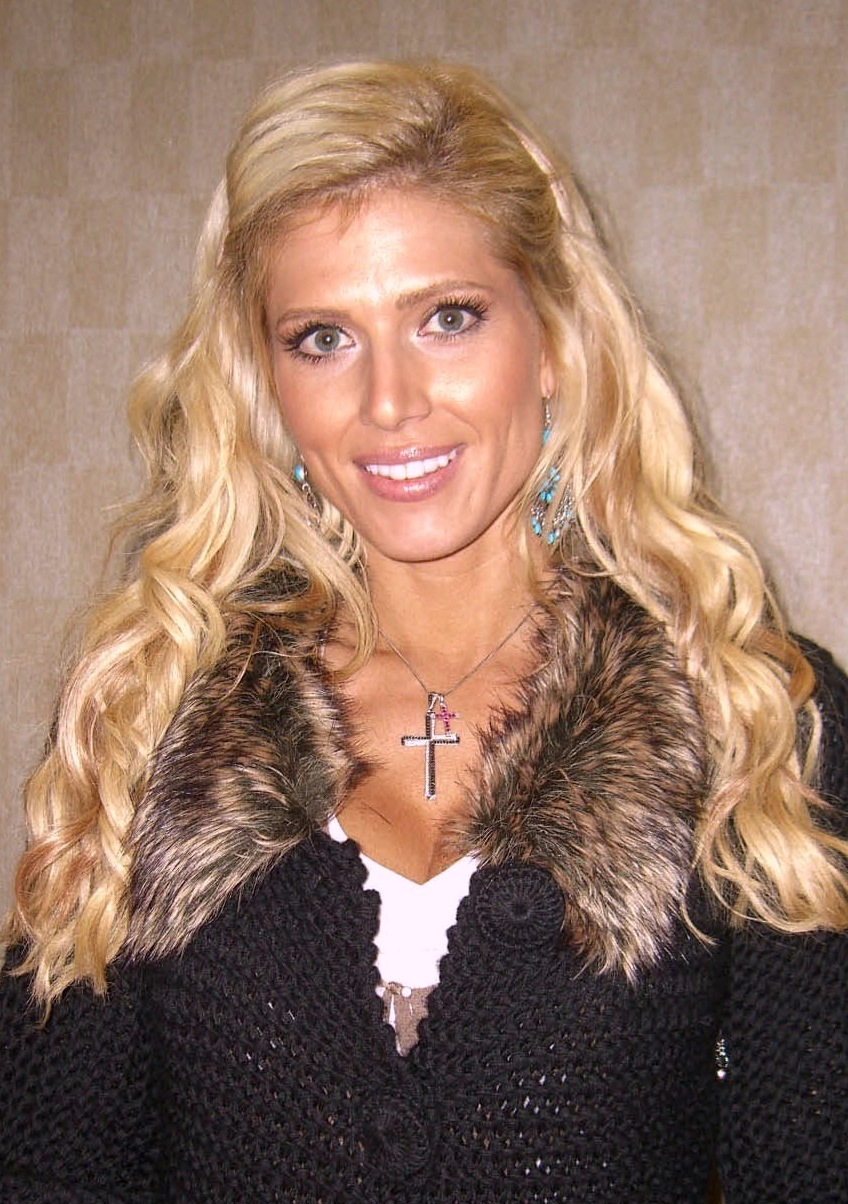
Torrie Wilson
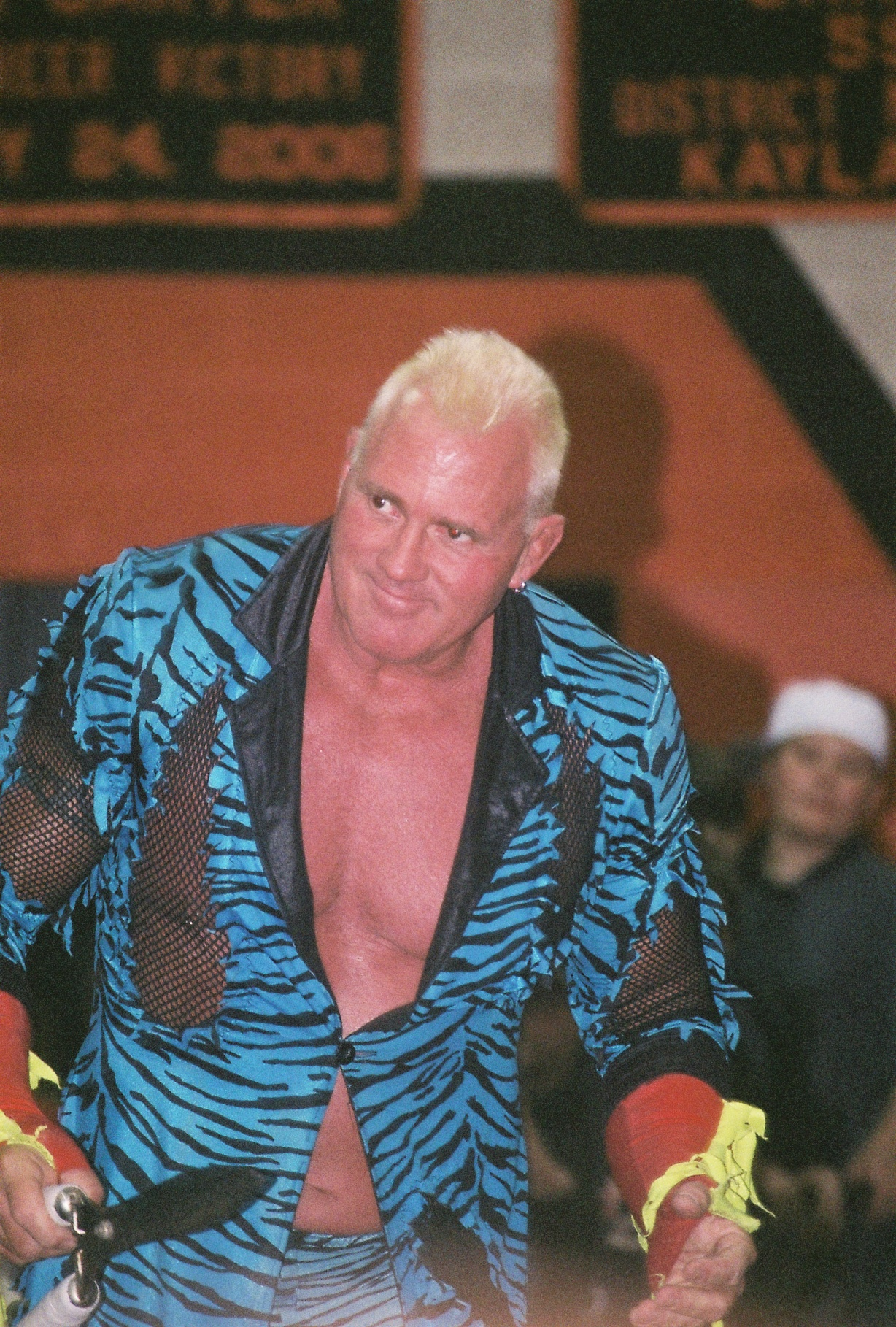
Brutus Beefcake

#### 2020
| Hall of Fame 2020        |     | |
| John "Bradshaw" Layfield | N/A | Ver lista- WWE Championship (1 vez) - WWE Intercontinental Championship (1 vez) - WWE United States Championship (1 vez) - WWF European Championship (1 vez) - WWF/E Hardcore Championship (17 veces) - WWF Tag Team Championship (3 veces) - Triple Crown Championship (vigésimo) - Grand Slam Championship (décimo segundo) |
| The British Bulldog †    | N/A | Ver lista- WWF Intercontinental Championship (1 vez) - WWF European Championship (2 veces) - WWF Hardcore Championship (2 veces) - WWF Tag Team Championship (2 veces) |
| Jushin Thunder Liger     | N/A | Ver lista- WWF Light Heavyweight Championship (1 vez) - WCW Light Heavyweight Championship (1 vez) |

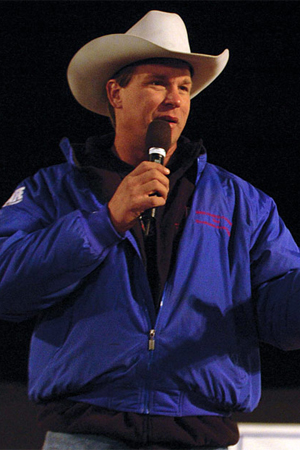
Johh "Bradshaw" Layfield
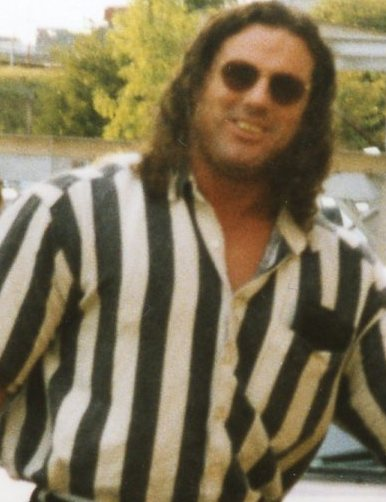
The Brittish Bulldog †
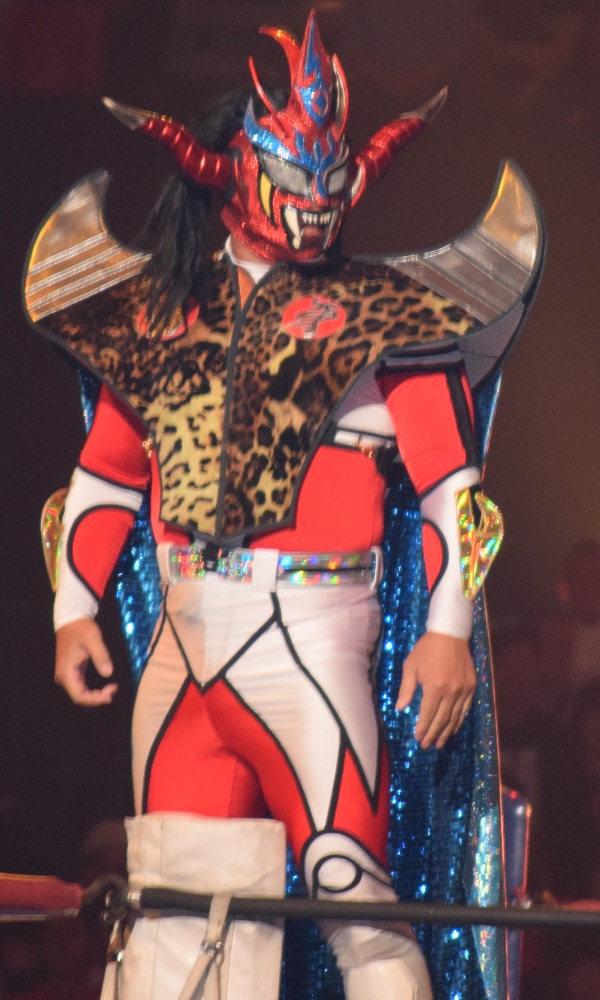
Jushin Thunder Liger

#### 2021
| Hall of Fame 2021 |     | |
| Kane              | N/A | Ver lista- WWF Championship (1 vez) - World Heavyweight Championship (1 vez) - ECW Championship (1 vez) - WWF/E Intercontinental Championship (2 veces) - WWF/E Hardcore Championship (1 vez) - WWE Tag Team Championship (2 veces) - World Tag Team Championship (9 veces) - WCW World Tag Team Championship (1 vez) - WWE 24/7 Championship (1 vez) - Triple Crown Championship (octavo) - Grand Slam Championship (tercero) - SmackDown! Money in the Bank (2010) |
| Rob Van Dam       | N/A | Ver lista- WWE Championship (1 vez) - ECW World Heavyweight Championship (1 vez) - WWF/E Intercontinental Championship (6 veces) - WWE European Championship (1 vez) - WWF/E Hardcore Championship (4 veces) - World Tag Team Championship (2 veces) - WWE Tag Team Championship (1 vez) - Money in the Bank (2006) - Triple Crown Championship (decimoquinto) - Grand Slam Championship (noveno)                                                                    |
| Eric Bischoff     | N/A | Ver lista- Reconocido por su destacada carrera como mánager y vicepresidente de la WCW, y como Gerente General de Raw en WWE. - Creador de la Elimination Chamber. |
| Molly Holly       | N/A | Ver lista- WWE Women's Championship (2 veces) - WWF Hardcore Championship (1 vez) |
| The Great Khali   | N/A | Ver lista- World Heavyweight Championship (1 vez) |

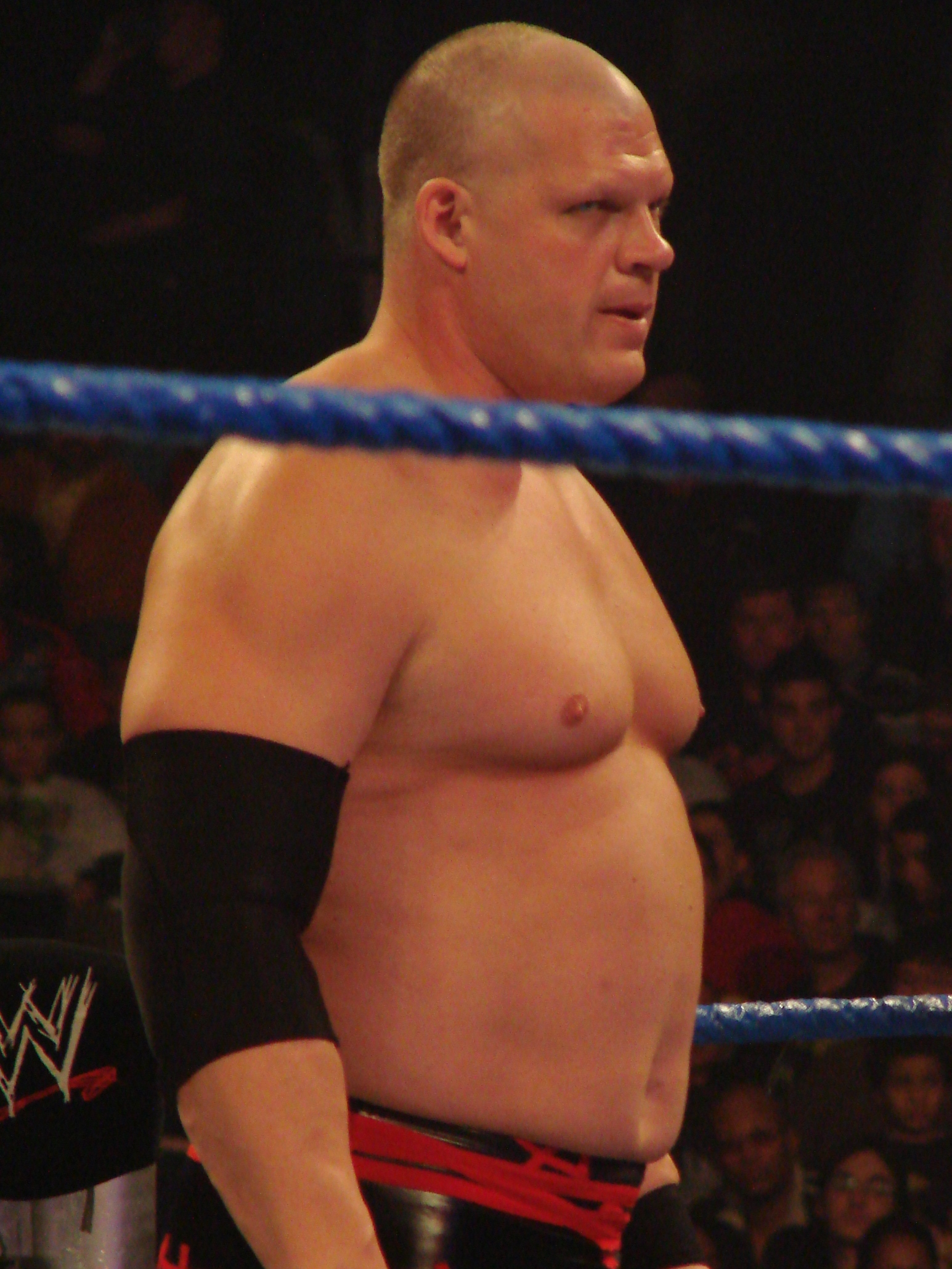
Kane
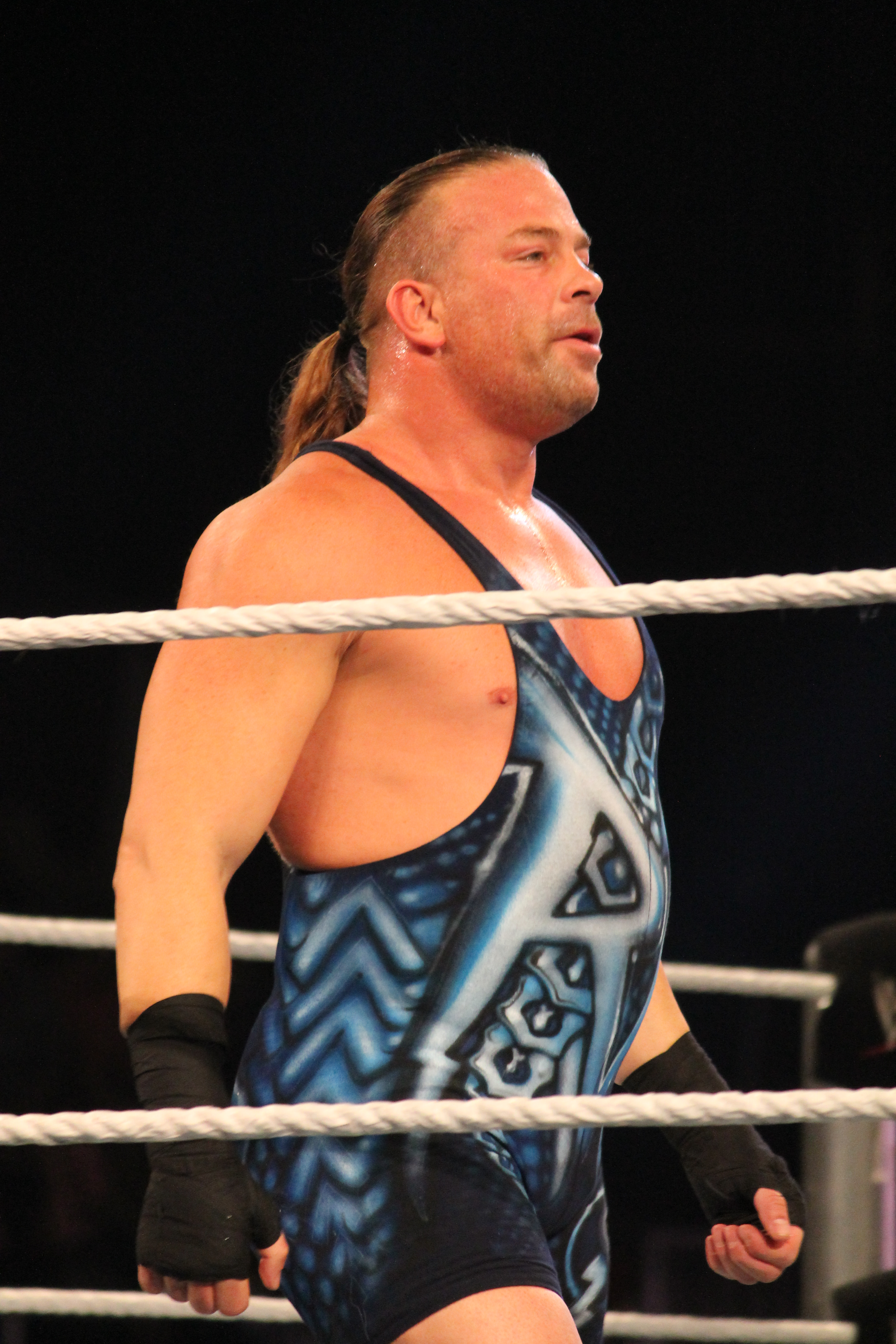
Rob Van Dam
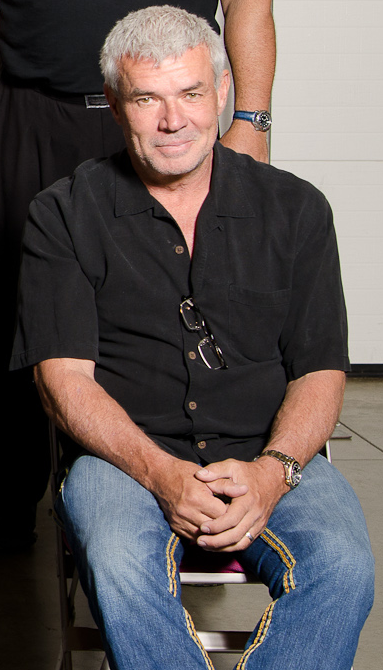
Eric Bischoff
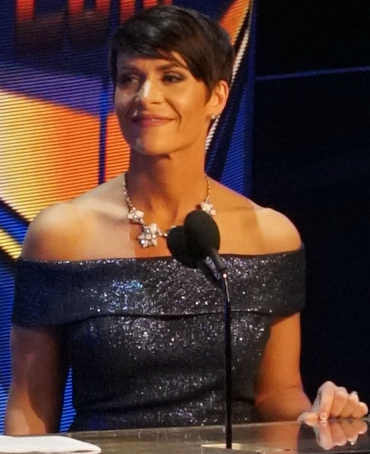
Molly Holly
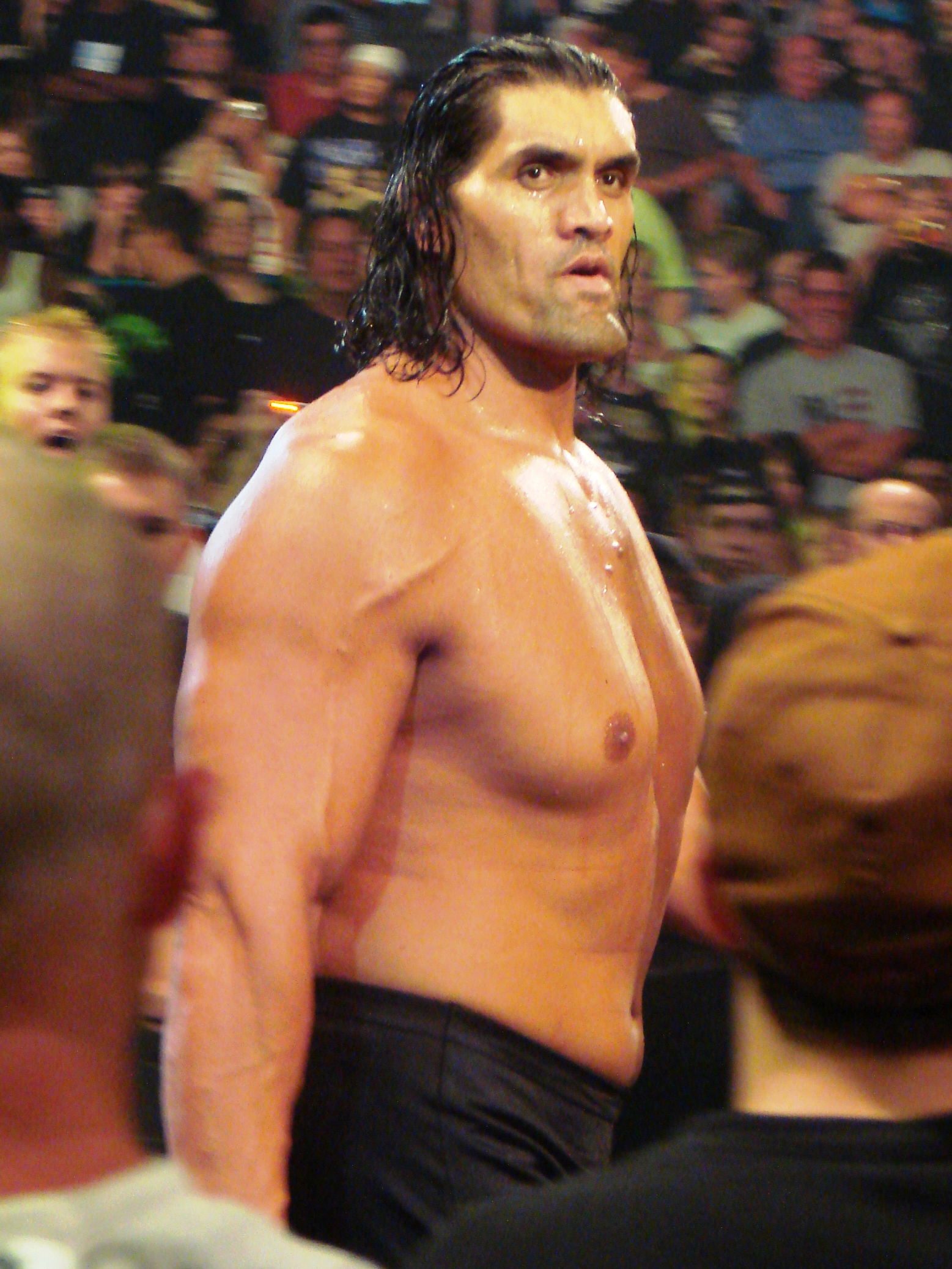
The Great Khali

#### 2022
| Hall of Fame 2022 |               | |
| The Undertaker    | Vince McMahon | Ver lista- WWF/E Championship (4 veces) - World Heavyweight Championship (3 veces) - WWF Hardcore Championship (1 vez) - WWF Tag Team Championship (6 veces) - WCW World Tag Team Championship (1 vez) - Royal Rumble (2007) - Racha de 21 victorias consecutivas en WrestleMania. |
| Vader †           | Mick Foley    | Ver lista- WCW Championship (1 vez) - WCW United States Heavyweight Championship (3 veces). |
| Queen Sharmell    | Booker T      | Ver lista- Miss Black America (1991) - Reconocida por su destacada carrera como Nitro Girl en WCW, y como mánager de su esposo Booker T en WWE. |

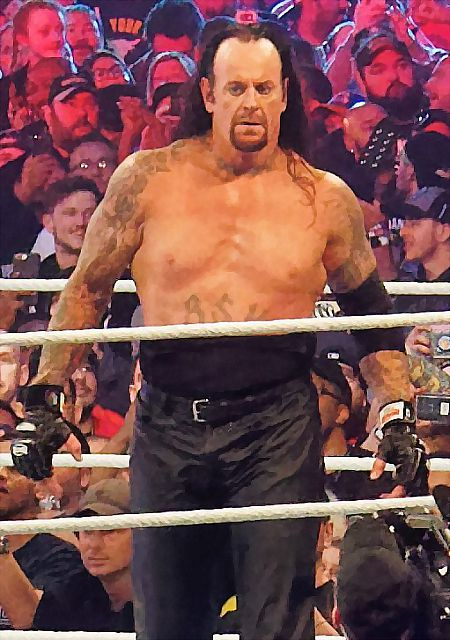
Undertaker
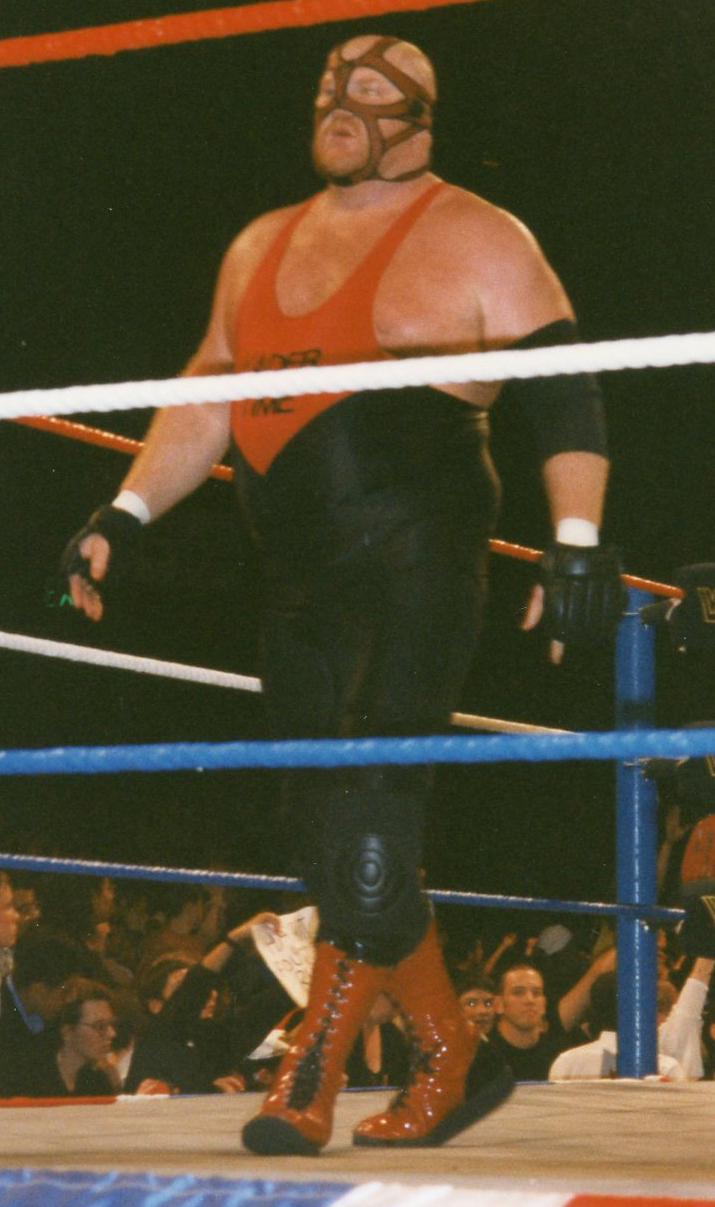
Vader
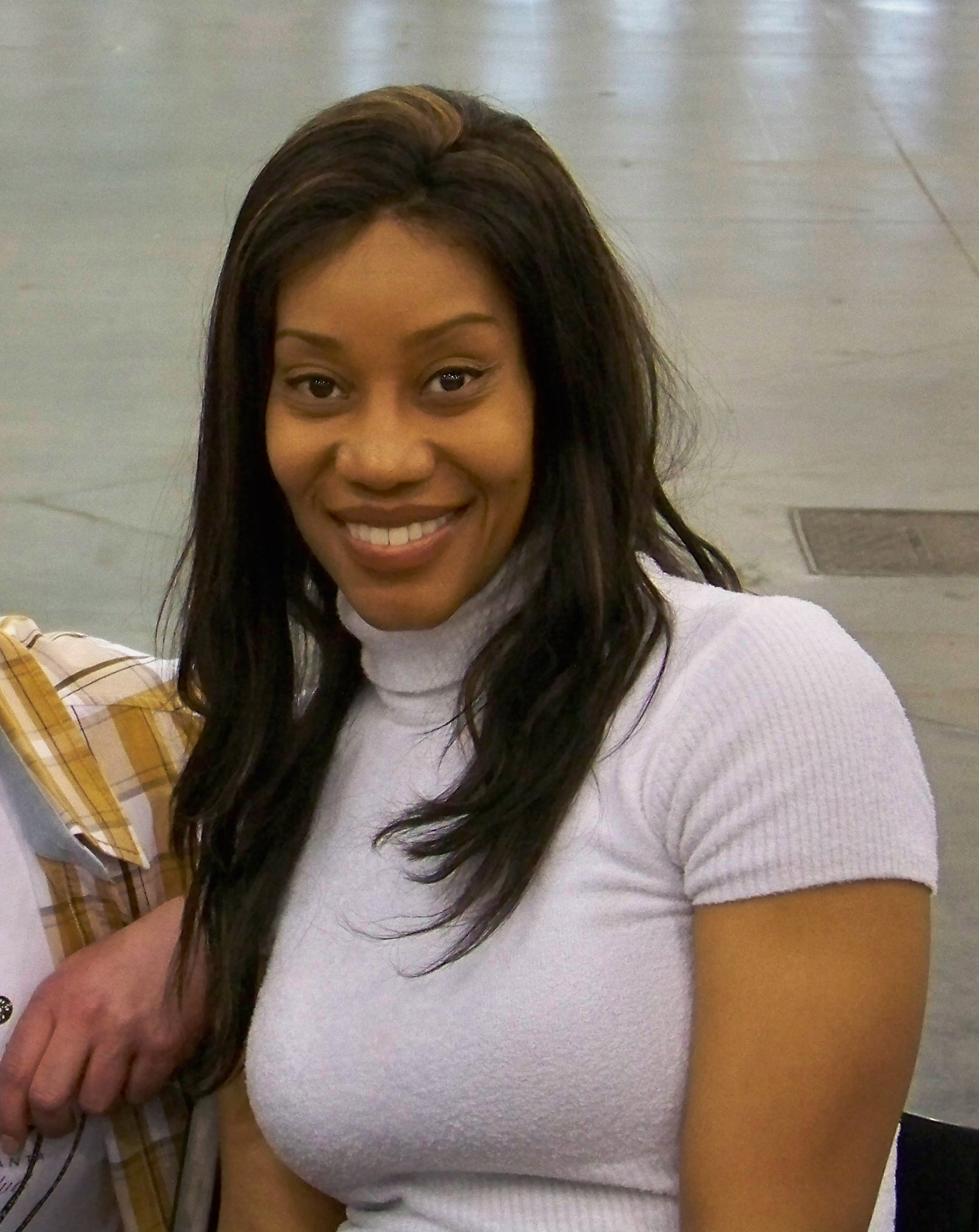
Sharmell Sullivan

#### 2023
| Hall of Fame 2023 |                            | |
| Rey Mysterio      | Konnan                     | Ver lista- WWE Championship (1 vez) - World Heavyweight Championship (2 veces) - WWE Intercontinental Championship (2 veces) - WWE United States Championship (2 veces) - WWE Cruiserweight Championship (3 veces) - WWE Tag Team Championship (4 veces) - SmackDown Tag Team Championship (1 vez) - Royal Rumble (2006) - Triple Crown Championship (vigesimoprimero) - Grand Slam Championship (vigesimoprimero) |
| The Great Muta    | Ric Flair                  | Ver lista- NWA World Heavyweight Championship (1 vez) - IWGP Heavyweight Championship (4 veces) - WCW World Television Championship (1 vez) - WCW World Tag Team Championship (1 vez) - IWGP Tag Team Championship (6 veces) |
| Stacy Keibler     | Torrie Wilson y Mick Foley | Ver lista- Reconocida por su destacada carrera como mánager tanto en WWE como en WCW. |

- Rey Mysterio
- The Great Muta
- Stacy Keibler

#### 2024
| Nombre                | Introducidos por           | Logros y notas |
| --------------------- | -------------------------- | --- |
| Hall of Fame 2024     |                            | |
| Paul Heyman           | Roman Reigns               | Ver lista- Reconocido por su destacada carrera como comentarista, mánager y Gerente General en múltiples promociones como AWA, WCW y WWE. - Promotor de la antigua Extreme Championship Wrestling. |
| Bull Nakano           | Alundra Blayze             | Ver lista- WWF Women's Championship (1 vez) |
| Thunderbolt Patterson | The New Day y Scott Spears | Ver lista- Reconocido por su carrera en la década de los 60 y 70. |
| Lia Maivia †          | The Rock                   | Ver lista- Reconocida como una de las primeras promotoras femeninas de la lucha libre. |

- Paul Heyman
- Bull Nakano

#### 2025
| Nombre            | Introducidos por    | Logros y notas |
| ----------------- | ------------------- | --- |
| Hall of Fame 2025 |                     | |
| Triple H          | Shawn Michaels      | Ver lista- Décimo luchador en la historia en ser introducido dos veces (2019) - WWE Championship (9 veces) - World Heavyweight Championship (5 veces) - WWF European Championship (2 veces) - WWF/E Intercontinental Championship (5 veces) - WWF/E World Tag Team Championship (2 veces) - WWE Tag Team Championship (1 vez) - King of the Ring (1997) - Royal Rumble (2002 y 2016) - Triple Crown Championship (séptimo) - Grand Slam Championship (segundo) |
| Michelle McCool   | The Undertaker      | Ver lista- WWE Women's Championship (2 veces) - WWE Divas Championship (2 veces e inaugural) |
| Lex Luger         | Diamond Dallas Page | Ver lista- WCW World Heavyweight Championship (2 veces) - WCW United States Heavyweight Championship (5 veces) - WCW World Television Championship (2 veces) - WCW World Tag Team Championship (3 veces) - Royal Rumble (1994) |

- Triple H
- Michelle McCool
- Lex Luger

### Grupos y equipos (Tag TeamsyStables)
| Año  | Nombre                       | Introducido por                              | Logros y notas |
| ---- | ---------------------------- | -------------------------------------------- | --- |
| 1996 | The Valiant Brothers         | Tony Garea                                   | Ver lista- WWWF World Tag Team Championship (1 vez) |
| 1996 | - Jimmy Valiant              | Tony Garea                                   | Ver lista- NWA Television Championship (4 veces) - WWWF World Tag Team Championship (1 vez) |
| 1996 | - Johnny Valiant             | Tony Garea                                   | Ver lista- WWWF World Tag Team Championship (2 veces) |
| 2006 | The Blackjacks               | Bobby Heenan                                 | Ver lista- WWWF World Tag Team Championship (1 vez) |
| 2006 | - Blackjack Lanza            | Bobby Heenan                                 | Ver lista- WWWF World Tag Team Championship (1 vez) |
| 2006 | - Blackjack Mulligan         | Bobby Heenan                                 | Ver lista- WWWF World Tag Team Championship (1 vez) |
| 2007 | The Wild Samoans             | Samu y Matt Anoa'i                           | Ver lista- WWF World Tag Team Championship (3 veces) |
| 2007 | - Afa                        | Samu y Matt Anoa'i                           | Ver lista- WWF World Tag Team Championship (3 veces) |
| 2007 | - Sika                       | Samu y Matt Anoa'i                           | Ver lista- WWF World Tag Team Championship (3 veces) |
| 2008 | The Brisco Brothers          | John "Bradshaw" Layfield                     | Ver lista- NWA World Tag Team Championship (3 veces) - Reconocidos por sus carreras en la década de los 70' y 80'. |
| 2008 | - Jack Brisco                | John "Bradshaw" Layfield                     | Ver lista- NWA World Heavyweight Championship (2 veces) |
| 2008 | - Gerald Brisco              | John "Bradshaw" Layfield                     | Ver lista- NWA World Junior Heavyweight Championship (1 vez) - WWF Hardcore Championship (2 veces) |
| 2009 | The Funks                    | Dusty Rhodes                                 | Ver lista- Reconocidos por sus carreras en la década de los 80' y 90'. |
| 2009 | - Terry                      | Dusty Rhodes                                 | Ver lista- NWA World Heavyweight Championship (1 vez) - ECW World Heavyweight Championship (2 veces) - WWF Tag Team Championship (1 vez) |
| 2009 | - Dory Jr.                   | Dusty Rhodes                                 | Ver lista- NWA World Heavyweight Championship (1 vez) |
| 2009 | The Von Erichs               | Michael “P.S.” Hayes                         | Ver lista- Reconocidos como familia incluyendo varios campeonatos en parejas. |
| 2009 | - Fritz Von Erich †          | Michael “P.S.” Hayes                         | Ver lista- AWA World Heavyweight Championship (1 vez) - NWA American Heavyweight Champion (16 veces) |
| 2009 | - Kevin Von Erich            | Michael “P.S.” Hayes                         | Ver lista- NWA American/WCWA World Heavyweight Championship (6 veces) |
| 2009 | - David Von Erich †          | Michael “P.S.” Hayes                         | Ver lista- NWA Texas Heavyweight Championship (8 veces) |
| 2009 | - Kerry Von Erich †          | Michael “P.S.” Hayes                         | Ver lista- NWA World Heavyweight Championship (1 vez) - NWA World Heavyweight Championship (9 veces) - WWF Intercontinental Championship (1 vez) |
| 2009 | - Mike Von Erich †           | Michael “P.S.” Hayes                         | Ver lista- NWA American Heavyweight Championship (1 vez) |
| 2009 | - Chris Von Erich †          | Michael “P.S.” Hayes                         | Ver lista- Luchó y trabajó en varios backstage de la WCCW |
| 2011 | The Road Warriors            | Dusty Rhodes                                 | Ver lista- WWF Tag Team Championship (2 veces) - WWE Tag Team Championship (1 vez) - AWA World Tag Team Championship (1 vez) - NWA International Tag Team Championship (1 vez) - NWA World Six-Man Tag Team Championship (3 veces) |
| 2011 | - Hawk †                     | Dusty Rhodes                                 | Ver lista- IWGP Tag Team Championship (2 veces) - WWF Tag Team Championship (2 veces) |
| 2011 | - Animal                     | Dusty Rhodes                                 | Ver lista- WWE Tag Team Championship (1 vez) - WWF Tag Team Championship (2 veces) |
| 2011 | - Paul Ellering              | Dusty Rhodes                                 | Ver lista- Mánager de gran trayectoria en la AWA, NWA, WWF y AJPW. Introducido junto a The Road Warriors, quien fue su mánager en gran parte de su carrera. |
| 2012 | The Four Horsemen            | Dusty Rhodes                                 | Ver lista- Equipo reconocido por ser Campeón Mundial y en Parejas simultáneamente. |
| 2012 | - Ric Flair                  | Dusty Rhodes                                 | Ver lista- Primer luchador en la historia en ser introducido dos veces (2008) - NWA World Heavyweight Championship (9 veces) - WCW World Heavyweight Championship (8 veces) - WWF Championship (2 veces) - WWE Intercontinental Championship (1 vez) - World Tag Team Championship (3 veces) - Royal Rumble (1992) - Triple Crown Championship.                                                                                |
| 2012 | - Arn Anderson               | Dusty Rhodes                                 | Ver lista- WWF Tag Team Championship (1 vez) - NWA/WCW World Television Champion (4 veces) - NWA/WCW World Tag Team Champion (5 veces) |
| 2012 | - Tully Blanchard            | Dusty Rhodes                                 | Ver lista- WWF Tag Team Championship (1 vez) - NWA United States Heavyweight Championship (1 vez) - NWA World Television Championship (3 veces) - NWA World Tag Team Championship (2 veces) |
| 2012 | - Barry Windham              | Dusty Rhodes                                 | Ver lista- WWF Tag Team Championship (2 veces) - NWA World Heavyweight Championship (1 vez) - NWA United States Heavyweight Championship (1 vez) - WCW World Television Championship (1 vez) - NWA/WCW World Tag Team Championship (4 veces) |
| 2012 | - James J. Dillon            | Dusty Rhodes                                 | Ver lista- Mánager de gran trayectoria en la NWA, antiguo comisionero de backstage en la WCW. |
| 2015 | The Bushwhackers             | John Laurinaitis                             | Ver lista- Reconocidos por haber conseguido 20 campeonatos regionales tanto como en la AWA, NWA, UWF y la Stampede Wrestling durante sus 40 años de carrera. |
| 2015 | - Luke Williams              | John Laurinaitis                             | Ver lista- Reconocido por su carrera en la década de los 90'. |
| 2015 | - Butch Miller               | John Laurinaitis                             | Ver lista- Reconocido por su carrera en la década de los 90'. |
| 2016 | The Fabulous Freebirds       | The New Day                                  | Ver lista- Creadores de la "Freebird Rule", en la que un equipo de más de dos integrantes puede ser campeón en parejas |
| 2016 | - Michael Hayes              | The New Day                                  | Ver lista |
| 2016 | - Terry Gordy †              | The New Day                                  | Ver lista |
| 2016 | - Buddy Roberts              | The New Day                                  | Ver lista |
| 2016 | - Jimmy Garvin               | The New Day                                  | Ver lista |
| 2017 | The Rock 'n' Roll Express    | Jim Cornette                                 | Ver lista- WCW World Tag Team Championship (4 veces) - NWA World Tag Team Championship (4 veces) - SMW Tag Team Championship (10 veces) |
| 2017 | - Ricky Morton               | Jim Cornette                                 | Ver lista- Reconocido por su carrera en la década de los 80' y 90'. |
| 2017 | - Robert Gibson              | Jim Cornette                                 | Ver lista- Reconocido por su carrera en la década de los 80' y 90'. |
| 2018 | The Dudley Boyz              | Edge y Christian                             | Ver lista- WWF/World Tag Team Championship (8 veces) - WWE Tag Team Championship (1 vez) - WCW World Tag Team Championship (1 vez) - ECW World Tag Team Championship (8 vez) |
| 2018 | - Bubba Ray Dudley           | Edge y Christian                             | Ver lista- WWE Hardcore Championship (10 veces) - WWF/World Tag Team Championship (8 veces) - WWE Tag Team Championship (1 vez) - WCW World Tag Team Championship (1 vez) - ECW World Tag Team Championship (8 vez) |
| 2018 | - D-Von Dudley               | Edge y Christian                             | Ver lista- WWF/World Tag Team Championship (8 veces) - WWE Tag Team Championship (1 vez) - WCW World Tag Team Championship (1 vez) - ECW World Tag Team Championship (8 vez) |
| 2019 | D-Generation X               | N/A                                          | Ver lista- Equipo reconocido por ser Campeón Mundial y en Parejas simultáneamente. |
| 2019 | - Triple H                   | N/A                                          | Ver lista- WWE Championship (9 veces) - World Heavyweight Championship (5 veces) - WWF European Championship (2 veces) - WWF/E Intercontinental Championship (5 veces) - WWF/E World Tag Team Championship (2 veces) - WWE Tag Team Championship (1 vez) - King of the Ring (1997) - Royal Rumble (2002 y 2016) - Triple Crown Championship (séptimo) - Grand Slam Championship (segundo)                                      |
| 2019 | - Shawn Michaels             | N/A                                          | Ver lista- Segundo luchador en la historia en ser introducido dos veces (2011) - World Heavyweight Championship (1 vez) - WWF Championship (3 veces) - WWF European Championship (1 vez) - WWF Intercontinental Championship (3 veces) - WWF/E World Tag Team Championship (5 veces) - WWE Tag Team Championship (1 vez) - Royal Rumble (1995 y 1996) - Triple Crown Championship (cuarto) - Grand Slam Championship (primero) |
| 2019 | - Chyna †                    | N/A                                          | Ver lista- WWF Intercontinental Championship (2 veces) - WWE Women's Championship (1 vez) - Primera mujer en ganar un título masculino - Primera mujer en participar en el Royal Rumble - Primera y única mujer en optar al WWF Championship - Primera y única mujer en participar en el King of the Ring |
| 2019 | - Road Dogg                  | N/A                                          | Ver lista- WWF Hardcore Championship (1 vez) - WWF Intercontinental Championship (1 vez) - WWF Tag Team Championship (5 veces) - WWE Tag Team Championship (1 vez) |
| 2019 | - Billy Gunn                 | N/A                                          | Ver lista- WWF Hardcore Championship (2 veces) - WWF Intercontinental Championship (1 vez) - WWF/E World Tag Team Championship (10 veces) - WWE Tag Team Championship (1 vez) - King of the Ring (1999) |
| 2019 | - X-Pac                      | N/A                                          | Ver lista- WCW Cruiserweight Championship (2 veces) - WWF European Championship (2 veces) - WWF Light Heavyweight Championship (2 veces) - WWF Tag Team Championship (4 veces) |
| 2019 | Harlem Heat                  | N/A                                          | Ver lista- WCW World Tag Team Championship (10 veces) |
| 2019 | - Booker T                   | N/A                                          | Ver lista- Tercer luchador en la historia en ser introducido dos veces (2013) - World Heavyweight Championship (1 vez) - WWE Intercontinental Championship (1 vez) - WWE United States Championship (4 veces) - WWF Hardcore Championship (2 veces) - WWF/E World Tag Team Championship (3 veces) - King of the Ring (2006) - Triple Crown Champion (decimosexto) - Grand Slam Championship (décimo)                           |
| 2019 | - Stevie Ray                 | N/A                                          | Ver lista- WCW World Television Championship (1 vez) - WCW World Tag Team Championship (10 veces) |
| 2019 | The Hart Foundation          | Natalya                                      | Ver lista- WWF World Tag Team Championship (2 veces) |
| 2019 | - Bret "The Hitman" Hart     | Natalya                                      | Ver lista- Cuarto luchador en la historia en ser introducido dos veces (2006) - WWF Championship (5 veces) - WWF Intercontinental Championship (2 veces) - WWE United States Championship (1 vez) - WWF World Tag Team Championship (2 veces) - King of the Ring (1991 y 1993) - Royal Rumble (1994) - Triple Crown Championship.                                                                                              |
| 2019 | - Jim "The Anvil" Neidhart † | Natalya                                      | Ver lista- WWF World Tag Team Championship (2 veces) |
| 2020 | New World Order              | N/A                                          | Ver lista- Equipo reconocido por ser Campeón Mundial y en Parejas simultáneamente. |
| 2020 | - "Hollywood" Hulk Hogan     | N/A                                          | Ver lista- Quinto luchador en la historia en ser introducido dos veces (2005) - WWF Championship (6 veces) - WWE World Tag Team Championship (1 vez) - WCW Championship (6 veces) - Royal Rumble (1990 y 1991) |
| 2020 | - Scott Hall                 | N/A                                          | Ver lista- Sexto luchador en la historia en ser introducido dos veces (2014) - WWF Intercontinental Championship (4 veces) - WCW United States Heavyweight Championship (2 veces). - WCW World Tag Team Championship (7 veces). - WCW World Television Championship (1 vez) |
| 2020 | - Kevin Nash                 | N/A                                          | Ver lista- Séptimo luchador en la historia en ser introducido dos veces (2015) - WWF Championship (1 vez) - WWF Intercontinental Championship (1 vez) - WWF World Tag Team Championship (2 veces) - WCW Championship (5 veces) - WCW World Tag Team Championship (9 veces) - Triple Crown Championship (tercero) |
| 2020 | - Sean Waltman               | N/A                                          | Ver lista- Octavo luchador en la historia en ser introducido dos veces y el primero en hacerlo por dos grupos diferentes (2019) - WCW Cruiserweight Championship (2 veces) - WWF European Championship (2 veces) - WWF Light Heavyweight Championship (2 veces) - WWF Tag Team Championship (4 veces) |
| 2020 | The Bella Twins              | N/A                                          | Ver lista- Reconocidas por sus apariciones en WWE y sus logros individuales. - Primer equipo femenino en ser introducido al WWE Hall of Fame. |
| 2020 | - Brie Bella                 | N/A                                          | Ver lista- WWE Divas Championship (1 vez) |
| 2020 | - Nikki Bella                | N/A                                          | Ver lista- WWE Divas Championship (2 veces) |
| 2022 | The Steiner Brothers         | Bron Breakker                                | Ver lista- WCW World Tag Team Championship (6 veces) - IWGP Tag Team Championship (2 veces) - WWF Tag Team Championship (2 veces) |
| 2022 | - Scott Steiner              | Bron Breakker                                | Ver lista- WCW World Heavyweight Championship (1 vez) - WCW United States Heavyweight Championship (2 veces) - WCW World Television Championship (2 veces) - WCW World Tag Team Championship (6 veces) - IWGP Tag Team Championship (2 veces) - WWF Tag Team Championship (2 veces) |
| 2022 | - Rick Steiner               | Bron Breakker                                | Ver lista- WCW United States Heavyweight Championship (1 vez) - WCW World Television Championship (3 veces) - WCW World Tag Team Championship (6 veces) - IWGP Tag Team Championship (2 veces) - WWF Tag Team Championship (2 veces) |
| 2024 | The U.S. Express             | Bo Dallas y Mika Rotunda                     | Ver lista- WWF Tag Team Championship (2 veces) |
| 2024 | - Barry Windham              | Bo Dallas y Mika Rotunda                     | Ver lista- Noveno luchador en la historia en ser introducido dos veces y el segundo en hacerlo por dos grupos diferentes (2012) - WWF Tag Team Championship (2 veces) - NWA World Heavyweight Championship (1 vez) - NWA United States Heavyweight Championship (1 vez) - WCW World Television Championship (1 vez) - NWA/WCW World Tag Team Championship (4 veces)                                                            |
| 2024 | - Mike Rotunda               | Bo Dallas y Mika Rotunda                     | Ver lista- WWF Tag Team Championship (5 veces) - WCW World Television Championship (3 veces) - NWA World Tag Team Championship (1 vez) |
| 2025 | The Natural Disasters        |                                              | Ver lista- WWF Tag Team Championship (1 vez) |
| 2025 | - Earthquake †               | Ver lista- WWF Tag Team Championship (1 vez) | |
| 2025 | - Typhoon                    | Ver lista- WWF Tag Team Championship (1 vez) | |

### Celebridades
Las celebridades que son nombradas miembros del Hall of Fame, son aquellos que han estado asociados o involucrados por mucho tiempo con la WWE.
| Año  | Nombre                           | Introducido por           | Apariciones |
| ---- | -------------------------------- | ------------------------- | --- |
| 2004 | Pete Rose                        | Kane                      | Ver lista- Reconocido por sus apariciones en WrestleMania XIV, XV y 2000. |
| 2006 | William "The Refrigerator" Perry | John Cena                 | Ver lista- Reconocido por su aparición en WrestleMania 2. |
| 2010 | Bob Uecker                       | Dick Ebersol              | Ver lista- Reconocido por sus apariciones en WrestleMania III y WrestleMania IV. |
| 2011 | Drew Carey                       | Kane                      | Ver lista- Reconocido por su participación en el Royal Rumble 2001. |
| 2012 | Mike Tyson                       | Triple H y Shawn Michaels | Ver lista- Reconocido por sus apariciones en WrestleMania XIV y en Raw. |
| 2013 | Donald Trump                     | Vince McMahon             | Ver lista- Reconocido por sus apariciones en WrestleMania IV, V, 23 y en Raw. |
| 2014 | Mr. T                            | Gene Okerlund             | Ver lista- Reconocido por sus apariciones en los primeros dos WrestleManias. |
| 2015 | Arnold Schwarzenegger            | Triple H                  | Ver lista- Reconocido por sus apariciones especiales. |
| 2016 | Snoop Dogg                       | John Cena                 | Ver lista- Reconocido por sus apariciones especiales como en WrestleMania XXIV. - Fue anfitrión invitado de Raw el 19 de octubre de 2009. - Primer músico en ser introducido.                        |
| 2018 | Kid Rock                         | Triple H                  | Ver lista- Reconocido por sus apariciones especiales como en WrestleMania XXV, Raw y Tribute to the Troops. - Fue compositor de varios temas de entrada para luchadores y temas oficiales para PPVs. |
| 2020 | William Shatner                  | N/A                       | Ver lista- Reconocido por sus apariciones especiales en Raw. - Narrador de la serie de WWE Network Breaking Ground.                                                                                  |
| 2021 | Ozzy Osbourne                    | N/A                       | Ver lista- Hizo múltiples apariciones para la WWE, en particular apareciendo en WrestleMania 2, actuando en una grabación de SmackDown en 2007 y sirviendo como coanfitrión invitado de Raw en 2009. |
| 2023 | Andy Kaufman †                   | Jerry Lawler y Jimmy Hart | |
| 2024 | Muhammad Ali †                   | The Undertaker            | Ver lista- Reconocido por haber sido el árbitro especial invitado en el evento estelar del primer WrestleMania.                                                                                      |

- Pete Rose.
- Bob Uecker.
- Drew Carey.
- Mike Tyson.
- D. Trump.
- Mr. T.
- Arnold S.
- Snoop Dogg
- Kid Rock
- William Shatner
- Ozzy Osbourne
- Andy Kaufman
- Muhammad Ali

### Warrior Award
En 2015, la WWE introdujo al Hall of Fame el Warrior Award para aquellos que "exhiben una firme firmeza y perseverancia, que viven la vida con el coraje y la compasión que encarna el indomable espíritu del Ultimate Warrior". La WWE promueve a los receptores del Warrior Award, aunque Michalek no está incluido en la sección de la página oficial.
El reconocimiento fue creado luego de la muerte de The Ultimate Warrior. Durante abril de 2014 en la ceremonia del Hall of Fame unos días antes de su muerte, él propuso que debería existir una categoría llamada "Jimmy Miranda Award" para todos los empleados de detrás de cámaras. Por Miranda, quien murió en 2002, fue parte del departamento de mercadería de la WWE por más de 20 años. El ex anunciador de ring Justin Roberts, expresa desaprobación en cómo la WWE usa la porción del premio en promocionarla, el cual dejó fuera a los empleados que trabajan detrás de pantalla. La WWE respondió: "es ofensivo sugerir a la WWE y a sus ejecutivos tuvieran algo pero altruista intenciones en honorar a Connor y su legado con el Warrior Award," agregando además que "continuando con el tema el premio se entregará anualmente a otros héroes anónimos entre los empleados de la WWE y los fans".
| Año  | Nombre            | Introducido por                                      | Notas |
| ---- | ----------------- | ---------------------------------------------------- | --- |
| 2015 | Connor Michalek † | Dana Warrior y Daniel Bryan                          | Ver lista- Introducido póstumamente: Representado por su padre Steve y su hermano Jackson. - Niño fanático de ocho años que murió debido a un cáncer. Una caridad ante el cáncer llamada "Connor's Cure" se fundó establecida en su honor por Triple H y Stephanie McMahon, dirigida por el Children's Hospital of Pittsburgh Foundation.                                                                 |
| 2016 | Joan Lunden       | Dana Warrior                                         | Ver lista- Sobreviviente de cáncer de mama, trabaja en Good Morning America desde hace años y se ha asociado recientemente con la WWE y Susan G. Komen para aunar sus esfuerzos de sensibilización hacia el cáncer de mama. |
| 2017 | Eric LeGrand      | Dana Warrior                                         | Ver lista- Exjugador de fútbol americano de la Universidad de Rutgers, el cual quedó paralítico durante un juego en 2010 contra Army. Él se ha convertido en un orador motivacional de renombre. |
| 2018 | Jarrius Robertson | Dana Warrior                                         | Ver lista- Niño sobreviviente de trasplante de hígado doble. |
| 2019 | Sue Aitchison     | Dana Warrior y John Cena                             | Ver lista- Ejecutiva de largo tiempo de WWE, encabezó muchos de los programas caritativos de WWE, incluida su asociación con la Fundación Make-A-Wish. |
| 2020 | Titus O'Neil      | Dana Warrior                                         | Ver lista- WWE Tag Team Championship (1 vez) - WWE 24/7 Championship (1 vez e inaugural) - Reconocido por su trabajo caritativo, especialmente en su ciudad natal en Tampa, Florida. |
| 2021 | Rich Hering       | Dana Warrior                                         | Ver lista- Vicepresidente Sénior de Relaciones Gubernamentales y Gestión de Riesgos. - Más de 50 años trabajando para WWE, ayudó a expandir la empresa de una promoción regional a una mundial. |
| 2022 | Shad Gaspard †    | Dana Warrior y JTG                                   | Ver lista- Exluchador de WWE, reconocido por realizar un acto de valentía como padre. El 17 de mayo de 2020 mientras nadaba junto a su hijo en las cercanías de Venice Beach, fueron atrapados por la corriente. Gaspard, al ser alcanzado por un salvavidas, pidió que su hijo Aryeh fuera salvado primero, más luego la corriente lo arrastró. Su cuerpo fue encontrado sin vida el 20 de mayo de 2020. |
| 2023 | Tim White †       | Dana Warrior, John "Bradshaw" Layfield y Ron Simmons | Ver lista- Reconocido por su destacada carrera como árbitro, productor y asistente de André the Giant. |

### Legacy Inductee
En 2016, la WWE introdujo una nueva categoría al Hall of Fame llamado Legacy. Los homenajeados bajo esta categoría se caracterizan por ser pioneros en la lucha profesional, principalmente durante la primera parte del siglo XX. Hasta el momento, únicamente Hisashi Shinma ha sido introducido en vida, ya que el resto han sido introducido póstumamente y fueron reconocidos con un paquete de vídeo en la ceremonia.
| Año  | Nombre                     | Galardones reconocidos por la WWE |
| ---- | -------------------------- | --- |
| 2016 | Mildred Burke              | Ver lista- Women's World Championship (1 vez). - Reconocida por reinar con el título durante casi veinte años. |
| 2016 | Frank Gotch                | Ver lista- World Heavyweight Wrestling Championship (1 vez). - American Heavyweight Championship (3 veces). |
| 2016 | Georg Hackenschmidt        | Ver lista- European Greco-Roman Heavyweight Championship (1 vez). - World Heavyweight Wrestling Championship (1 vez y primero). - Reconocido como el primer Campeón Indiscutible de historia de la Lucha Libre Profesional.                                |
| 2016 | Ed "Strangler" Lewis       | Ver lista- World Heavyweight Championship (4 veces). - NWA Florida Heavyweight Championship (1 vez). |
| 2016 | Pat O'Connor               | Ver lista- NWA World Heavyweight Championship (1 vez). - NWA Central States United States Heavyweight Championship (3 veces). - AWA World Heavyweight Championship (1 vez y primero). - AWA World Tag Team Championship (1 vez).                           |
| 2016 | Lou Thesz                  | Ver lista- AWA World Heavyweight Championship (1 vez). - World Heavyweight Wrestling Championship (2 veces). - NWA World Heavyweight Championship (3 veces).                                                                                               |
| 2016 | "Sailor" Art Thomas        | Ver lista- Declarado por la WWE como "una de las primeras estrellas afroamericanas de la lucha libre". - Un retador frecuente por el título NWA World Heavyweight Championship.                                                                            |
| 2017 | Judy Grable                | Ver lista- Ex retadora al título NWA World Women's Championship. |
| 2017 | June Byers                 | Ver lista- NWA World Women's Championship (1 vez y primera) - Women's World Championship (1 vez y última) |
| 2017 | Toots Mondt                | Ver lista- Promotor de la Capitol Wrestling Corporation, precursora de la WWE. - Fue parte del Gold Dust Trio. |
| 2017 | Rikidozan                  | Ver lista- NWA International Heavyweight Championship (1 vez) |
| 2017 | Martin "Farmer" Burns      | Ver lista- American Heavyweight Championship (1 vez) |
| 2017 | Luther Lindsay             | Ver lista- Primer retador afroamericano al título NWA World Heavyweight Championship. |
| 2017 | Dr. Jerry Graham           | Ver lista- NWA United States Tag Team Championship (4 veces) - WWWF United States Tag Team Championship (1 vez) |
| 2017 | Haystacks Calhoun          | Ver lista- WWWF World Tag Team Championship (1 vez) |
| 2017 | Bearcat Wright             | Ver lista- WWA World Heavyweight Championship (1 vez) - Declarado por la WWE como "una figura clave en la desegregación de la lucha libre". |
| 2018 | Boris Malenko              | Ver lista- AWA World Tag Team Championship (1 vez) - NWA American Heavyweight Championship (1 vez) |
| 2018 | Stan Stasiak               | Ver lista- WWWF World Heavyweight Championship (1 vez) |
| 2018 | Hiro Matsuda               | Ver lista- NWA World Junior Heavyweight Championship (1 vez) - NWA Southern Heavyweight Championship (1 vez) |
| 2018 | Jim Londos                 | Ver lista- NWA World Heavyweight Championship (1 vez) |
| 2018 | Sputnik Monroe             | Ver lista- NWA Texas Heavyweight Championship (1 vez) - NWA World Junior Heavyweight Championship (1 vez) - NWA Southern Junior Heavyweight Championship                                                                                                   |
| 2018 | Rufus R. Jones             | Ver lista- NWA Central States Heavyweight Championship (2 veces) - NWA Central States Tag Team Championship (3 veces) - NWA Central States Television Championship (1 vez)                                                                                 |
| 2018 | Lord Alfres Hayes          | Ver lista- NWA Western States Heavyweight Championship (5 veces) - NWA Western States Tag Team Championship (3 veces) |
| 2018 | Dara Singh                 | Ver lista- WWWA World Heavyweight Championship (1 vez) |
| 2018 | Cora Combs                 | Ver lista- NWA United States Women's Championship (4 veces) |
| 2018 | El Santo                   | Ver lista- NWA World Middleweight Championship (1 vez) - NWA World Welterweight Championship (2 veces) |
| 2019 | Bruiser Brody              | Ver lista- Portador de varios campeonatos regionales de la NWA |
| 2019 | Wahoo McDaniel             | Ver lista- NWA United States Heavyweight Championship (5 veces) - NWA World Tag Team Championship (4 veces) |
| 2019 | Luna Vachon                | Ver lista- USWA Women's Championship (1 vez) |
| 2019 | S.D. Jones                 | Ver lista- NWA Americas Tag Team Championship (3 veces) |
| 2019 | Professor Toru Tanaka      | Ver lista- WWWF International Tag Team Championship (1 vez e inaugural) - WWWF World Tag Team Championship (3 veces) |
| 2019 | Primo Carnera              | Ver lista- Portador de varios campeonatos regionales de la NWA - NBA World Heavyweight Championship (1 vez) |
| 2019 | Joseph Cohen               | Ver lista- Ejecutivo de medios cuyos logros incluyeron el desarrollo de dos de los eventuales socios de transmisión de WWE, MSG Network y USA Network (parte de Comcast ahora, un socio de televisión de WWE) - Primer miembro vivo de la categoría Legacy |
| 2019 | Hisashi Shinma             | Ver lista- Promotor japonés de lucha libre profesional desde hace mucho tiempo - Ex autoridad en pantalla de la WWWF y WWF - Segundo miembro vivo de la categoría Legacy                                                                                   |
| 2019 | Buddy Rose                 | Ver lista- Portador de varios campeonatos regionales de la NWA |
| 2019 | Jim Barnett                | Ver lista- Promotor de lucha libre profesional desde hace mucho tiempo - Ex propietario del territorio de la National Wrestling Alliance de Indianápolis, World Championship Wrestling de Australia y Georgia Championship Wrestling                       |
| 2020 | Ray Stevens                | Ver lista- |
| 2020 | Brickhouse Brown           | Ver lista- |
| 2020 | "Dr. Death" Steve Williams | Ver lista- |
| 2020 | Baron Michele Leone        | Ver lista- |
| 2020 | Gary Hart                  | Ver lista- |
| 2021 | Dick the Bruiser           | Ver lista- |
| 2021 | "Pistol" Pez Whatley       | Ver lista- |
| 2021 | Buzz Sawyer                | Ver lista- |
| 2021 | Ethel Johnson              | Ver lista- |
| 2021 | Paul Boesch                | Ver lista- |
| 2025 | Kamala                     | Ver lista- |
| 2025 | Dory Funk, Sr.             | Ver lista- |
| 2025 | Ivan Koloff                | Ver lista- WWWF World Heavyweight Championship (1 vez) |

### Immortal Moment
Durante el episodio del 28 de marzo de 2025 de SmackDown, la WWE estableció la categoría "Momento Inmortal" para el Salón de la Fama, en honor a combates históricos e influyentes.
| Año  | Lucha                      | Evento          | Introducido por | Notas                                                                                        |
| ---- | -------------------------- | --------------- | --------------- | -------------------------------------------------------------------------------------------- |
| 2025 | Bret Hart vs. Steve Austin | WrestleMania 13 | CM Punk         | Fue un No Disqualification Submission Match con Ken Shamrock como Árbitro Especial Invitado. |

## Inducción cancelada

### Individual

#### 2020
| Hall of Fame 2020 |     | |
| Batista           | n/a | El 9 de diciembre de 2019, la WWE anunció oficialmente que Batista sería incluido en el Salón de la Fama como parte de la Clase de 2020. El evento se pospuso debido a la pandemia de COVID-19 y se anunció que la clase de 2020 se incorporaría junto con la clase de 2021 en el evento de 2021. Sin embargo, antes del evento, fue eliminado de la lista oficial de inducidos. Batista publicó en Twitter, confirmando su remoción, citando obligaciones previas como una razón por la cual no pudo asistir al evento de 2021. También dijo que concordó con la WWE con el fin de incorporarlo en una ceremonia futura. |

## Fechas y lugares de las ceremonias
- 9 de junio de 1994, en Baltimore, Maryland
- 24 de junio de 1995, en Filadelfia, Pensilvania
- 16 de noviembre de 1996, en Nueva York
- 13 de marzo de 2004, en Nueva York
- 2 de abril de 2005, en Los Ángeles, California
- 1 de abril de 2006, en Rosemont, Illinois
- 31 de marzo de 2007, en Detroit, Míchigan
- 28 de marzo de 2008, en Orlando, Florida
- 4 de abril de 2009, en Houston, Texas
- 27 de marzo de 2010, en Phoenix, Arizona
- 2 de abril de 2011, en Atlanta, Georgia
- 31 de marzo de 2012, en Miami, Florida
- 6 de abril de 2013, en Nueva York, Nueva Jersey
- 5 de abril de 2014, en Nueva Orleans, Luisiana
- 28 de marzo de 2015, en San José, California
- 2 de abril de 2016, en Dallas, Texas
- 31 de marzo de 2017, en Orlando, Florida
- 6 de abril de 2018, en Nueva Orleans, Luisiana
- 6 de abril de 2019, en Brooklyn, Nueva York
- 6 de abril de 2021, en San Petersburgo, Florida
- 1 de abril de 2022, en Dallas, Texas
- 31 de marzo de 2023, en Los Ángeles, California
- 5 de abril de 2024, en Filadelfia, Pensilvania
- 18 de abril de 2025, en Las Vegas, Nevada